# Asiria
Asiria hace referencia a una antigua región de la Alta Mesopotamia que toma su nombre de la ciudad de Aššur —del mismo nombre que Assur, su deidad tutelar—, y es también el nombre del Estado —y posterior imperio— que formó entre el milenio iii y i a. C.
Fundada a orillas del río Tigris, Aššur era inicialmente una de las tantas ciudades acadias en la región. La tradición fecha su fundación en el siglo XXV a. C., aunque la mayor parte de su pasado está envuelto en misterio. Desde finales del siglo XXIV a. C., los asirios se convirtieron en súbditos de Sargón de Acad, quien unió a los pueblos semitas, acadios y sumerios bajo el Imperio acadio. A partir de esa región se formó, en el  milenio ii a. C., el llamado Imperio Antiguo. También fue conocido como Subartu y, tras su declive, como Athura, Syria (en griego antiguo), Assyria (en latín) y Asuristán. En su momento de máxima expansión —en el siglo VII a. C., durante el Imperio neoasirio—,  Asiria controlaba un territorio que hoy comprendería, parcial o totalmente, los países de Irak, Siria, Palestina, Israel, Jordania, Líbano, Turquía, Irán, Arabia Saudita, Egipto, Kuwait, Chipre, Armenia, Azerbaiyán y Georgia.
La asiriología —disciplina que estudia la Asiria antigua y más ampliamente la Mesopotamia antigua—, distingue tres fases en la historia asiria, sabiendo que antes de alrededor del siglo VII a. C. las fechas son aproximadas: el período paleoasirio, del siglo XX a. C. a principios del siglo XIV a. C.; el medioasirio, hasta el 911 a. C.; y el neoasirio, hasta el 609 a. C. (Caída de Harrán), fecha del final del reino asirio. Durante el primer período, Asiria se resume a la ciudad-Estado de Aššur, conocida principalmente por el dinamismo de sus mercaderes. El segundo período vio la expansión y primer apogeo del reino asirio, un poderoso estado territorial, que, sin embargo, se debilitó significativamente en el cambio del milenio ii al i a. C. El tercer período vio a Asiria convertirse gradualmente en un vasto imperio, gracias en particular a su formidable ejército. Fue este período por el que Asiria es más conocida, gracias a los descubrimientos del siglo XIX en las capitales sucesivas, Aššur, Kalkhu (Nimrud), Dur-Sharrukin (Jorsabad) y Nínive (destruida en 612 a. C.; sobre gran parte de sus ruinas se asienta Mosul). Fue también el poderío de este Imperio y de sus soberanos lo que permitió que la memoria de Asiría continuara a través de la tradición de la Biblia hebrea y de los autores griegos clásicos.
La gran cantidad de documentación epigráfica y arqueológica recogida del período asirio durante casi dos siglos permite conocer muchos aspectos de este reino, que fue un componente esencial de la civilización mesopotámica antigua, al igual que el que se convirtió en su rival al sur, el reino de Babilonia. Esta fue la última fase del reino que, sin embargo, es con mucho la más conocida. Se puede dibujar una imagen importante de varios aspectos de la administración del reino, de las actividades económicas, de los componentes de la sociedad, de la cultura asiria, incluida la religión y el arte. Muchas áreas grises permanecen porque la documentación no se distribuye homogéneamente según los lugares, los períodos y los aspectos de la vida de los antiguos asirios, debido tanto a la desaparición de muchas fuentes desde la Antigüedad, como también porque que los descubrimientos se refieren principalmente al medio de las élites.
La región de Asiria cayó luego bajo el control sucesivo de los imperios medo, aqueménida, macedonio, seléucida, parto, romano y sasánida. Entre mediados del siglo ii a. C. y finales del siglo III surgió un mosaico de pequeños reinos asirios independientes en la forma de Ashur, Adiabene, Osroene, Beth Nuhadra, Beth Garmai y Hatra. La conquista islámica árabe a mediados del siglo VII finalmente disolvió Asiria (Asuristán) como una entidad única, después de lo cual los restos del pueblo asirio (ya entonces cristianos) gradualmente se convirtieron en una minoría étnica, lingüística, cultural y religiosa en la tierra asiria, sobreviviendo hasta el día de hoy como un pueblo nativo de la región.

## Redescubrimiento de Asiria

### La memoria de los asirios antes de las excavaciones delsigloXIX

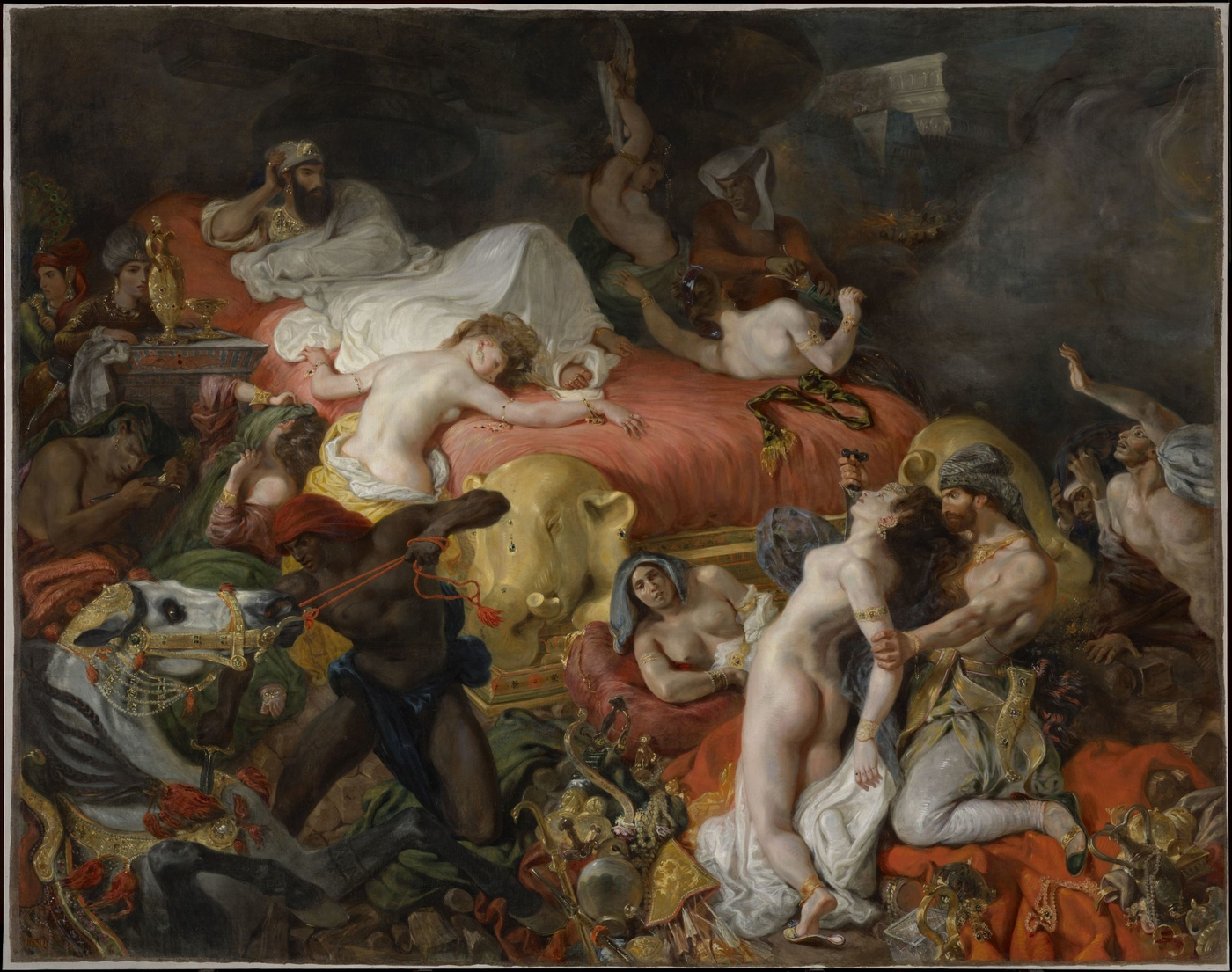
La muerte de Sardanápalo, obra de Eugène Delacroix, 1827, que representa una leyenda de la antigua tradición griega informada por Ctesias.

La memoria del reino asirio perduró en la tradición occidental antes de las primeras excavaciones en los sitios de Asiria a través de varias fuentes antiguas. El primer documento que se refiere al Imperio asirio es la Biblia, que proporcionaba información sobre la historia de las relaciones entre los reinos de Israel, y de Judá con Asiria, así como referencias a Nínive donde el profeta Jonás habría sido exiliado. De  esas referencias surgió una visión negativa de Asiria, percibida como una potencia brutal y opresiva. Los escritores griegos clásicos también evocaron el reino asirio, como Heródoto, Jenofonte, Ctesias y Diodoro de Sicilia. Estos testimonios indirectos a menudo son vagos o confusos. A partir de esas fuentes, varios viajeros europeos ya habían intentado encontrar las capitales de la antigua Mesopotamia en los siglos XVII y XVIII. Las descripciones y los objetos que trajeron de sus peregrinaciones abrieron el camino para las primeras excavaciones en Asiria.

### Los descubrimientos de las capitales asirias en elsigloXIX

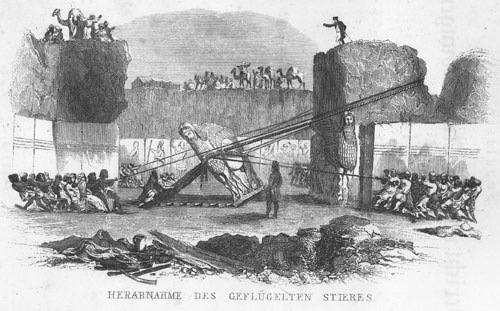
Grabado que representa las excavaciones de Layard en el sitio arqueológico de Nimrud.

Asiria cuenta el privilegio de ser la primera región del Antiguo Oriente Próximo en ser objeto de excavaciones, que fueron rápidamente coronadas por el éxito, lo que le valió dar el nombre a la disciplina relacionada con la historia de la Mesopotamia antigua, la asiriología. El primer palacio descubierto fue en el sitio de Jorsabad, el antiguo Dur-Sharrukin, capital de Sargón II, desenterrado por el cónsul francés en Mosul, Paul-Émile Botta, desde 1843. El inglés Austen Henry Layard le siguió los pasos en Nimrud, el antiguo Kalkhu, y luego en el tell de Kuyunjik, el centro de la antigua Nínive. Los descubrimientos de los impresionantes bajorrelieves de estos edificios tuvieron una cierta resonancia en el medio académico, y esos hallazgos tuvieron su lugar en varios museos europeos. Fue en ese momento cuando se descubrieron decenas de miles de tablillas cuneiformes que constituyen todavía la mayor parte de nuestras fuentes sobre el reino neoasirio, y que permitieron descifrar esa escritura y la lengua acadia. En 1903, fue el turno de los alemanes que excavaron la última capital asiria no descubierta, Aššur, en el tell de Qala'at Shergat, con métodos arqueológicos científicos, y no con los más rudimentarios e improvisados que se usaron antes.

### El estudio de la documentación sobre Asiria

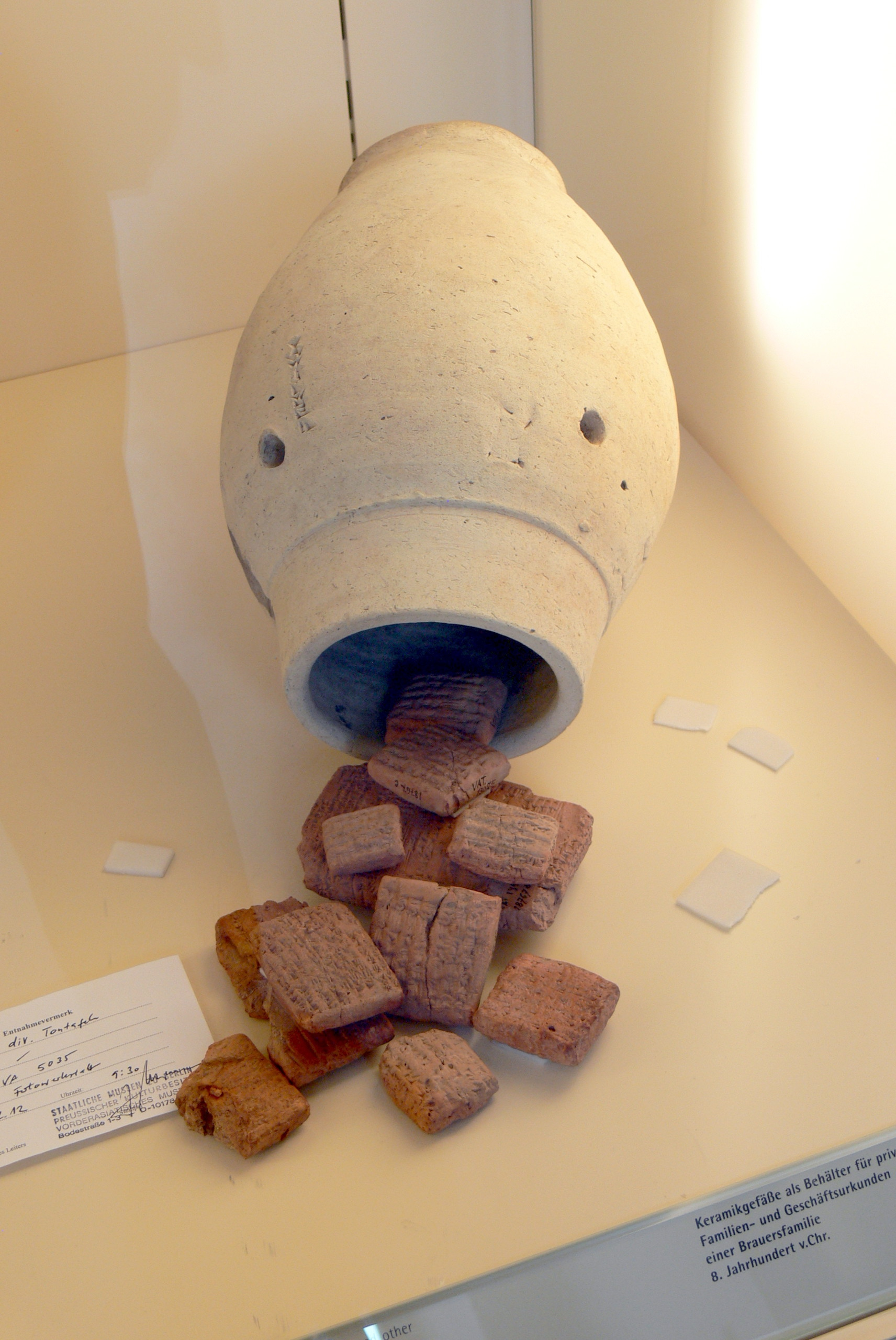
Tablillas cuneiformes de un fondo de archivos privado de una residencia de Aššur, conservadas en un vaso (reproducción). Museo de Pérgamo de Berlín.

Las excavaciones de las capitales asirias continuaron durante la mayor parte del siglo XX, mientras que se descubrieron nuevos sitios del antiguo reino asirio, especialmente en el oeste de la Asiria propiamente dicha, en el Djézireh, entre el Tigris y el Éufrates (Tell Rimah, Tell Ahmar, Arslan Tash). En la parte siria de esta región era donde las excavaciones se concentran —ahora también suspendidas— porque la situación política de Irak dificulta las operaciones en ese país. Los descubrimientos recientes se refieren especialmente al período medioasirio, por ejemplo en Tell Sheikh Hamad o Tell Sabi Abyad. En estos sitios, son los edificios administrativos (palacios reales o provinciales) y los templos los que se excavan primero, y pocas residencias se han descubierto en Asiria. Un caso especial entre los sitios que nos documentan sobre la asirios es Kültepe, que se encuentra en Turquía, lejos del centro de Asiria, donde fueron descubiertas desde 1924 las residencias que los comerciantes de Aššur instalados en el lugar al inicio del milenio ii a. C. y que proporcionaron una abundante documentación cuneiforme. Además de las operaciones de prospección en tierra, más recientemente se ha hecho uso de campañas de prospección satelitales.
Las excavaciones realizadas en muchos de estos sitios, sobre todo en las grandes capitales, pero también en los centros administrativos provinciales, permitieron el descubrimiento de un gran número de tablillas de arcilla inscritas en cuneiforme que han permitido conocer muchos aspectos de la vida de los antiguos asirios. Consisten en textos de prácticas, de lejos los más numerosos porque hay decenas de miles. Se trata de textos administrativos que registran las operaciones de una gran organización o familia, o de documentos jurídicos, como contratos de venta, de préstamo, de correspondencia, etc. Se distribuyen de forma desigual en el espacio y el tiempo, de modo que ciertos períodos, lugares y actividades determinados están bien documentados, como el comercio internacional asirio del siglo XIX a. C. (atestiguado en los archivos de Kültepe), mientras que de otros nada se sabe, como de las actividades agrícolas alrededor de Aššur en el mismo periodo. Los textos salidos de los círculos académicos, que se movían en el entorno de los palacios reales y de los templos, son muy abundantes en el período neoasirio gracias a los documentos de los palacios reales. Existen textos llamados «históricos» (crónicas, anales, inscripciones reales), así como textos conocidos como «bibliotecas», con información sobre la vida religiosa y los conocimientos científicos.
Recientemente, el estudio de la historia asiria se ha dotado de una serie de publicaciones de textos procedentes de sitios asirios: las inscripciones reales han sido el tema de varios volúmenes de la serie Royal Inscriptions of Mesopotamia y los textos de los archivos reales neoasirios de Nínive son publicados o republicados y estudiados en la serie State Archives of Assyria (SAA) del Neo-Assyrian Text Corpus Project de la Universidad de Helsinki. Los textos de la época neoasiria también se publican en Internet a partir de los sitios Assyrian empire builders y Knowledge and Power in the Neo-Assyrian Empire, que presentan documentos ya traducidos por el proyecto SAA. También está The Geography of Knowledge in Assyria and Babylonia, que trata de los archivos de las bibliotecas de Nimrud y Sultantepe.

## Geografía
El territorio donde se asentaron los asirios era una extensa llanura aparentemente lisa pero interrumpida en algunas zonas por terrenos ondulados y por el afloramiento de algunas rocas grises. Tenían tierra fértil en las riberas de los ríos pero además consiguieron mantener huertos y sembrados gracias a un sistema de riego por canales que derivaba el agua de los cursos de agua. Ocupaba el norte de la antigua Mesopotamia, en el valle del río Tigris, mientras Babilonia ocupaba la parte sur. Sus límites fueron: al norte, una extensión de terreno en terrazas hasta llegar a la región armenia; al sur, Caldea; al este, la región de Media y los montes Zagros; y al oeste, Siria y la llanura de Mesopotamia.
El clima de la parte baja de esta región era (y es) seco y agobiante. En la comarca se producía cereal (sobre todo trigo); no había árboles. En los valles de los afluentes del Tigris crecían los bosques de nogales, plátanos, encinas y sicomoros. Durante tres meses había lluvia abundante y a veces incluso nieve en las montañas. En el zona se encontraban magníficas canteras de arenisca blanda, de alabastro fácil de trabajar y de extraer en lajas, y de mármol. En las montañas del noreste se encontraban minas de hierro, cobre, plomo y plata. Contaban con una abundante fauna de animales salvajes en las llanuras del desierto: leones, leopardos, avestruces, gacelas; y en las montañas se podían encontrase osos, gamos y rebecos.

## Historia

### Antecedentes históricos

Oriente Próximo hacia 2300 a. C.

Entre las cuencas fluviales de los ríos Éufrates y Tigris fueron apareciendo los primeros asentamientos de nómadas semíticos que conquistaron la región y desarrollaron una gran cultura. Hacia 3000 a. C. surgieron muchas poblaciones pequeñas que fueron evolucionando a ciudades estado, establecidas en una tierra fértil que con el tiempo se conocería como Mesopotamia. La historia de estas ciudades estado se desarrolló formando dos nuevos imperios: Babilonia en el sur y Asiria en el norte junto al río Tigris y en su centro la ciudad de Aššur. Durante el milenio iii a. C. la región de Asia Occidental entró en la órbita de la civilización sumeria establecida en la llanura sur de Mesopotamia. Con los sumerios se inició la escritura sobre tablillas de barro que se cocían y se conservaban como un registro que comprendía diversos temas. Al crear la escritura los sumerios crearon el concepto de Historia.
Gracias a la escritura y a sus consecuencias Sumeria adquirió un gran poder y las regiones del norte de Mesopotamia quedaron más atrasadas en cuanto a cultura y civilización y tuvieron que someterse a los sumerios. Es posible que algunos colonos sumerios se desplazaran al norte del Tigris tras un hipotético desastre climatológico y que allí fundaran la ciudad de Aššur, que con el tiempo dará su nombre a toda la región. Fue entonces el nacimiento de Asiria.
Con la llegada de nómadas acadios al sur de Mesopotamia y con el gobierno de su rey llamado Sargón ambos pueblos (sumerios y acadios) se fusionaron. Los acadios adoptaron la cultura sumeria dando lugar a una cultura sumerio-acadia. Después el prestigio de la lengua acadia empezó a tomar importancia mientras se iniciaba la decadencia de la lengua sumeria.
Sargón I de Acad murió c. 2215 a. C.; llegó a dominar Sumeria, Acadia y Asiria. Su nieto Naram-Sin, llamado «rey de las cuatro partes del mundo» continuó la labor de su abuelo y llevó a su pueblo hasta lo más alto. Después de su muerte se fue sucediendo la llegada de los nómadas conquistadores, pueblos que habían estado siempre a la expectativa hasta encontrar el momento propicio de irrumpir y guerrear.
Primero fueron los guti, llegados desde los montes Zagros; a estos les siguieron los elamitas hacia el año 2000 a. C.; y posteriormente, los semitas llamados amurro o amorreos, procedentes de Siria que conquistaron casi toda Mesopotamia, incluida Asiria.
Muchos de los pueblos nómadas del norte de Mesopotamia, conquistadores, se fueron uniendo hacia el 1500 a. C. constituyendo el reino de Mitani (o Mitanni) que llegó a ser una gran potencia. Incluso Asiria se vio obligada a rendirle tributo a pesar de que su vieja monarquía se seguía sosteniendo. Tal situación se prolongó hasta la llegada al trono asirio de Ashur-uballit I (1365 a. C.-133 a. C.) que invadió y saqueó la capital de Mitani en un momento de su historia en que ya se encontraba debilitado. Con este rey se inició la fuerza y el poderío de Asiria. Entre 1318 y 1050 a. C. los asirios organizaron su propio imperio, el llamado en la historiografía «Imperio Asirio Medio».

### Los comienzos de Asiria: la ciudad de Aššur
El primer período de la historia asiria es el período llamado «paleoasirio» (antiguo asirio). A diferencia de períodos posteriores, no hubo entonces pujanza política o militar asiria. El reino se limitaba a la propia ciudad de Aššur y a sus alrededores, y es por esta razón que se le puede llamar «ciudad-estado». Sin embargo, aunque no desempeñó un papel político notable, tuvo un lugar especial en el Medio Oriente en ese momento debido al dinamismo de sus mercaderes.
La Lista real asiria, un texto escrito a partir del siglo XVIII a. C., completada hasta el final del reino asirio y que supuestamente lista los reyes de ese estado desde sus orígenes, comienza con la enumeración de «reyes que viven bajo la carpa», sugiriendo que los orígenes del estado asirio se encontrarían en el mundo nómada. De hecho, esta ascendencia parece ser una pura construcción historiográfica, incluyendo antepasados nómadas amorreos del rey Shamshiadad I de Ekallatum (que integró Assur en su reino en el siglo XVIII a. C.) junto a los reyes que realmente dirigieron Assur. Los orígenes de la realeza asiria son, por lo tanto, poco conocidos. Con toda probabilidad se desarrollaría en un entorno urbano, el de la ciudad de Aššur.

#### Una ciudad-estado
La ciudad de Aššur era un antiguo centro urbano, habitado al menos desde el comienzo del milenio iii a. C. Aparece en las fuentes del Imperio acadio y de la Tercera Dinastía de Ur, que la dominaron temporalmente. Pero su posición excéntrica en relación con los principales centros políticos le permitió preservar su independencia, y su rey Puzur-Assur I recuperó su autonomía durante el colapso de la Dinastía III de reino de Ur alrededor de 2010 a. C., fundando luego una nueva dinastía. En la época amorrita (siglos XIX-XVII a. C.) aparece como una potencia política bastante débil, pero era ya una ciudad comercial muy importante, con un papel que se podría comparar con el de las repúblicas mercantiles de la Italia del Renacimiento.
El Estado del período paleoasirio tenía una organización particular. El título de rey (šarrum) estaba reservado para el único dios, Assur. El gobernante que dirigía la ciudad era llamado «vicario del dios Ashu» (išši'ak aššur), ya que era considerado como su representante en la tierra, no debiendo su poder más que a la voluntad del dios. Todavía a veces se le llamaba «jefe» (waklum) o «grande» (rubā'um), títulos que indican su papel de primus inter pares entre los notables de la ciudad. Debía compartir el poder con la oligarquía local representada por una institución importante, la «Ciudad» (ālum): el centro político de Asiria era de hecho el «Edificio de la Ciudad» o «Ayuntamiento» (bēt alim), y no el palacio real. Estas dos partes compartían el poder político y judicial, y las órdenes oficiales se proclamaban en nombre de ambas. La ciudad se reunía en asamblea (puhrum), aparentemente frente al templo del dios Assur. No se sabe si se trataba más específicamente de un grupo de notables, de ancianos (este término a menudo aparece en los textos), o incluso de todas las personas de la ciudad, y tampoco si había una o dos cámaras. La asamblea tenía, con el soberano, un papel de tribunal supremo de justicia, pero también de organismo que daba órdenes e instrucciones a los ciudadanos de Assur. En asuntos económicos, el Ayuntamiento era el responsable de la recaudación de tasas y regalías, y de cobrar las deudas sobre las tasas no pagadas. Estas tareas fueron llevadas a cabo por una figura prominente, el līmum, designado por sorteo para un periodo de un año, que dirigía su propia oficina administrativa, la «Casa del līmum» (bīt līmim), asistido por inspectores (bērū). Es él quien daba el nombre al año en el que desempeña esa función, por lo que a menudo se habla de él como «epónimo (del año)»

#### Una ciudad mercante

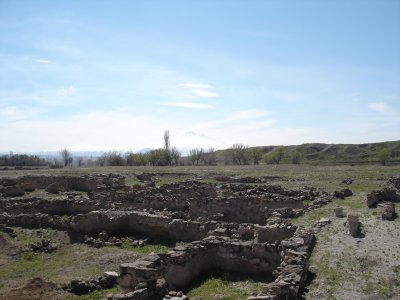
Ruinas del kārum de Kültepe.

La ciudad de Aššur era el hogar de una comunidad de comerciantes particularmente activa en el período paleoasirio, conocida principalmente por las más de 20 000 tablillas exhumadas en las residencias de su establecimiento comercial (karūm) situado en la ciudad de Kanesh (el actual sitio de Kültepe), en Capadocia. Así se sabe que los comerciantes de Aššur mantuvieron una red comercial muy extensa, contando con varias factorías en Anatolia (entre ellas Hattusa, Purushkhanda, etc., además de Kanesh). Este comercio floreció a lo largo del siglo XIX a. C., se detuvo al comienzo del siglo XVIII a. C., antes de reanudarse momentáneamente bajo el reinado de Shamshiadad I, y finalmente desaparecer cuando la ciudad de Kanesh fue incendiada, probablemente durante las guerras que enfrentaron a los reinos antiguos de Anatolia.

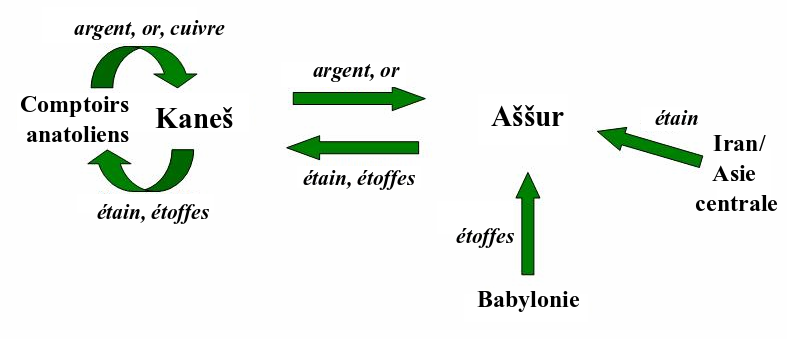
Diagrama que muestra los circuitos comerciales entre Aššur y Kanesh.

El comercio de los mercaderes asirios se desarrolló según un circuito comercial de larga distancia que involucraba a varias regiones del Medio Oriente y giraba en torno a las ciudades de Aššur y de Kanesh, el principal establecimiento comercial asirio en Anatolia. Vendían en Anatolia el estaño procedente de la meseta iraní, del que se desconoce cómo se obtenía, y que se utilizaba para hacer bronce una vez aleado con el cobre de extracción local. Los comerciantes importaban también en Anatolia piezas de tela hechas por sus familias que se quedaban en Aššur (sobre todo mujeres) o que eran importadas del sur de Mesopotamia. Para este propósito organizaban caravanas varias veces al año, siguiendo rutas específicas, y obtenían ganancias significativas al vender los productos importados a cambio de plata o de oro. Para financiar el comercio, podían recurrir a préstamos comerciales a la gruesa ventura, o a asociaciones que involucraban a varios comerciantes por un corto o largo plazo.
Los establecimientos de los comerciantes paleoasirios establecidos en los países extranjeros eran administrados por una autoridad especial, también llamada karūm (literalmente «barrio», el nombre del barrio comercial de las ciudades de ese período). El de Kanesh fue el más grande de Anatolia y dirigía a las otras factorías. Disponía de un escriba en jefe y de archivos, así como de una asamblea que desempeñaba el mismo papel que la de la ciudad madre. Sus atribuciones eran esencialmente jurídicas, pero es seguro orientadas principalmente al comercio, para resolver disputas entre asirios expatriados. Esto también aparece en su actividad diplomática, ya que el karūm aprobaba acuerdos comerciales (en forma de tratados internacionales, māmītum) con reinos extranjeros. Permanecía siempre sujeto al poder central de Aššur, representado por el rey y por la ciudad, que actuaban como instituciones jurídicas supremas, y se mantenían en contacto con los asentamientos asirios del exterior.

#### Una ciudad poco pujante, varias veces dominada por reinos extranjeros

Extensión aproximada del Reino de la Alta Mesopotamia a la muerte de Shamshiadad I hacia 1775 a. C.

La ciudad de Aššur siguió siendo independiente hasta 1800 a. C., cuando el rey Shamshiadad I de Ekallatum (1815-1775 a. C.) se apoderó de ella y la incorporó en su reino (Reino de la Alta Mesopotamia con capital Shubat-Enlil en el valle del Jabur). Después de su muerte, su hijo Ishme-Dagan continuó reinando sobre Assur durante una cuarentena de años. La situación después de su muerte no es bien conocida: Assur puede haber sido nuevamente dirigida por soberanos de origen local, a menos que la dinastía de Shamshiadad I no continuase gobernando la ciudad. En cualquier caso, parece que la experiencia de la integración en el reino de la Alta Mesopotamia siguió siendo importante para la historia de Asiria, y Shamshiadad I es siempre considerado un rey asirio por la tradición historiográfica de ese país, bajo el nombre asirio de Shamshi-Adad I, y esto debido a su gran prestigio. Sus antepasados se cuentan entre los primeros reyes de la ciudad en la Lista real asiria, en la que pueden haber sido introducidos por iniciativa de ese rey. La vida política de Assur al final de la época amorrita no se conoce. El prólogo del Código de Hammurabi menciona la ciudad entre las posesiones de ese rey de Babilonia alrededor de 1750 a. C., pero la dominación babilónica de la Alta Mesopotamia no sobrevivió al hijo de este rey, Samsu-iluna.
Los siglos XVII y XVI a. C. están mal documentados y su cronología es debatida. La historia de Assur en esa época debe ser reconstruida a partir de unas pocas inscripciones reales fragmentarias, de las fuentes de otros reinos y de textos no contemporáneos, como la Lista real asiria y la crónica histórica del siglo VII a. C. llamada Histoire synchronique, que relata las relaciones entre Babilonia y Asiria en un sentido proasirio. La lista real asiria menciona una sucesión de reyes, varios de ellos del tipo «hijo de persona», entre ellos usurpadores, antes de una primera estabilización dinástica después de la usurpación de un tal Adasi. El nombre de uno de los siguientes gobernantes, Kidin-Ninua, hace referencia a la ciudad de Nínive (Ninua), lo que puede significar que entonces formaría parte del mismo conjunto político que Assur. Sea como fuere, son los siguientes soberanos, a partir de Ishma-Dagan II, quienes son conocidos por inscripciones y por la Histoire synchronique. Puzur-Assur III renovó las murallas de Aššur, y suscribió un acuerdo político con Burna-Buriash I, rey de la dinastía casita de Babilonia, fijando la frontera entre ambos reinos en el curso medio del Tigris, lo que indicaría que el poder asirio habría crecido.

Extensión aproximada del reino de Mitanni en su apogeo en la primera mitad del

Pero Assur debió hacer frente entonces a la expansión de un reino cuyo centro se encuentra más al oeste, en el valle del Jabur, Mitani dominado por los hurritas, un pueblo no semítico con fuerte presencia en la Alta Mesopotamia hasta las proximidades de Assur. Según el prólogo del tratado suscrito entre un rey hitita y un rey de Mitanni en el siglo XIV a. C., Assur estaría entre los vasallos de Mitani alrededor de 1440-1430 a. C., pero se habría beneficiado de la debilidad de este último para no pagar ningún tributo, lo que habría llevado al rey mitanio, Shaushtatar a saquearla. Pero la historia y la organización de Mitani siguen siendo poco conocidas, y no se sabe muy bien el lugar que desempeñó Assur en relación con este conjunto político. Suponerlo un vasallo de ese reino durante todo el período es difícil, incluso si las fuentes exteriores a la Alta Mesopotamia muestran que Mitani era la potencia dominante de la región, y que Shaushtatar extendía su autoridad hasta Nuzi, bien al este de Assur. En los textos contemporáneos que conmemoran las campañas del rey egipcio Thutmosis III en Siria contra Mitani, los asirios aparecen como donantes de presentes a este, quizás un medio de buscar apoyo contra el reino hurrita. Más tarde, alrededor de 1400 a. C., el rey asirio Assur-bel-nisheshu, también conocido por haber tenido contactos con Egipto, concluyó un nuevo acuerdo fronterizo con un rey de Babilonia, Karaindash. Tal actividad sería normalmente imposible si Assur todavía fuese un vasallo de Mitani, y este acto testimoniaría el debilitamiento o detención del sometimiento a Mitani en Asiria. También podría ser que este último no reemplazase una dominación babilónica. Las raras actividades diplomáticas de los reyes asirios que se conocen parecen en cualquier caso reflejar un lento aumento del poder de este reino, pero que probablemente se enfrentaba a vecinos demasiado poderosos para tener relaciones de igualdad con ellos

### Imperio antiguo
Entre los años 1814 y 1781 a. C. Asiria alcanzó por vez primera la categoría de imperio, de la mano del amorreo Shamshiadad I hasta que en el año 1760 a. C. Hammurabi de Babilonia derrotó y conquistó a los asirios que pasaron a formar parte del Imperio Babilonio.
Los amorreos habían llegado del oeste y del sur y hablaban una lengua semítica muy similar al acadio, por lo que no les costó nada integrarse en cuanto se asentaron en Mesopotamia; esta similitud lingüística contribuyó a que los amorreos fueran aceptados en lugar de considerarlos extranjeros.
Shamshiadad I (1813-1781 a. C.) se hizo con el poder y creó una dinastía que se mantuvo hasta c. 1726 a. C. Durante su mandato, Asiria se convirtió en una potencia fuerte y temida y su dominio se extendió por toda la Mesopotamia septentrional.
No obstante, a su muerte fue sucedido por su hijo Ishme-Dagan (1780-1741 a. C.) que fue derrotado por Hammurabi de Babilonia en 1760 a. C. y tuvo que someterse y pagar tributo.
Aun así conservó el trono y la dinastía de Shamshiadad se salvaguardó hasta Asinum (c. 1726 a. C.).

### Imperio medio
El siglo XVI a. C. fue un periodo de invasiones y gran confusión por toda Mesopotamia. Asiria se vio bajo el control de unos y otros invasores (los mitani y los hititas sobre todo); pero en el siglo XIV a. C. apareció otra figura de gran empuje, el rey Ashur-uballit I que reinó entre 1364 y 1328 a. C. se liberó de sus opresores e incluso llegó a ampliar los límites de sus territorios. Los sucesores de este rey, en especial su nieto Salmanasar I —o Sulmanu-Asarid— (1274-1245 a. C.) prosiguieron con su política expansionista y enfrentaron con éxito a sus vecinos: urarteos, hititas, babilonios y lullubis. Bajo el mandato de Salmanasar (casi treinta años de reinado) Asiria recuperó todo el territorio que había llegado a poseer en tiempos del Imperio Antiguo, con extensas conquistas y obtención de botines cuantiosos. Los esclavos capturados fueron empleadosn en obras de embellecimiento de las dos ciudades principales: Asur y Nínive. No conforme con esto, Salmanasar fundó a orillas del río Tigris la ciudad de Calach, a la que convirtió en su capital.

Oriente Próximo hacia 1400 a. C.

Salmanasar fue sucedido por Tukultininurta I (1244-1208 a. C.) que reinó durante casi  cuarenta años. Sus campañas llegaron hasta los montes Zagros y las estribaciones del Cáucaso. Por el sur sometió a tributo a los casitas y conquistó Elam y al este debilitó el poder hititas. Fue un rey muy prestigioso y afamado en su época, protagonista de poemas épicos.
A Tukultininurta se le ha llegado a relacionar con Nemrod, el robusto cazador que se menciona en los relatos bíblicos (Génesis 10, 8-11). Tukulti murió asesinado por su propio hijo en 1208 a. C.

### Los pueblos del mar
Hacia el año 1200 a. C. una oleada de pueblos procedentes de la península balcánica, conocidos como los pueblos del mar fueron los causantes del final del Imperio hitita y del debilitamiento del Imperio egipcio. Uno de estos pueblos, llamado mushki, se asentó al este de Anatolia y fue una constante amenaza para Asiria. Otro pueblo nómada y semita, el arameo, hostigaba continuamente a los asirios por el oeste. Asiria se hizo fuerte y resistió el empuje de estos pueblos, y endureció su ejército que a partir de entonces fue famoso por su crueldad y temido por sus enemigos, de tal manera que al verse amenazados y ante su proximidad no les quedaba más remedio que huir; la gente que quedaba en las aldeas o las ciudades atacadas era masacrada o llevada a Asiria como esclavos. Las ciudades eran saqueadas y después arrasadas, pero no se anexionaban al Estado asirio.

### Imperio Nuevo Asirio o Neoasirio

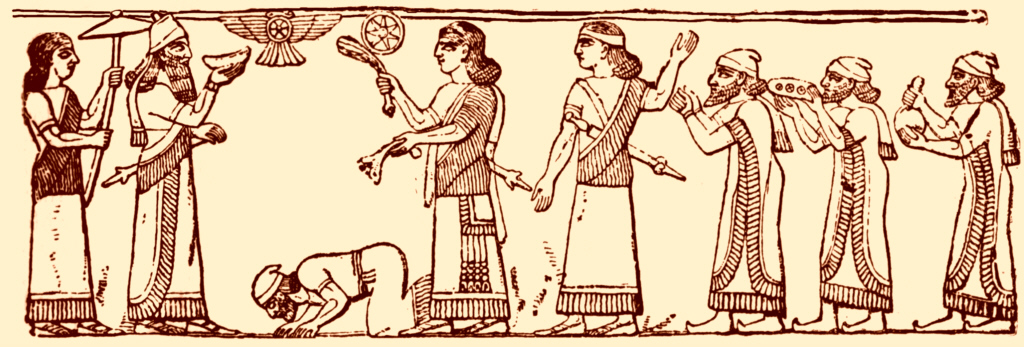
Emisario del rey Jehu u Oseas del antiguo y norteño Reino de Israel, o acaso uno de ellos, rinde tributo ante Salmanasar III. Reconstrucción del segundo registro del Obelisco Negro.

Este sistema de lucha y conquista fue variando con el tiempo. A finales del siglo X a. C. los reyes asirios ya anexionaron varios territorios de los arameos que estaban situados al este del río Jabur (en el valle central del Éufrates) y de los de la región de los ríos Gran Zab y Pequeño Zab.
A finales de este siglo, en 911 a. C. y bajo el mandato de Adad-nirari II, (911 a. C.-891 a. C.) Asiria anexionó para sí el estado arameo con todos sus principados creados en la Media Luna Fértil. Durante este periodo los asirios contaron con más suministros de hierro, lo que favoreció en gran medida la fabricación de armas y por tanto el fortalecimiento del ejército. El empleo del hierro fue acrecentando y cuando subió al trono el hijo de Adad-nirari llamado Tukultininurta II (891-883 a. C.) con la ayuda del ejército que estaba muy bien equipado con esas armas de hierro, consiguió una gran fama guerrera. Asiria fue desde entonces y durante dos siglos, el terror de sus enemigos.

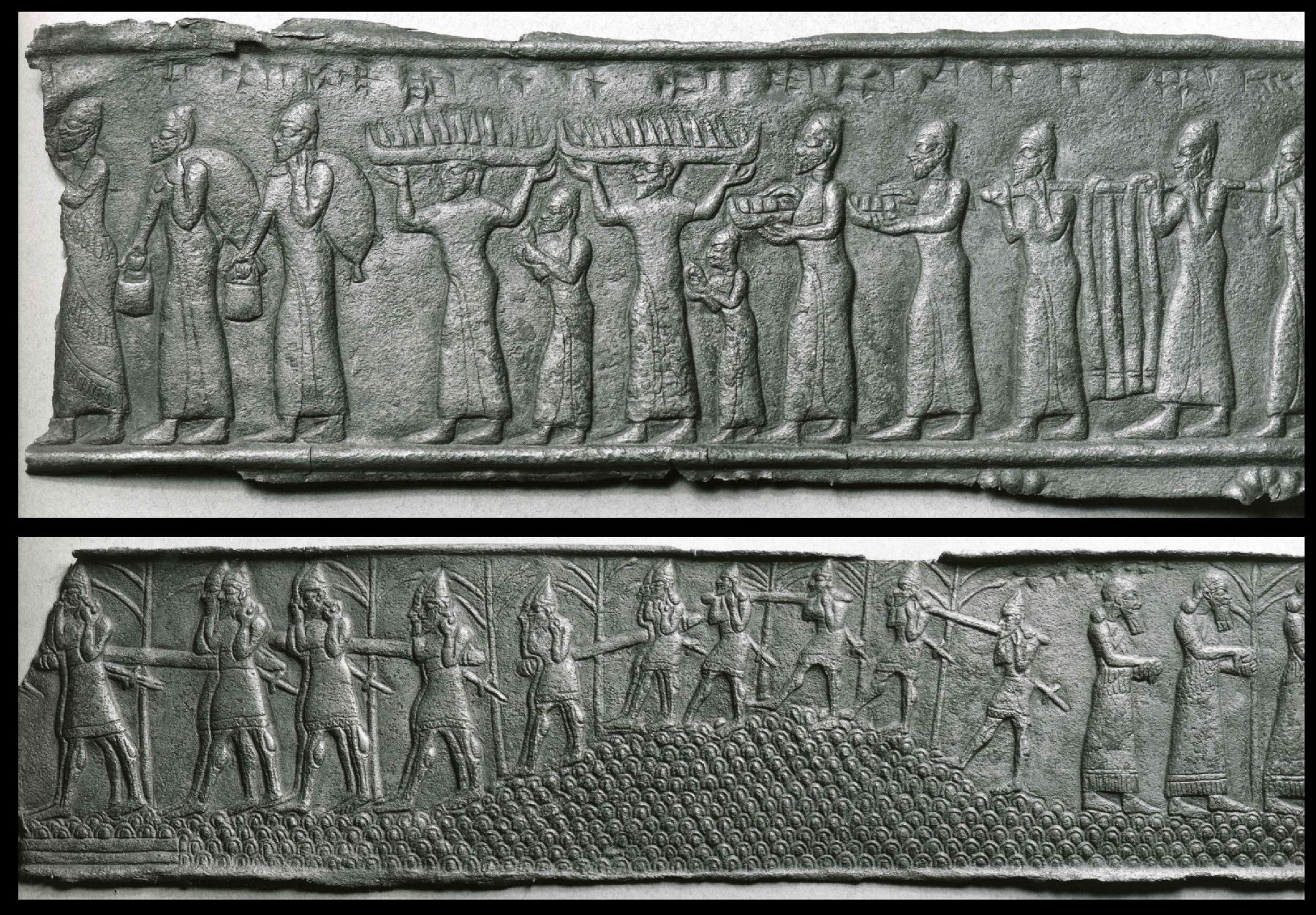
Fragmentos de las puertas de Balawat del Walters Art Museum.

Tan importante como el uso el hierro fue para los asirios el cambio de táctica de guerra y asedio de ciudades. Hasta el momento era muy difícil tomar una ciudad por asalto y por eso el sistema preferido era aislar e impedir la admisión de alimentos lo cual suponía una larguísima espera y el consiguiente debilitamiento por ambas partes. El nuevo sistema de ataque consistió en la invención de nuevas máquinas pesadas y con ruedas, blindadas y protegidas y equipadas con arietes. Los soldados aprendieron su manejo y eran capaces de abrir grandes fisuras en las murallas dando paso a la entrada del resto del ejército. Los sitiados caían así en una trampa de la que no podían salir victoriosos, añadiendo además la imposibilidad de huir. A continuación se desataba el pillaje, el abuso, el saqueo y todo tipo de crueldades. Con Asurnasirpal II (883-859 a. C.), hijo del anterior se emplearon estos métodos de guerra con gran éxito. Este rey reconstruyó la ciudad de Kalhu y la nombró su capital, en sustitución de la antigua Aššur. La arqueología llevada a cabo en este lugar ha dado un verdadero tesoro en inscripciones halladas en los monumentos, sobre el devenir de este rey. Se sabe de él entre otras cosas que sus campañas bélicas fueron numerosas, devastadoras y brutales.
Su sucesor fue su hijo Salmanasar III (858-824 a. C.) cuyo reinado duró treinta y cinco años a lo largo de los cuales llegó a realizar treinta y dos batallas. Venció a Siria e Israel que se habían aliado contra su enemiga Asiria y les obligó a pagar tributo. Existe como testimonio un obelisco negro encontrado en las ruinas de Calach; en él se representa a Jehú de Israel besando los pies de Salmanasar; también se encontraron unas placas de bronce batido que se conocen como Puertas de Balawat.

#### SigloVIIIa.C.y fin del imperio

Expansión del Imperio asirio entre 824 y 671 a. C.

Hasta mediados del siglo VIII a. C. Asiria se vio envuelta en una guerra civil que junto con la peste estaban devastando el país, y muchas de las colonias más septentrionales de Asiria en Asia Menor habían sido arrebatadas por Urartu. Asiria se debilitaba, pero en 746 a. C. el general asirio que se hizo llamar Tiglatpileser III (744-727 a. C.) se hizo con el poder y la situación cambió de tal manera que el país llegó a alcanzar la categoría de imperio mundial. El nuevo rey no pertenecía a la realeza, pero supo ejercer muy bien como tal empezando por adoptar el nombre de Tiglatpileser en recuerdo de aquel que había sido un antiguo conquistador.
Comenzó su gobierno con mucho ímpetu llevando a cabo importantes reformas en la administración y en la política. Uno de los cambios más importantes y que tuvo mayor repercusión fue la renovación del ejército que se nutrió con soldados profesionales mercenarios tanto asirios como extranjeros y que vino a sustituir las levas del campesinado. Consiguió así que el ejército se mantuviera siempre en forma y a la espera de ser requerido. Esto supuso un encarecimiento para la economía, pero lo solventó haciendo que recayera sobre los tributos de los territorios sometidos. En sus campañas consiguió dominar a Israel, haciéndolo país tributario, expulsó a los urarteos que nunca más recuperaron su poder; puso fin y anexionó los estados de Arpad y Damasco y él mismo llegó ser el gobernante de Babilonia.

Deportación de israelitas por el imperio asirio.

Una característica del gobierno de este rey fue su política de deportaciones que consistió en exiliar a los líderes de las naciones sometidas y reemplazar a estos con repobladores llegados de otros lugares. Este sistema hizo que quedara anulado el sentimiento de identidad y nacionalidad además del debilitamiento del individuo debido a la colonización forzada de pueblos conquistados en el imperio. Las deportaciones trajeron consigo el fenómeno de las lenguas: los arameos exiliados llevaron consigo su propia lengua aramea que poco a poco sustituyó a la lengua acadia de la misma manera que un siglo atrás el acadio había sustituido al sumerio.
A Tiglatpileser III le sucedió su hijo Salmanasar V que reinó cinco años débilmente, pero en estos momentos de crisis apareció un personaje de origen desconocido que usurpó el poder y se hizo llamar Sargón II. Con él se fundó la dinastía de los sargónidas. Trasladó su séquito a una nueva ciudad llamada Dur Sharrukin (Fuerte de Sargón, al norte de Nínive). Las ciudades se embellecieron con magníficos monumentos a costa de los cuantiosos tributos cobrados a los pueblos sometidos. Sargón aplicó la política de deportaciones comenzada por Tiglatpileser III en la que fueron incluidos los jefes israelitas que representaban las Diez Tribus. Las campañas de este rey fueron fructuosas consiguiendo que Asiria se extendiera desde la frontera de Egipto a los montes Zagros y desde los montes Tauro al golfo Pérsico. Todo el territorio de la Media Luna Fértil fue incorporado a Asiria. Los pueblos de Asia Menor, la isla de Chipre y el pequeño reino de Judá pagaban tributo.
Al norte del mar Negro vivían unas tribus nómadas llamadas cimerios. En uno de sus recorridos llegaron a invadir Asia Menor. Sargón organizó entonces una campaña en su contra y murió en combate (705 a. C.).

Organización territorial asiria a la muerte de Asurbanipal: en verde oscuro se muestran los pahitu/pahutu (provincias), en amarillo los matu (reinos sometidos), en color crema el reino de Babilonia, los puntos amarillos muestran otros reinos sometidos, los puntos negros las provincias de Babilonia, y las letras marrones provincias que existieron anteriormente.

A Sargón II le sucedió Senaquerib (705-681 a. C.), (célebre por el relato bíblico). Hizo de Nínive la última capital oficial del imperio y allí trasladó todo el aparato administrativo; se construyó un nuevo palacio. En el 689 a. C. consiguió la caída de Babilonia. Le sucedió Asarhaddón (681-669 a. C.), quien reinó en los primeros años del siglo VII a. C., y llegó hasta Egipto y tomó la capital, Menfis. Su hijo Asurbanipal (668-627 a. C., cuarto rey de la dinastía sargónida) llegó más lejos, hasta Tebas, ciudad que saqueó, e hizo campañas militares en Susa (Shush, en Irán) que por entonces era la capital de los elamitas; trasladó la corte a Harrán en Siria. Asurbanipal fue un gran rey y un general incansable. Además fue un hombre de gran cultura que amaba la lectura y la escritura. Sargón II había comenzado la instalación de una biblioteca con una buena colección de tablillas de arcilla en las que se escribió parte de la Historia de Asiria. Asurbanipal fue el continuador de esta gran obra y llegó a reunir hasta 22 000 tablillas que se encontraron en las excavaciones del palacio de Nínive. Son tratados de religión y temas científicos y literarios; entre esas obras estaba el poema épico de Gilgamés.
A la muerte de este rey hubo una revolución interna. Después de estos acontecimientos hay pocas noticias históricas.

### Asiria después del imperio

Mapa político del Oriente Próximo hacia el 600 a. C. A raíz de su caída, el territorio del Imperio neoasirio se dividió entre el Imperio neobabilónico y el Imperio medo.

#### Asiria meda, Osroene, Asuristán, Athura y Hatra
Asiria fue gobernada inicialmente por el efímero Imperio medo (609-549 a. C.) después de su caída. En un giro del destino, Nabonido el último rey de Babilonia (junto con su hijo y corregente Belsasar) era él mismo un asirio de Harran. Había derrocado a la dinastía caldea de breve duración en Babilonia, después de lo cual los caldeos desaparecieron de la historia, siendo totalmente absorbidos por la población nativa de Babilonia. Sin embargo, aparte de los planes para dedicar los templos religiosos en la ciudad de Harran, Nabonido mostró poco interés en la reconstrucción de Asiria. Nínive y Kalhu permanecieron en ruinas  y solo un pequeño número de asirios vivían en ellas; por contra, una cantidad de ciudades como Arrapkha, Guzana, Nohadra y Harran permanecieron intactas;  Assur y Arbela (hoy Erbil) no fueron completamente destruidas, como certifica su posterior reactivación. Sin embargo, Asiria pasó gran parte de ese corto período en un grado de devastación después de su caída

#### Asiria aqueménida (549–330a.C.)

El Imperio aqueménida ca. 500 a. C., donde aparece Asiria en una posición central.

Después de que los medos fueran derrocados por los persas como fuerza dominante en el antiguo Irán, Asiria fue gobernada por el Imperio aqueménida persa (como Athura) desde 549 a. C. hasta 330 a. C. Entre 546 y  545 a. C., Asiria se rebeló contra la nueva dinastía persa, que había usurpado la dinastía meda anterior. La rebelión centrada en torno a los tyareh fue finalmente sofocada por Ciro el Grande.
Asiria parece haberse recuperado mucho y haber florecido durante este período. Se convirtió en un importante centro agrícola y administrativo del Imperio aqueménida, y sus soldados fueron un pilar del ejército persa. De hecho, Asiria llegó a ser lo suficientemente poderosa como para lanzar otra revuelta a gran escala contra el imperio persa en 520-519 a. C.
Los persas habían pasado siglos bajo la dominación asiria (su primer gobernante Aquémenes y sus sucesores, habían sido vasallos de Asiria), y la influencia asiria se puede ver en el arte aqueménida, en las infraestructuras y en la administración. Los primeros gobernantes persas se vieron a sí mismos como sucesores de Asurbanipal, y el arameo mesopotámico se conservó como la lingua franca del imperio durante más de doscientos años; los escritores griegos como Tucídides todavía se referían a él como el idioma asirio. Sin embargo, Nínive nunca fue reconstruida, y 200 años después de su saqueo, Jenofonte informó de que solo había un pequeño número de asirios viviendo entre sus ruinas. Por el contrario, la antigua ciudad de Aššur se convirtió una vez más en una entidad rica y próspera.
Fue en el siglo V a. C. cuando evolucionaron en Asiria el idioma siríaco y la escritura siríaca. Cinco siglos más tarde, ambos tuvieron una influencia global como el lenguaje litúrgico y los textos escritos para el cristianismo siríaco y la literatura siríaca acompañante, que también surgió en Asiria, antes de extenderse por Oriente Próximo, Asia menor, el Cáucaso, Asia Central, el subcontinente indio y China.

#### Asiria macedonia y seléucida
En 332 a. C. Asiria cayó en manos de Alejandro Magno, el emperador macedonio, que llamó a los habitantes que encontró assyrioi.  El Imperio macedonio (332-312 a. C.) fue dividido en 312 a. C. y desde entonces la región se convirtió en parte del Imperio seléucida. Es a partir de este período cuando surge la posterior controversia entre Siria vs Asiria, ya que los seléucidas aplicaron el nombre de 'Syria' —que era una derivación indoanatoliana de 'Asiria' del siglo IX a. C.; ver etimología de Siria— no solo a Asiria, sino también a las tierras levantinas del oeste (históricamente conocidas como Aram y Eber Nari), que habían sido parte del imperio asirio, pero que al margen del noreste, nunca habían formado parte de Asiria propiamente dicha ni habitada por asirios. Esto conduciría a que tanto a los asirios del norte de Mesopotamia como a los arameos y fenicios del Levante se les denominara colectivamente sirios (y luego también siriacos) en la cultura grecorromana y más tarde en la europea, independientemente de su origen étnico, historia o geografía.
Durante la dominación seléucida los asirios dejaron de ostentar los altos cargos militares, económicos y civiles de los que habían disfrutado bajo los aqueménidas, siendo en gran parte reemplazados por los griegos. El idioma griego también reemplazó al arameo oriental de Mesopotamia como lingua franca del imperio, aunque esto no afectó a la población asiria misma, que no fue helenizada durante la era seléucida. Durante el período seléucida en el sur de Mesopotamia la ciudad de Babilonia fue abandonada gradualmente en favor de una nueva capital llamada Seleucia del Tigris, lo que efectivamente puso fin a Babilonia como entidad geopolítica.

#### Asiria parta (150a.C.-225d.C.)

Adiabene dentro del Imperio armenio de Tigranes el Grande, que existió entre la caída de los seléucidas y la conquista romana del Mediterráneo oriental.

Ya en 150 a. C. Asiria estaba en gran medida bajo el control del Imperio parto. Los partos parecen haber ejercido solo un control laxo sobre Asiria, y entre mediados del siglo II a. C. y el siglo IV d. C. surgieron varios estados neoasirios, como la antigua capital de Assur, Adiabene con su capital Arbela (moderna Irbil); Beth Nuhadra, con su capital Nohadra (moderna Dohuk); Osroene, con sus capitales de Edessa y Amid (modernas Sanliurfa y Diyarbakir); Hatra, y ܒܝܬܓܪܡܝ  (Beth Garmai), con su capital en Arrapha (moderna Kirkuk). Los gobernantes adiabianos se convirtieron del paganismo al judaísmo en el siglo i a. C. Después del año 115 a. C. no hay rastros históricos de la realeza judía en Adiabene.
Estas libertades fueron acompañadas por un gran avivamiento cultural asirio, y se dedicaron una vez más templos a los dioses nacionales asirios Assur, Sin, Hadad, Ishtar, Ninurta, Tammuz y Shamash en Asiria y la Alta Mesopotamia durante este período. Además, el cristianismo llegó a Asiria poco después de la muerte de Cristo y los asirios comenzaron a abandonar la antigua religión de Mesopotamia y profesar la nueva fe en el período comprendido entre los siglos I y III. Asiria se convirtió en un importante centro del cristianismo siríaco y de la literatura siríaca; la Iglesia oriental evolucionó en Asiria y la Iglesia Ortodoxa Siriaca en parte también. Osroene fue el primer Estado cristiano independiente de la historia.

#### Asiria romana (116–118)

Localización de la provincia de Asiria.

Sin embargo, en 116, bajo Trajano, Asiria y sus estados independientes fueron tomados brevemente por Roma que organizó la región como la provincia de Asiria. El reino asirio de Adiabene fue destruido como estado independiente en ese momento. El dominio romano duró solo unos pocos años, y los partos recuperaron una vez más el control con la ayuda de los asirios, quienes fueron incitados a derrocar a las guarniciones romanas por el rey parto. Sin embargo, varios asirios fueron reclutados en el ejército romano, sirviendo muchos en la región del muro de Adriano en la Britania romana, y se han descubierto inscripciones en arameo hechas por soldados en el norte de Inglaterra que datan del siglo II.
Con el restablecimiento del régimen parto perdido, Asiria y su mosaico de estados continuaron como lo habían hecho antes del interregno romano, aunque Asiria y Mesopotamia en su conjunto se convirtieron en una primera línea de frente entre los imperios romano y parto. Otros movimientos religiosos nuevos también emergieron en la forma de sectas gnósticas como el mandeanismo y la extinta religión maniquea.

## El control del territorio asirio

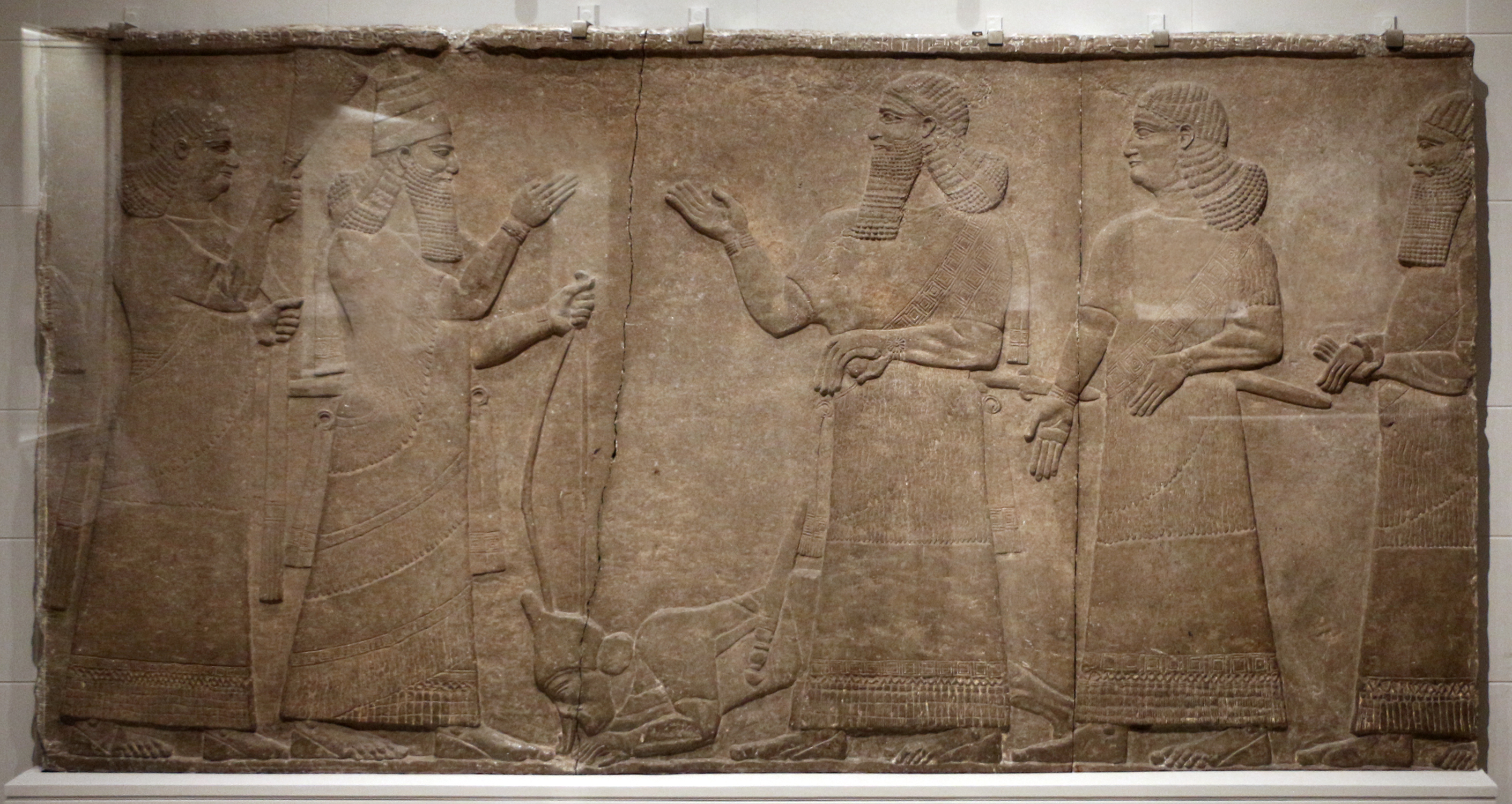
El rey Tiglatpileser III (745-727 a. C.) recibiendo el homenaje de sus súbditos. Bajorrelieve de Kalkhu. Instituto de Artes de Detroit.

Desde el período medioasirio, Asiria se convirtió en un estado territorial que adquirió una importancia creciente, una evolución que culminó en el imperio de los Sargónidas al final del período neoasirio. Esto entrañó una afirmación de la figura real cuyo poder fue cada vez más absoluto a pesar de algunas debilidades recurrentes ligadas a las disputas dinásticas, y al desarrollo de un grupo que puede ser considerado como la «nobleza» asiria, que proporcionaba los cuadros de la administración y del ejército del reino. Este último fue también un elemento esencial del poder asirio, desde Assurnasirpal II hasta Senaquerib, la guerra tuvo un lugar central en la sociedad, y las grandes batallas fueron verdaderas calamidades  que agotaron los recursos económicos y demográficos. Si el reino aparece en relación con sus vasallos como un Estado depredador que se enriquecía sobre las espaldas de los dominados que eran tratados con dureza en caso de revuelta, el período neoasirio vio una temprana implementación de un estado imperial que buscaba integrar cada vez más a las regiones dominadas, lo que podría ir acompañado de un reequilibrio de las relaciones y permitir que las regiones dominadas florecieran en el marco del Imperio.

### El poder real

#### Ideología y funciones reales

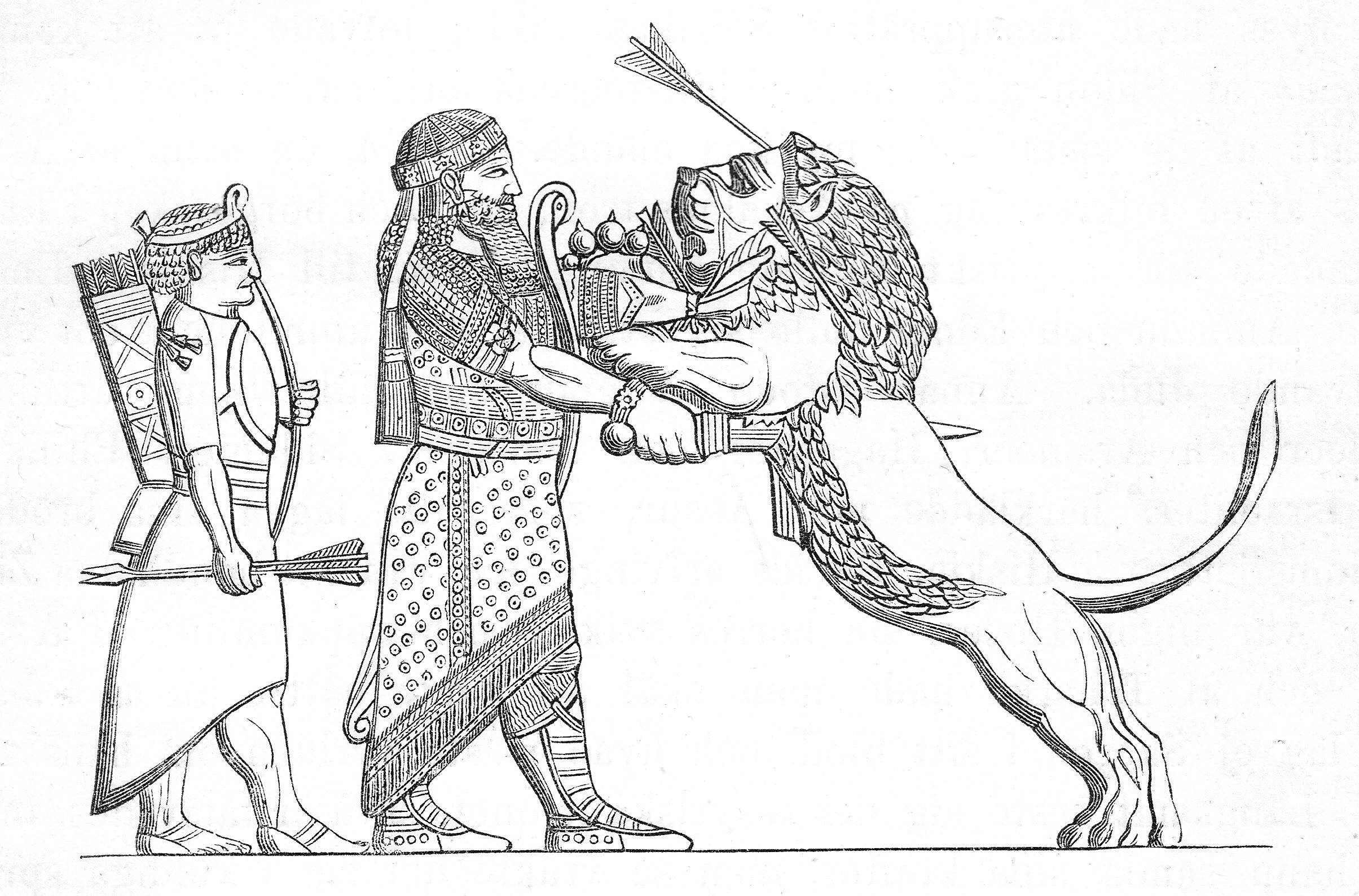
Las cualidades físicas del rey: Asurbanipal ejecutando a un león durante una cacería real, según un bajorrelieve de Nínive.

Según la tradición mesopotámica, el rey de Asiria era considerado el representante del dios Assur en la Tierra, indicado por su título «vicario» (iššiakku) y de «rey del país del dios Assur» (šar māt Daššur). Por ello el texto considerado como el himno de la coronación de Asurbanipal proclamaba: «¡Assur es el rey!». El soberano también se consideraba el «sumo sacerdote» (šangû) del dios, lo que también implicaba que él era el administrador de sus dominios. Durante el ritual de las fiestas del akītu, en el Año Nuevo, conocido tanto por un texto de la época de Tiglatpileser I como por diversas inscripciones reales, estaba estipulado que el deber del soberano terrenal era expandir las fronteras del país del dios Assur. Los países vecinos debían por lo tanto ser llevados a reconocer la supremacía del dios. El rey también debía participar en varias otras ceremonias religiosas.
Para estar a la altura de su función, el rey debía desarrollar cualidades del guerrero, lo que explica por qué se destaca no solo en las historias e imágenes de las campañas, sino también en las cacerías reales. Él era el jefe de los ejércitos, aunque no siempre lideraba a sus tropas en campaña. También debía ser moralmente irreprochable, seguir las decisiones de los dioses por adivinación, dirigirles sus plegarías, restaurar sus templos. El rey finalmente era el juez supremo del reino, a quien se supone que todos los súbditos podían apelar como último recurso. La «palabra del rey» (abat šarri) primaba sobre cualquier otra decisión. Debía proteger a sus súbditos, garantizar que reinase la armonía entre ellos y contribuir a su bienestar material.

#### Un personaje en la charnela de los mundos divino y humano
Situado en la unión entre el mundo de los humanos y el de los dioses, el rey llevaba una vida muy ritualizada marcada por la naturaleza particular que le daba su posición. A partir del período medioasirio, la vida de la corte real estaba muy codificada, el acceso al rey era limitado. Las audiencias y los banquetes seguían un desarrollo preciso. Pero lo más importante era el conjunto de rituales que marcaban la vida del rey, como vicario y sumo sacerdote del dios Assur. Dado que el rey no podía estar presente en todas las ceremonias que normalmente él debía dirigir, podía estar representado por su manto (kuzippu) o por un sacerdote delegado. Entre las ceremonias más importantes relacionadas con la realeza asiria, a menudo conocidas por textos fragmentarios, se conocen el bīt rimkī, un baño ritual de purificación, el tâkultu, comida ofrecida a los dioses, o la celebración de akītu del Año Nuevo.
Además, en su toma de decisiones, el rey debía buscar constantemente el consejo y el acuerdo de los dioses, y también estar informado de los presagios con respecto a la situación de su reino o de su propia vida. Con el fin de conocer la voluntad divina, estaba rodeado de adivinos, que se involucraban en rituales de adivinación, o bien observaban los presagios, en especial astrológicos, y se mantenían al tanto de las profecías de los profetas de ciertas deidades como Ishtar de Arbeles. Cuando se anunciaba un infortunio, se debían hacer rituales para burlarlos, que era el papel de los exorcistas y de los plañideros. Siguiendo el mismo principio, las figuras de los genios protectores que adornaban los palacios reales debían alejar al mal de la residencia real.
El ritual más característico de los relacionados con la protección del rey era el del «sustituto real», que tenía su origen en un presagio funesto que anunciaba la muerte del soberano, a menudo un eclipse de Sol o la Luna, o la ocultación de un planeta asociado a una deidad específica. Los exorcistas que llevaban a cabo el ritual a continuación utilizaban un método alternativo común en la magia de Mesopotamia: transferir el mal a una persona que era entronizada ficticiamente, mientras que el rey se convertía un «labrador», es decir, en un simple mortal. La transferencia se podía hacer en un individuo considerado irrelevante (prisionero, condenado, tonto) o bien en un rebelde o en una población insumisa que se trataba entonces de castigar o incluso en algunos casos en un dignatario que se consagraba al rey. Una vez que el sustituto desaparecía, el rey retomaba su lugar a salvo.

#### La afirmación creciente de la figura real
Si bien el rey asirio conservó a lo largo de la historia sus títulos de «vicario» y de «sumo sacerdote» del dios Assur, adquirió otros títulos que marcaban su creciente poder. Desde principios del período medioasirio, Ashur-uballit I se llamaba a sí mismo «gran rey» (šarru rabû), de la misma manera que otros grandes gobernantes de la época como los de Babilonia y los de los hititas a los que él buscaba igualar. Arik-den-ili añadió el título de «rey poderoso» (šarru dannu) y Tukultininurta I, el de «rey de las cuatro regiones del mundo» (šar kibrat erbetti), y bajo sus sucesores aparece la frase «rey del universo» (šar kiššati), los dos últimos mostrando la ambición de dominar el mundo, la preeminencia sobre todos los otros soberanos. La literatura y el arte producidos por el medio de la corte asiria tienden a elevar cada vez más a la figura real, a destacar sus hazañas, inflándolas e idealizándolas. Cada soberano asirio tuvo la ambición de exceder la gloria de sus predecesores por el tamaño de los monumentos que hizo construir y por los combates que promovió y los países que recorrió y sometió con sus ejércitos.
Durante el período neoasirio, el rey puede ser considerado como un monarca absoluto, muy alejado de los gobernantes paleoasirios que habían tenido que lidiar con la oligarquía de Assur. Todos sus súbditos le debían obediencia, dependían de su voluntad y de sus favores, que eran la principal fuente de enriquecimiento en el reino. Los juramentos colectivos (adê) se podían organizar en varias ocasiones durante las cuales los súbditos del imperio reafirmaban su lealtad al soberano. En caso de traición, conspiración, rebelión, la sentencia era la muerte. En particular, se llevaron a cabo dos veces juramentos colectivos para proclamar la legitimidad de Asurbanipal como heredero del trono, porque era en las disputas de sucesión cuando la debilidad del poder real asirio era más visible.

#### La cuestión de la sucesión real
La sucesión dinástica fue el principal factor de inestabilidad en la cabeza del reino asirio. Durante mucho tiempo sin embargo los problemas graves fueron causados por la nobleza y las ciudades de Asiria, especialmente en los siglos IX y VIII a. C., pero aún se presentan después del reinado de Tiglatpileser III. Esto explica la importancia de los juramentos de lealtad (adê) de los dignatarios bajo los Sargónidas. Los problemas sucesorios, por otro lado, fueron constantes e incluso aumentaron durante la historia del reino, especialmente durante el período neoasirio. Sin embargo, se trataba de disputas dinásticas, ya que los únicos casos probables de cambio de dinastía fueron observados en los últimos días del período medioasirio, especialmente con la llegada al poder en 1192 a. C. de Ninurta-apil-Ekur, hijo del «rey de los Hanigalbat» Ili-pada y no del anterior rey Ashur-nirari III. A partir de entonces, los golpes de Estado llevaron al trono a príncipes de la misma familia real, incluso en los casos de Tiglatpileser III o Sargón II para los que ha habido durante mucho tiempo dudas. Se respetaba al menos la sucesión dinástica.
Si es posible que la primogenitura fuera la regla de la sucesión teórica, de hecho el nombramiento del sucesor dependió cada vez más de la voluntad del soberano en el período neoasirio. El príncipe heredero tenía un rango particular, especialmente bajo los Sargónidas. Disponía de varios dominios, incluyendo los palacios llamados «casa de sucesión» (bīt redūt), de los que se conocen ejemplos en Tarbisu, cerca de Nínive, y en este último (el «palacio del norte»), donde dirigía una administración encargada de la recolección de información procedente de las regiones fronterizas del imperio. Era una forma de iniciarlo en sus futuros deberes como rey. Cuando su padre moría, él ascendía al trono. Un texto del período medioasirio, del que no se sabe si todavía estaba de actualidad en el milenio i a. C., describe lo que parece ser una ceremonia de coronación (a menos que sea un ritual de la fiesta de Año Nuevo), de un desarrollo simple, y que tuvo lugar en Assur. Está marcado por el simbolismo de la preeminencia del dios Assur, recordado por la repetición de la fórmula «¡Assur es rey!» por un sacerdote siguiendo al soberano. Culminaba con la coronación en sí, que se llevaba a cabo en el templo del gran dios frente a la estatua del que el futuro rey se inclinaba ante la promesa de extender las fronteras de su reino.
A pesar de la designación sistemática de un sucesor, los problemas dinásticos fueron comunes. Salmanasar III eligió a Shamshi-Adad V para sucederlo en 824 a. C., contra el anciano Assur-da''in-aplu, quien luego se rebeló. Tiglatpileser III y Sargón II ascendieron al trono después de eliminar al rey designado como heredero legítimo. Los problemas se acentuaron bajo los sargónidas, ya que los tres últimos herederos designados se convirtieron en reyes hicieron frente todos a guerras fratricidas, y que fueron los problemas sucesorios entre dos hijos de Asurbanipal los que condujeron en parte a la caída de Asiria.

### El entorno del rey

#### Los altos dignatarios y la administración real

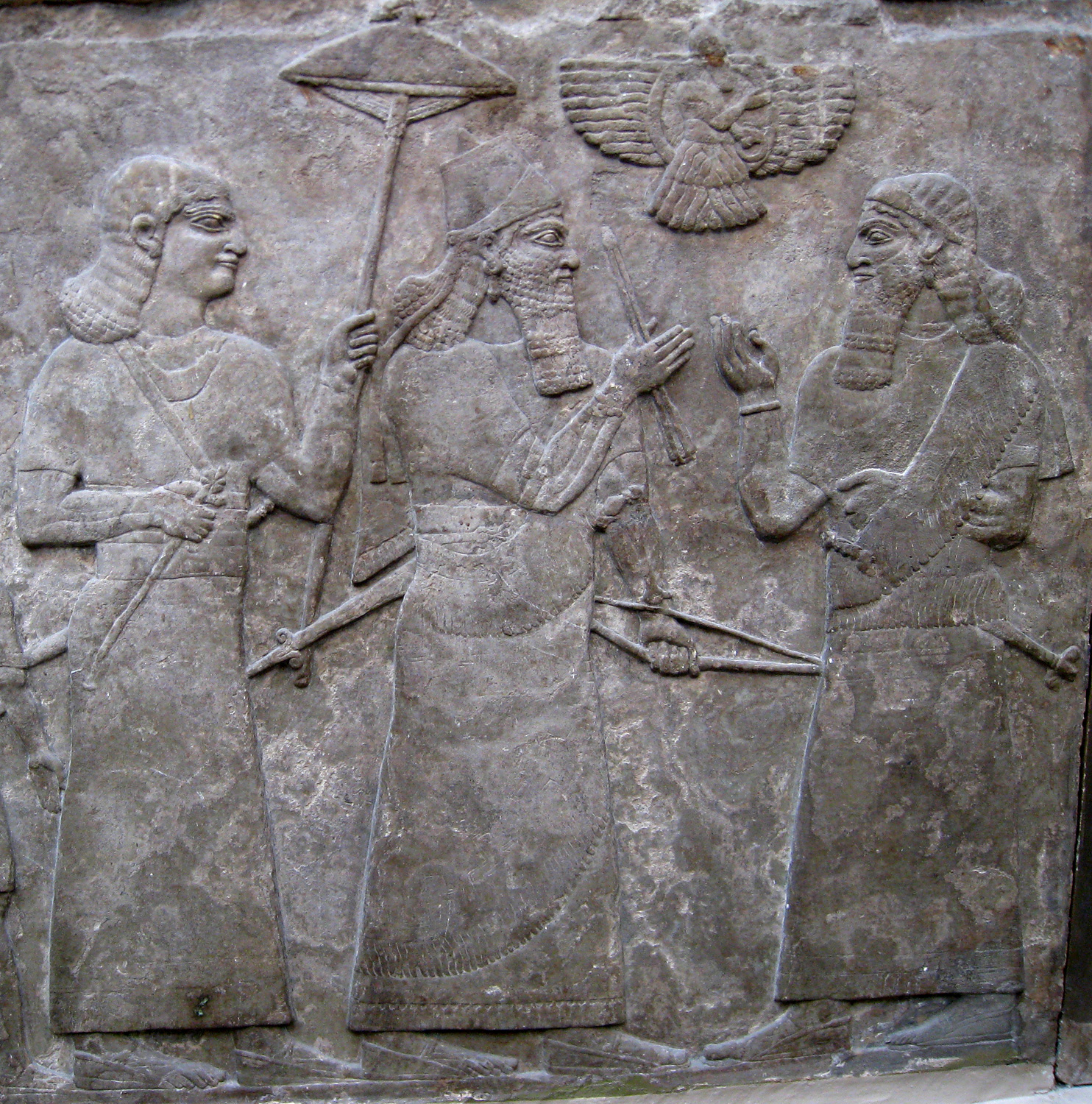
Assurnasirpal II y un dignatario, bajorrelieve del palacio noroccidental de Kalkhu.

El estudio de la administración del Imperio asirio se hace más complejo por el hecho de que los cargos que se conocen son de la administración central y de la administración palaciega, pero que a menudo irían acompañados de otros  cargos de la administración provincial o militar desconocidos, y que las atribuciones precisas de cada cargo no siempre son bien conocidas.
Desde el punto de vista administrativo, el período medioasirio vio el fortalecimiento del poder real, que ya no era contrarrestado por las autoridades municipales, siendo Asiria entonces un verdadero estado territorial y no una mera ciudad-estado. El más alto dignatario era el «visir» (šukkallu), una especie de primer ministro, que tenía atribuciones militares, civiles y judiciales. Al organizar las conquistas, la parte occidental del territorio se confió a un «gran visir» (šukkallu rabiu). La intendencia del palacio era administrada por el «alcalde del palacio» (rab ekalli). Otras funciones palaciegas se confiaban a los eunucos (ša rēši). El antiguo título de limmu subsiste, pero solo era honorario, y su titular, elegido entre los personajes más importantes del reino, daba siempre su nombre al año en el que ocupaba ese cargo según una tradición típicamente asiria. Esto fue muy importante en la vida del reino ya que los actos administrativos se dataron de acuerdo con la fórmula «limmu + nombre del epónimo del año», y no por un recuento de los años de reinado del soberano como ocurría en Babilonia. Las listas de epónimos, a menudo incompletas, han permitido reconstruir su secuencia cronológica de una manera más o menos satisfactoria.
Bajo los reyes neoasirios, se conocen varios grandes dignatarios. El jefe de cocina (rab nuhhatimi) estaba a cargo de recibir los mensajes reales. También existía el visir (šukkallu), el gran copero (rab šaqē), el gran intendente (mašennu), el heraldo del palacio ((nāgiru ekalli), el jefe de los eunucos (rab rēšē) y el mayordomo del palacio (ša pān ekalli), que gestionaba la administración del palacio real. El gran general (turtanu) a menudo tenía un papel considerable. Este cargo también se desdoblaba para evitar que compitiera con el rey. En la época de los Sargónidas, el delfín, instalado en la Casa de sucesión (bīt redūti), ejercía cargos importantes, especialmente en la vigilancia de las fronteras.
Desde el comienzo del reino asirio, fue por lo tanto esta nobleza asiria, cuya base de fortuna era esencialmente territorial y después financiera, la que proporcionaba los cuadros administrativos estatales, funciones de las que derivaban su poder. Un caso ejemplar es el de Urad-Sherua, que vivió a finales del siglo XIII a. C., miembro de una familia de altos dignatarios que, a su vez, heredó esos altos cargos, ligado por matrimonio con otras grandes familias y que fortaleció su riqueza al hacer préstamos y recibir donaciones de personas a quienes ayudó en sus asuntos jurídicos. La separación entre asuntos públicos y privados, por lo tanto, no siempre estaba clara. Durante las fases de expansión (medioasirio y el inicio del periodo neoasirio), algunos personajes adquirieron un poder considerable en el reino, obteniendo cargos muy importantes y un dominio de tierras que iba con ellos. Representaron luego una amenaza potencial para la autoridad real. Los casos más representativos son los de la dinastía de los «reyes del Hanigalbat» en el período medioasirio, uno de cuyos descendientes, Ninurta-apil-Ekur, finalmente acabó tomando el poder en Asiria, y el de Shamshi-ilu, gran general de Asiria en la primera mitad del siglo VIII a. C., que constituyó casi su propio reino alrededor de Til Barsip.
Por otra parte, otro aspecto del entorno de la corte era el de ser cosmopolita, ya que incorporaba desde el medioasirio a antiguos dignatarios mitanios o casitas. Esta «internacionalización» fue aún más marcada en el periodo neoasirio, especialmente con la integración de elementos semíticos occidentales, principalmente arameos. A pesar de estos variados orígenes, el entorno de las élites gobernantes del Imperio asirio era relativamente homogéneo, identificándose por una cultura común fuertemente marcada por el servicio al Estado.
Las fuentes de las capitales neoasirias también destacan las complejas relaciones entre los altos dignatarios y los reyes Sargónidas. Los primeros debían regularmente prestar a los segundos juramentos de fidelidad (adê). Su lugar tendía a depender completamente de la voluntad real. Los soberanos se preocupaban tanto (si no más) por la lealtad de sus siervos como por sus habilidades, mientras que los segundos buscaban asegurarse la cercanía del rey para fortalecer o al menos mantener su posición y, en una lógica patrimonial, aumentar su riqueza y transmitir una buena situación a sus herederos, si era posible con un puesto equivalente al suyo en la corte. Esto fortalecía la competencia y la rivalidad dentro de la corte asiria.
Finalmente, el aspecto religioso del poder real implicaba que el soberano también tenía consejeros religiosos además de asesores políticos: adivinos, exorcistas y plañideros. Los más importante de estos sacerdotes constituían un colegio que residía en la corte, encargado de organizar los principales rituales. Su presencia en la corte aumentó bajo los últimos sargónidas, lo que no significa que se les deba considerar como un grupo que ejercía una gran influencia sobre el rey, ya que había varias facciones, y que las desgracias fueron habituales.

#### Las esposas reales y el harén

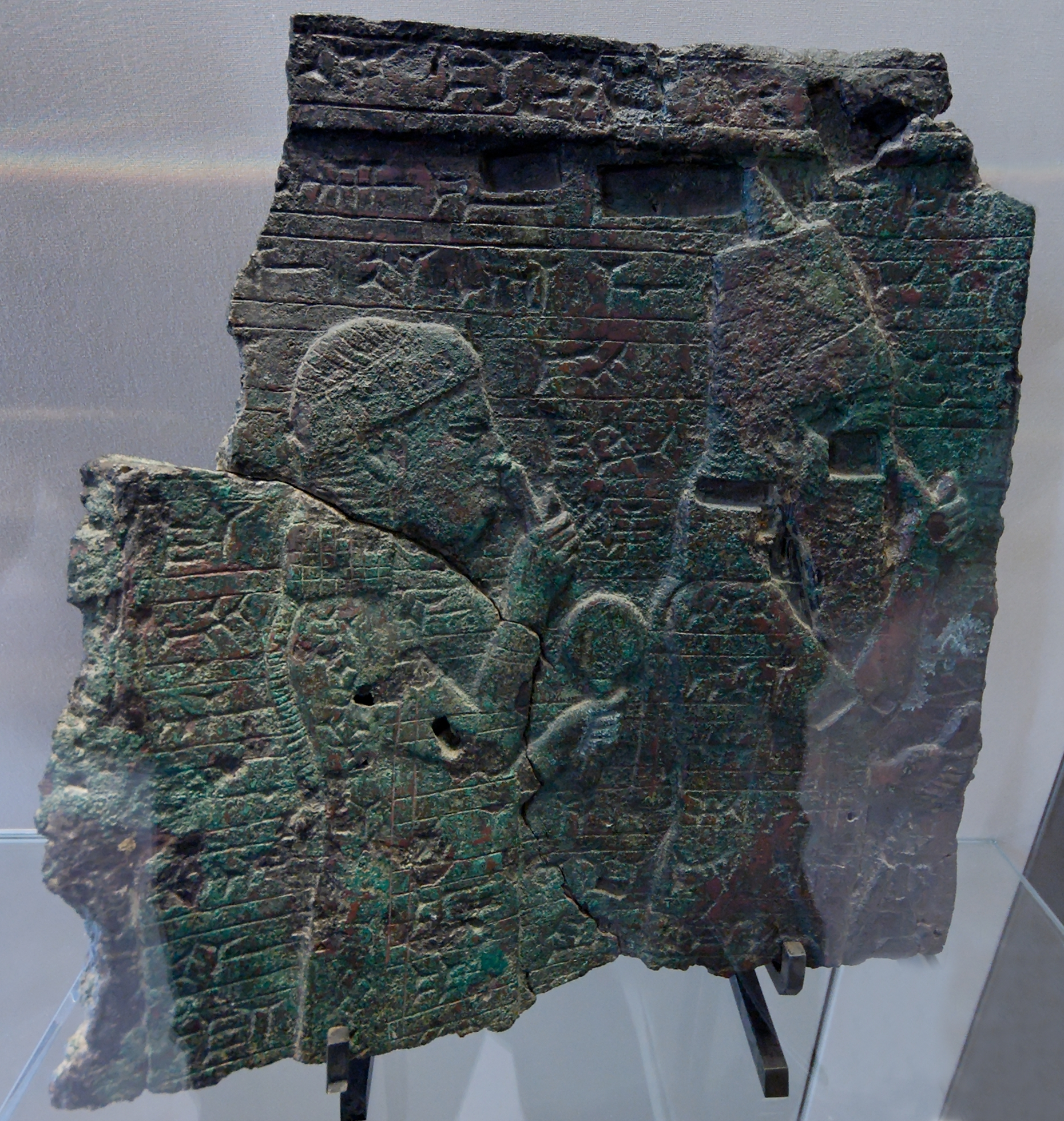
Placa de bronce con una representación de la reina madre Naqi'a/Zakutu, detrás su hijo Asarhaddón.

Como era tradición en el Oriente antiguo, el rey practicaba la poliginia. Sus esposas también eran hijas de reyes de igual rango (cuando las había) o de vasallos, de muchachas de nobles asirios o incluso de mujeres secuestradas durante las conquistas. Como resultado, el harén del rey crecía en proporción a su poder.
El harén real ocupaba una gran parte del sector privado de los palacios reales. Se regía por un conjunto de principios, que estaban codificadas en los edictos bajo Tiglatpileser I, llamado «edictos del harén», que en realidad concernían a muchos aspectos de la vida palaciega. Por ellos se sabe que las esposas estaban clasificadas jerárquicamente. A la vanguardia estaban la reina madre, y las «esposas reales» (aššat šarri) entre las cuales el rey tenía una favorita, que a menudo era la madre del presunto heredero. Después se encontraban las esposas o concubinas que ocupaban una posición secundaria, en el primer lugar las llamadas «damas de palacio» (sinnišāti ša ekalli), y luego un conjunto de servidores. Los niños pequeños también estaban en el harén. Las reglas de los edictos del harén debían ser aplicadas por el alcalde o el mayordomo del palacio.
Las reglas del harén eran muy estrictas, y su objetivo era limitar el contacto de las mujeres del rey con el exterior, así que las querellas intestinas perturbaban el harén, excelente lugar para las intrigas. A menudo, las reinas podían ver su posición amenazada por otras que buscaban obtener favores del rey. Las mujeres mayores a veces podían salir del harén e incluso viajaban lejos del palacio, mientras que las esposas secundarias estaban allí visiblemente recluidas en el período neoasirio, siendo las reglas de los edictos medioasirios menos restrictivas. En cualquier caso, se trataba de evitar que tuvieran contacto físico con los otros miembros de la corte real. Las grandes esposas reales tenían a menudo sus propias tierras, a veces importantes, que administraban con su propio servicio administrativo, compuesto principalmente por eunucos. El harén también dependía en el período neoasirio de la autoridad del jefe de los eunucos. La riqueza de la que disponían las esposas reales también es perceptible en las tumbas de tres de ellas descubiertas bajo un palacio de Kalkhu y que han entregado un material muy opulento, más notable ya que solo se trataba de esposas secundarias.
Algunas reinas habrían desempeñado un papel muy importante en la corte asiria, especialmente como reinas-madre. Los dos casos más conocidos son los de Sammuramat, madre de Adad-Nirari III, conocida en la posteridad con el nombre de Semíramis, y el de Zakutu, esposa de origen arameo de Senaquerib, que consiguió hacer de su hijo Esarhadón el heredero de su esposo real, antes de permitir que su nieto Asurbanipal asciendese al trono.

#### Los palacios reales: marcos del poder central

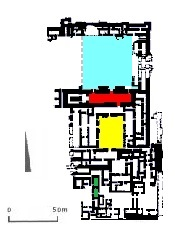
Planta del palacio noroeste de Kalkhu. En amarillo, el patio principal de la zona privada, en azul, el patio principal de la zona pública, y en rojo la sala del trono.

El escenario de la vida del rey, de su entorno y séquito y de la administración central del reino fue el palacio de la ciudad asiria que servía como capital bajo su reinado. El palacio asirio más antiguo fue el «Viejo Palacio» de la capital histórica, Assur, construido en tiempos paleoasirios. Este edificio se presenta siguiendo la misma planta que una residencia normal, solo que su tamaño confirma su función de residencia real. En el período medioasirio, Tukultininurta I hizo construir en Assur el «Nuevo Palacio», que se encuentra en la esquina noroeste de la ciudadela. No se pudo excavar, porque solo queda la terraza que servía para sus cimientos.
En el período neoasirio, los reyes trasladaron repetidamente su palacio real, a veces manteniendo la misma capital, a veces cambiándola. Los palacios reales se convirtieron en los principales monumentos erigidos por los asirios, conservándose relatos detallados de la construcción de varios de ellos. Fueron las excavaciones de estos edificios, que se hicieron desde el siglo XIX, las que permitieron redescubrir y conocer la historia y el funcionamiento del Imperio asirio.
El primer gran palacio real del período neoasirio fue construido en Kalkhu por Assurnasirpal II. Después de él, otros soberanos construyeron o restauraron sus palacios en la ciudadela de esta ciudad: Adad-Nirari III, Tiglatpileser III, Sargón II y Assarhaddon. Sargón II construyó un gran palacio en su capital, Dur-Sharrukin. Esta construcción fue rápidamente reemplazada por el gran «Palacio del Nordeste» construido por Senaquerib en la nueva capital asiria, Nínive. Es, sin duda, el mayor palacio real neoasirio. Asurbanipal, a su vez, restauró un palacio en la esquina opuesta de la ciudadela de Nínive. En la región de Khabur, en Til Barsip, se encontró un ejemplo de palacio provincial.
Los palacios reales neoasirios siguen todas el mismo esquema de planta. Se entra por una puerta monumental que conduce a un primer patio alrededor del cual se organiza el espacio público palaciego (babānu): tiendas, talleres, oficinas de la administración palacial. La sala del trono separaba esta zona del área privada (bītānu), incluidos los apartamentos reales y el harén, también organizados alrededor de un gran espacio central. La decoración de los palacios reales consistía en largos bajorrelieves tallados sobre ortostatos. En Til Barsip, en el palacio provincial, habían sido reemplazados por frescos pintados. De una manera general, los temas tenían un objetivo idéntico: glorificar a la persona del rey. El complejo palaciego también podía incluir edificios religiosos, bibliotecas y jardines.

## Los asirios: los hombres y sus actividades
La sociedad de la Asiria antigua estaba marcada por las importantes desigualdades que no se reflejan necesariamente en la terminología atestiguada en los textos que muestran sobre todo una concepción legal o administrativa de los grupos sociales. La mayoría de la población vivía de la agricultura, en un espacio de transición entre la zona donde las precipitaciones eran suficientes para cultivar cereales y donde no lo eran. La sociedad rural parece haber estado dominada por un gran número de dependientes sometidos a los grandes terratenientes salidos de la administración real, y se enfrentó en el periodo neoasirio al crecimiento de las grandes ciudades, entre ellas las capitales a veces creadas ex nihilo por los gobernantes, lo que podría haber tenido como consecuencia la desestabilización de las estructuras económicas y sociales de Asiria. Sea como fuere, parece que el estado jugó un papel cada vez más importante a lo largo del tiempo en la evolución de la economía y de la sociedad.

### Estructuras y dinámicas sociales

#### Categorías sociales
Las Leyes asirias, el corpus de las leyes compiladas en el siglo XII a. C., pero que reflejaban un derecho más antiguo, proporcionan información sobre las categorías que componían la sociedad medioasiria tales como se percibían en un marco jurídico. Se pueden cruzar con los documentos de la práctica del mismo período. Las personas podían ser clasificadas de diferentes maneras, dependiendo del grado de libertad que tenían, de su función económica e incluso de su origen geográfico. Para retomar el criterio más simple, la sociedad asiria se dividía tradicionalmente entre los hombres libres (a'īlu), esclavos (ardu, que en realidad significa «servidor» en el sentido amplio y que en otros casos puede designar a personas libres) y una categoría intermedia de la gente llamada «asirios» (aššurāiu), cuya situación exacta está mal definida, pero que dispondrían de un estatus inferior al de la primera categoría y, probablemente, un menor grado de libertad.
El término «asirio» todavía se usa en el período neoasirio, pero en cierto sentido significando la pertenencia al grupo de sujetos de Asiria. También se les llama mār aššur, literalmente «hijo de Assur». Esto refleja una característica de este período, a saber, el hecho de que se designa a las personas del reino con palabras sin connotación legal específica: se habla de «pueblo» (nišê), de «individuos» (napšāti), o incluso de «tropas» (ṣābê). Estos términos vagos pueden significar tanto personas libres como no libres. La única cosa que parece importar es su vocación de servir a la administración. Para este período, como para el anterior, es la posición en, y con respecto a, la administración real la que mejor determina el lugar en la sociedad. Además, esta terminología también era reflejo de la voluntad de acoger en el imperio a personas que no eran asirias en sentido étnico del término, pero que estaban ocupando un lugar creciente también, tanto en los centros urbanos y en los rurales del reino tras las numerosas deportaciones organizadas por los reyes neoasirios, que tendían a aumentar la diversidad etnolingüística de esta región, y a entrañar la «arameización» progresiva de la población de la Alta Mesopotamia.
Entre las personas que no eran asirias en un sentido étnico, una parte constituía un grupo que se distinguía por su estilo de vida: los nómadas o seminómadas, reagrupados en tribus y que evolucionaron especialmente en la zona de las estepas de la Jazira donde pastaban sus rebaños, mientras que otra parte del grupo podía establecerse en las aldeas para practicar la agricultura. Esta forma de vida es poco conocida por las fuentes de la época, que la documentan siempre de forma indirecta y probablemente sesgada, y que se reconstruye mediante los modelos actuales basados en las evidencias recientes sobre el seminomadismo en la Alta Mesopotamia, dejando así algo de incertidumbre. Estas comunidades pudieron vivir en simbiosis con los grupos de sedentarios agrícolas a quienes les llevarían los productos ganaderos en los que estaban especializados, y algunas veces suministrarían una fuerza de trabajo suplementaria y también tropas auxiliares apreciadas por el ejército en razón de su movilidad y buen conocimiento de las regiones semidesérticas. Los nómadas, sin embargo, a menudo aparecen en las fuentes como alborotadores, saqueadores potenciales difíciles de entender. En el período medioasirio, los textos mencionan principalmente a los suteanos, los ya'ureanos del Éufrates medio, y luego cada vez más al grupo de los ahlamu, que más tarde se asociaron con el de los arameos. El ejército neoasirio incluía cuerpos de grupos nómadas, como los itueenos, que servían para misiones de patrullaje. Después de la caída del imperio, fueron las tribus árabes las que se establecieron cada vez más en la región del Éufrates Medio, que a veces se denomina «Arabia» en los textos de los autores griegos.

#### Una sociedad patriarcal
La unidad básica de la sociedad asiria era el hogar, al frente del cual estaba el cabeza de familia, que era en la mayoría de los casos, un hombre. Las Leyes asirias aseguraban su preeminencia en el seno del hogar en el período medioasirio. Disponía en algunos casos extremos, del derecho de prenda de los miembros de su familia durante un préstamo (esposa, hijos o esclavos), o incluso de vender a sus hijos (especialmente a sus hijas) en caso de hambruna. En el caso de crímenes cometidos por o contra un miembro de la familia, el jefe de la casa, a menudo tenía la facultad de ejecutar el castigo: si una mujer robaba un bien, el dueño de la casa lesionado podía cortarle la nariz a menos que su propio esposo le cortase la oreja. Se nota en este pasaje la severidad característica de este corpus de leyes. La mujer estaba sistemáticamente en una posición de inferioridad: si una mujer golpeaba a un hombre, la pena era una multa y veinte golpes, mientras que el jefe de la familia podía golpear a su esposa o hija, sin exceder el límite de las penas prescritas por las leyes (por lo tanto, no podía decidir ejecutarla o mutilarla).
Las Leyes asirias revelan mucho sobre la ley del matrimonio; era negociado por los jefes de familia y daba lugar a intercambios de dotes y contradotes. Los asirios practicaban el levirato, es decir, una viuda podía verse obligada a casarse con el hermano de su difunto esposo. El marido podía disolver el matrimonio por su cuenta sin compensar necesariamente a la esposa repudiada. En la época neoasiria, a veces se preveía en los contratos matrimoniales que la esposa pudiese romper la unión por su propia cuenta. Las propiedades personales de la esposa, incluyendo su dote, no eran de su libre disposición en teoría, ya que el marido las debía gestionar, aunque parece que en la práctica algunas esposas tenían un grado de autonomía en la gestión de sus bienes. Un hombre podía tomar dos o más esposas, incluso si debía establecer una jerarquía entre la primera y la segunda. Pero la poligamia está poco certificada fuera del círculo de las élites. En el Censo de Harran, del período neoasirio (ver abajo), las familias de dependientes rurales que se cuentan son de estructura nuclear, monógama y patriarcal.

#### Las instituciones, el poder real y las evoluciones sociales en la era imperial
Al igual que las otras sociedades del Antiguo Oriente Próximo, la sociedad asiria estaba dominada por instituciones que A. Oppenheim describió como «grandes organizaciones». Se trata concretamente de los palacios, organismos dependientes del poder real, de los cuales los más importantes eran los palacios reales y que también incluían palacios y templos provinciales, que han tenido tradicionalmente un papel más difuso en la Alta Mesopotamia que en la Baja Mesopotamia, y que están encuadrados muy de cerca por el poder real. Eran actores clave de la vida económica, que eran dueños de tierras, de talleres, que montaban expediciones comerciales, y empleaban a un personal diverso y numeroso (escribas administradores, trabajadores libres o no libres) retribuidos por las raciones o la asignación de tierras en beneficio. La administración del palacio se gestionaba en la época neoasiria por el alcalde o el mayordomo del palacio (ša pān ekalli). El de los templos estaba a cargo de un sumo sacerdote (šangû) asistido por un escriba principal (ṭupšar bīt ili). Los dominios de los altos dignatarios del reino, así como los de las mujeres que ocupaban los puestos más altos en la corte, se gestionaban de manera similar al de las grandes organizaciones, como se constata por ejemplo en la administración de la gran propiedad de Tell Sabi Abyad en el período medioasirio (ver abajo).
En tal sistema, era el lugar en estas grandes organizaciones el que determinaba el lugar en la sociedad. Cada vez más, y especialmente en la época neoasiria y sobre todo en la de los Sargónidas, era el hecho de estar al servicio del rey lo que permitía hacerse rico lo más rápido y construirse un patrimonio importante. El rey asignaba así muchas tierras a personas que le habían prestado servicios o bien a los templos, y también concedía exenciones de las taxas y servidumbres. Al considerar a más y más personas como meros sujetos al servicio del reino sin ninguna distinción legal precisa, el poder real hacía que la fortuna y el poder dependiesen cada vez más de las funciones y favores que les concedía. Cuanto más cerca se estaba del poder, mayor sería el rango en la sociedad. Como resultado, la élite de la sociedad asiria podría describirse como de «nobleza de cargo».
El impacto del poder real en la sociedad era más amplio: a través de su política de deportaciones, la construcción de nuevas ciudades y el desarrollo de nuevos terruños rurales, contribuyó a cambiar la vida de sus súbditos de manera significativa. El peso de las movilizaciones para el ejército, de los impuestos y de las servidumbres también pudieron haber desempeñado un papel en la evolución de las sociedades, haciendo que los súbditos asirios que estuviesen sujetos a ellas fuesen más vulnerables. Los estratos sociales más bajos de la sociedad asiria parecen en cualquier caso experimentar un marcado debilitamiento demográfico al final del período imperial. El estado económico y demográfico de la población asiria al final del imperio, sin embargo, debe determinarse con más certeza, y la responsabilidad de la política real en estos desarrollos es difícil de establecer porque las fuentes son demasiado limitadas.

## El ejército asirio

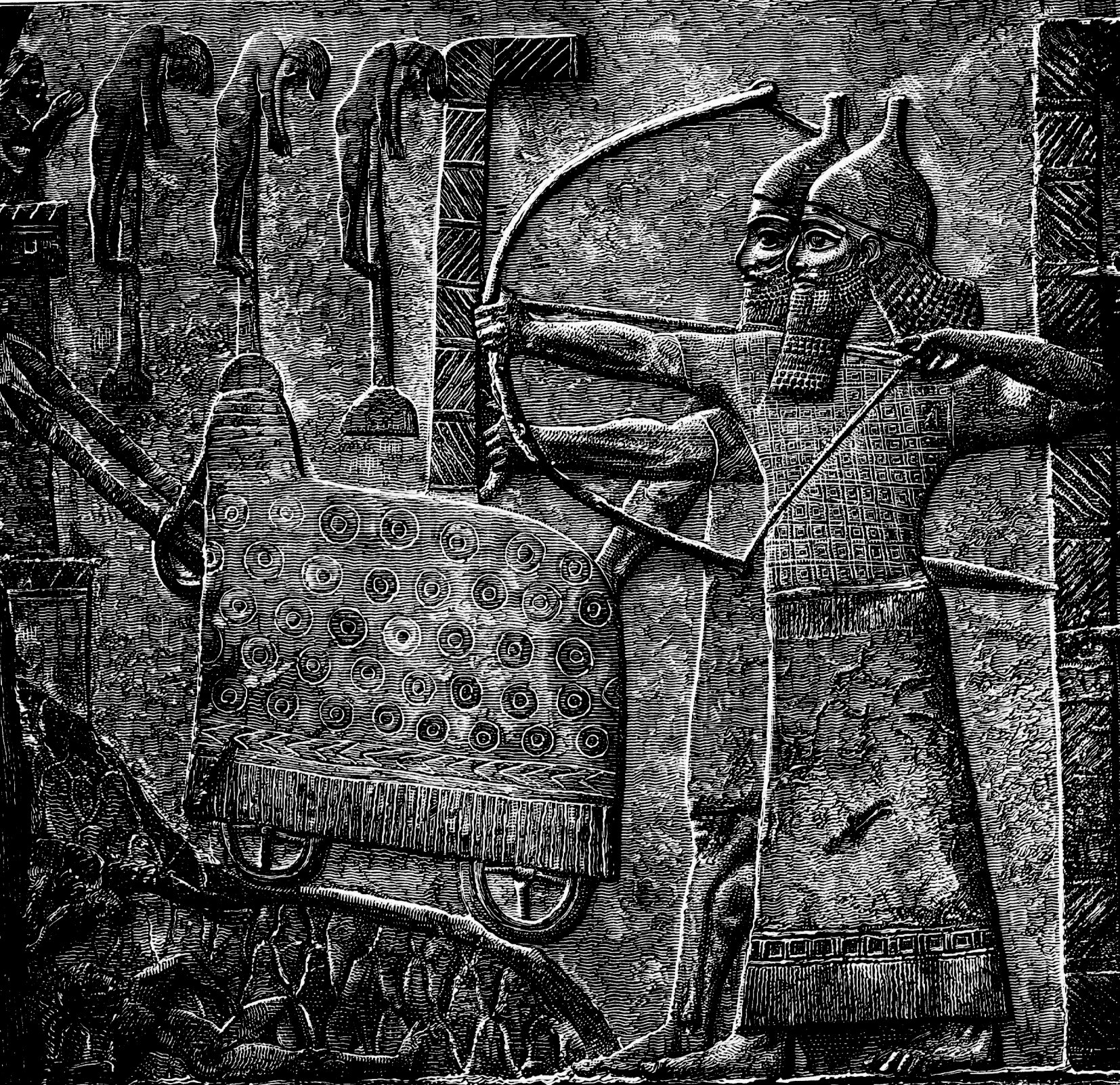
Grabado del ejército asirio durante el reinado de Tiglatpileser II.

Los asirios supieron organizar un gran ejército compuesto por infantería y caballería. Estaba nutrido por militares que se habían educado para la guerra y que se habían especializado en diversos grupos de buenos profesionales: soldados de infantería, arqueros, soldados con espadas (todos estos protegidos por un escudo, casco cónico, coraza de metal), caballeros con lanza y espada corta, zapadores, artilleros con sus máquinas de guerra (carros y arietes). El jefe máximo del ejército era el propio rey que mandaba al frente del Estado Mayor.

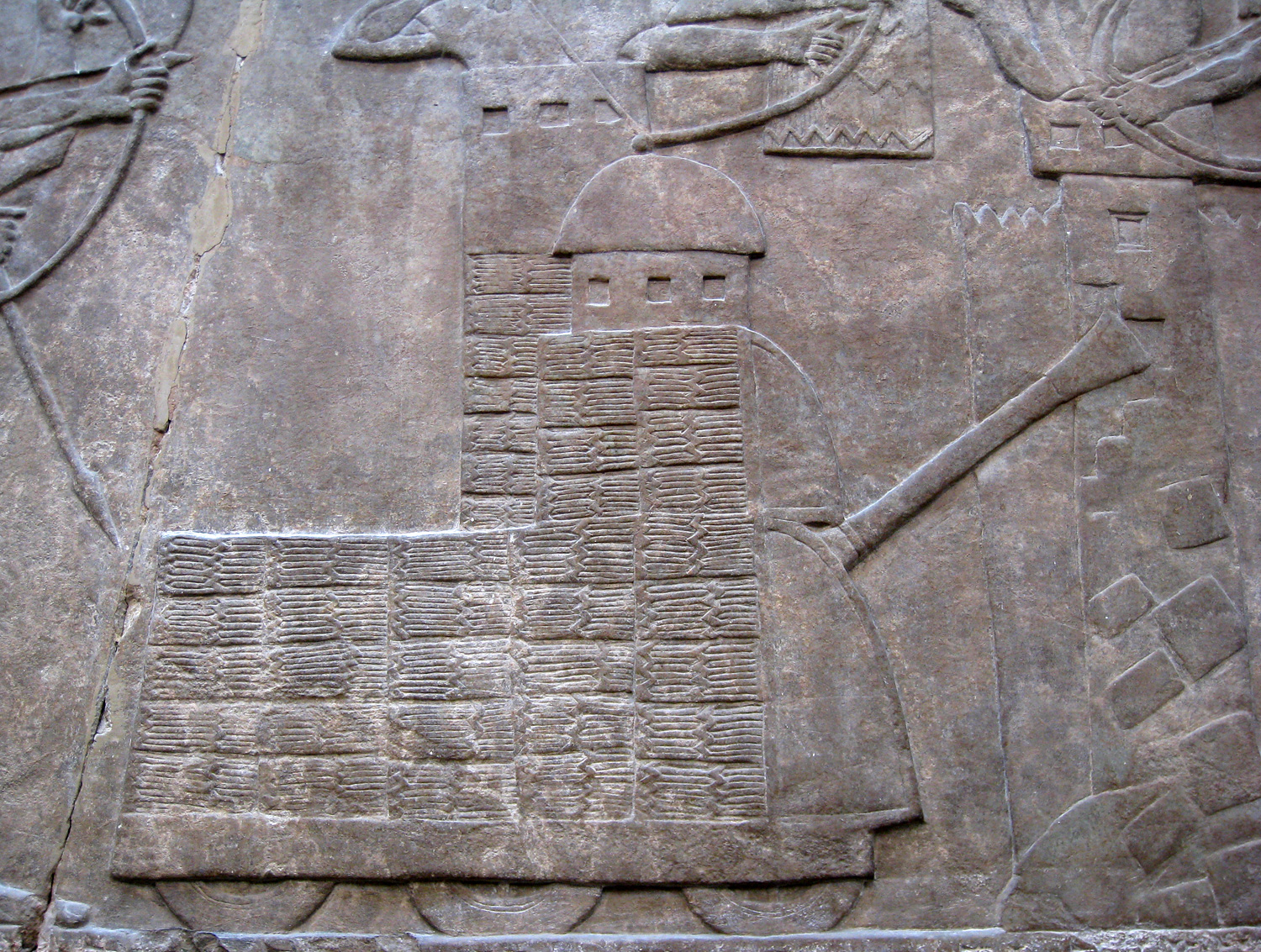
Un gran ariete asirio de ruedas con una torrecilla de observación ataca las paredes derrumbadas de una ciudad sitiada, mientras que los arqueros de ambos lados intercambian flechas.

Fue el primer ejército conocido que utilizó armas de hierro que tenían siempre preparadas para sus campañas y que eran muy numerosas. En las excavaciones se llegaron a encontrar en una sola habitación de un edificio de Sargón veinte toneladas de estas armas de hierro.
La infantería estaba integrada por arqueros y piqueros que vestían protegiendo el cuerpo con una coraza hecha con trozos de cuero; la cabeza estaba defendida por un casco o yelmo de metal coronado por una cimera (se llama así a la cima del yelmo, generalmente adornada de plumas u otros ornamentos). El escudo era redondo. Empleaban como armas un arco curvado, flechas cortas, lanza y espada también corta. La caballería contaba con unos caballos de poca alzada y cola ancha. No usaban estribo, ni silla, aunque a veces ponían una manta especial sobre el animal. Fue Assurnasirpal II (883-859 a. C.) el primero en introducir en el ejército la caballería que poco a poco fue sustituyendo a los carros, no solo por ser un caballo más fácil de manejar sino por cuestión económica. Introdujo además dos máquinas de guerra, las torres de asedio y los arietes móviles. Los guerreros más ricos peleaban sobre un carro de guerra de dos ruedas, tirado por dos o tres caballos que iban espléndidamente enjaezados. El carro era muy ligero y estaba cerrado por delante. Empleaban también algunas máquinas de guerra como el ariete, que consistía en una viga gruesa que terminaba en una figura de cabeza de ser fantástico y monstruoso. Se daba a la viga un movimiento de vaivén para que la cabeza diese contra el pie de la muralla con el fin de abrir una perforación. Otra máquina era la torre cuadrada, hecha de madera y muy alta para poder dominar la muralla enemiga; los guerreros se trasladaban dentro de este artefacto, que se deslizaba sobre una plataforma con ruedas. Abrían galerías subterráneas que llegaban hasta los muros defensivos y trincheras que situaban frente a la fortaleza.
Cuando estaba bien definido el campamento militar lo rodeaban y protegían con un muro construido con tierra. En este recinto se organizaban las tiendas de tela sostenidas por un palo. Se saben todos estos detalles y más gracias a los bajorrelieves encontrados en las excavaciones, en los que se pueden ver escenas cotidianas: los soldados dentro de sus tiendas, un soldado preparándose la cama y otro que coloca objetos sobre una mesa.
Cada año por primavera el rey al frente de su ejército emprendía una campaña guerrera que consistía en la invasión de un pequeño reino del entorno. Como primera medida procedían a talar los campos. Si los asirios salían triunfadores demostraban su fiereza y crueldad con una serie de actos que se convirtieron en costumbre por lo que los reyezuelos de estos pequeños reinos optaron por no pelear y en su lugar pagar un tributo. Por lo pronto decapitaban a los enemigos muertos y encadenaban a los prisioneros; algunos llevaban colgadas de su cuello las cabezas decapitadas de sus jefes. La mayoría de estos prisioneros se convertían en esclavos o sencillamente eran ejecutados. Una vez terminada la batalla campal los hombres asirios vencedores entraban en la capital y se dedicaban al pillaje en templos, palacios y casas. Reunían a los ciudadanos junto con los animales y los llevaban al paso de los prisioneros. Recogían el botín de enseres, incendiaban lo que quedaba de la ciudad y emprendían el regreso a casa. A su alrededor solo quedaban campos yermos y desolación. En Asiria repartían el botín entre el rey y los guerreros.
Este gran ejército contribuyó a que entre los años 1318 a. C. y 1050 a. C., el Imperio asirio se convirtiera en el primer gran imperio militar de Mesopotamia. Con su gran profesionalidad consiguieron llegar hasta el lago Van en Armenia y por el oeste hasta el mar Mediterráneo.

### El control de los territorios sometidos

#### La organización de las provincias y de los reinos vasallos
A partir del siglo XIV a. C. Asiria se convirtió en un potencia política que se constituyó en un vasto Estado territorial en pocas décadas, organizado de manera flexible alrededor de las provincias controladas de maneras más o menos directas, de reinos vasallos, a veces separados por regiones poco ocupadas. El reino medioasirio fue un poder que operó aproximadamente según el modelo de los otros grandes reinos de la época, como el de los hititas, que dominaban varios reinos vasallos y se consideraban iguales entre ellos. J. N. Postgate ha señalado la división entre el centro del reino y sus periferias dominadas: el «país de Assur (el Dios)», llamado māt Daššur en los textos asirios, Asiria propiamente dicha, era el corazón del reino, más firmemente mantenido y dividido en provincias desde el principio, constituido alrededor de la capital, territorio que en la ideología política pertenecía al dios Assur, verdadero señor del reino cuyos temas deben participar en el culto, mientras que las regiones periféricas sometidas al «yugo de Asiria», eran reinos clientes de Asiria que debían pagarle un tributo. Por lo tanto, se estaría en presencia de una forma de expansión en «mancha de aceite» a partir de un centro. Por su parte, M. Liverani ha propuesto considerar la expansión asiria como el establecimiento de una red compuesta por puntos de mando o puestos de avanzada que formaban «islotes» asirios en el territorio sometido, incluso con discontinuidades.
El sistema de división provincial se estableció durante el período medioasirio, siguiendo principios que persistieron a partir de entonces. Se crearon las provincias (pāhutu), administradas por los gobernadores (bēl pāhāti, más tarde también llamado šaknu). Su papel es bien conocido en el período neoasirio a través de la correspondencia entre muchos de estos personajes y los soberanos, descubierta en Nínive: se encargaban de la recaudación de impuestos y tributos, de los que conservaban una parte para sus propias necesidades y las de las tropas a su disposición, y enviaban el resto al poder central; y debían garantizar la seguridad de la provincia, informar al rey sobre lo que estaba sucediendo y también garantizar que las poblaciones deportadas estaban bien establecidas y, más ampliamente, que sus provincias estaban bien desarrolladas. Algunas veces, un cargo de la administración central entrañaba la administración de una provincia precisa. Las provincias se dividieron a su vez en distritos (halṣu), que también tenían sus administradores (hassihlu). Todo este sistema fue, sin duda, objeto de una vigilancia por parte del poder central, llevada a cabo por un dignatario llamado qēpu. A nivel local había otros agentes reales: los «alcaldes» (hāzānu) y los «inspectores» (rab ālāni) responsables de recaudar impuestos. Algunas ciudades tenían situaciones privilegiadas: el rey les había otorgado franquicias(zakūtu). Este fue el caso de las grandes ciudades de Asiria, como Assur, de algunas en Babilonia como Nippur o Babilonia. El rey otorgaba este privilegio en agradecimiento por el apoyo que le habían dado esas ciudades durante las revueltas, o para evitar que se rebelasen.

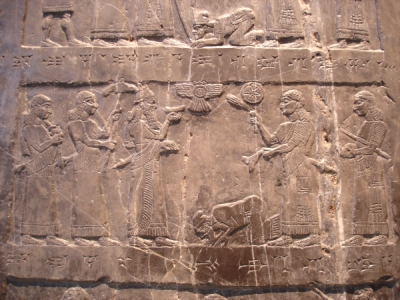
El rey Jéhu del reino de Israel presentando su sumisión a Salmanasar III, detalle del "Obelisco negro" hallado en Kalkhu.

Además de las provincias administradas directamente por los gobernadores asirios, había una serie de reinos vasallos. Sus reyes habían jurado lealtad al rey asirio (māmītu en el período medioasirio, adê en el período neoasirio), a cambio de su «protección». Debían pagar un tributo. Muchos textos de tales tratados que datan del período neoasirio han sido descubiertos en las capitales asirias.
Progresivamente las ambiciones de los reyes neoasirios se inclinaron hacia la dominación universal, por lo tanto hacia un proyecto «imperial». Fue a partir de Tiglatpileser III o de Sargón II cuando se puede hablar de un verdadero imperio: con estos reyes, los estados vasallos estuvieron cada vez más controlados y a menudo se incorporaron al reino asirio, y se buscaba de una manera general un control más fuerte y más directo de los territorios sometidos. Los asirios eliminaban a sus élites o las deportaban para reemplazarlas con un gobernador proasirio, incluso él mismo asirio. Una tendencia hacia la subdivisión de las provincias estaba tomando forma al mismo tiempo, una manera de evitar que algunos gobernadores obtuvieran demasiado poder. Los costos de administración de las provincias cruciales, incluidas las marcas fronterizas, eran confiadas a altos dignatarios que ocupaban cargos en la administración central. Al mismo tiempo, se estaba estableciendo una red de comunicación más eficiente a nivel del Imperio, que era esencial para garantizar la cohesión del proyecto imperial.

#### La relación entre el centro y la periferia: la depredación y emulación
Porque son sus aspectos más arbitrarios y brutales los que son los más visibles en las fuentes, la dominación asiria de los territorios sometidos parece ser en gran parte a expensas de estos últimos, sobre todo en la época neoasiria. El centro del imperio, el corazón tradicional de Asiria, se enriqueció con los tributos que gravaban a las periferias dominadas, y con los flujos de los pueblos deportados, especialmente de las élites y de los mejores artesanos, que sangraba a los países derrotados y a menudo asolados por el violento saqueo y destrucción por parte de los ejércitos asirios. Los sitios de construcción de las capitales sucesivas y los campos circundantes ilustran esta acaparamiento de las riquezas materiales y humanas de los países vencidos, para demostrar en un solo lugar la capacidad de los reyes asirios para dominar y organizar el mundo que habían sometido, reuniendo en ellas poblaciones llegadas de todos los horizontes, y construyendo edificios siguiendo el modelo de los países vencidos (los bīt hilāni de origen sirio) y jardines que tenían todas las especies de los países conquistados.
Las relaciones entre el centro y la periferia son particularmente evidentes a partir de la política de deportación practicada por los asirios. Aquí nuevamente, los objetivos combinaban la política y la planificación del territorio imperial: el objetivo era debilitar a los países vencidos, sofocar las veleidades de revuelta, pero también reorganizar el imperio, reabasteciendo a ciertas regiones que carecían de población, especialmente para poner en valor sus tierras o para obtener una mano de obra especializada en ciertas especialidades artesanales. En algunos casos, se llevaron a cabo deportaciones «cruzadas», con poblaciones de un país desplazadas a otros cuyas poblaciones volvían a ocupar su país de origen. El costo humano de estas prácticas podría ser considerable, ya que muchas personas no sobrevivieron al desplazamiento que estaba teniendo lugar en condiciones difíciles. Estas prácticas habrían conducido a una considerable mezcla de poblaciones: se ha estimado que 4.5 millones de personas fueron deportadas durante el período neoasirio al extrapolar los datos de las inscripciones reales que parecen fiables (y documentan al menos a 1 320 000 deportados), de los cuales casi 400 000 lo fueron bajo Tiglatpileser III y casi 470 000 bajo Senaquerib.
El imperio asirio pudo así ser definido como una «vasta empresa de explotación de los recursos de los vencidos». Por lo tanto, bajo un aspecto depredador puede aparecer la dominación asiria. Esta impresión se ve reforzada por la imagen muy negativa que la Biblia hebrea ha dejado de los asirios.
Sin embargo la visión negra de la dominación neoasiria puede ser matizada. Los asirios habrían buscado reiteradamente reorganizar las regiones que dominaban, en lo que parecen ser proyectos coloniales; así, desarrollaron algunas áreas periféricas, como el sudeste de Anatolia alrededor de la actual ciudad de Diyarbakır donde establecieron guarniciones y colonos agrícolas deportados. Por otro lado, el desarrollo de una demanda de productos por parte de los asirios, ya fuesen tributos o comercio, puede haber tenido el efecto de estimular la economía de las regiones vasallas, como la de Fenicia, cuyos artesanos fabricaban muchos productos de lujo muy populares entre las élites asirias.
Además, el sistema de tributo no era totalmente arbitrario porque tenía en cuenta las especialidades y capacidades de los países que habían sometido, y probablemente no tenía el efecto de desangrar la economía de estos últimos. En el país de los medos, el dominio asirio y la demanda de tributos en caballos necesarios para el ejército, probablemente, se hicieron sin afectar significativamente a las élites locales, que probablemente se beneficiaron jugando un papel en el desarrollo de las entidades políticas en la región que irónicamente tuvo una consecuencia funesta para los asirios. Por lo tanto, se puede considerar que en muchos casos las élites locales, o algunas de ellas, se adhirieron a la dominación asiria si les servía. El arte de las regiones periféricas a veces se inspiró en el de los asirios. Asiria misma se abrió a las influencias externas, visibles en el arte o en la arquitectura. Además se observa que incorporó en la administración central un número creciente de elementos no asirios, principalmente arameos: las transferencias culturales se hicieron por lo tanto en varios sentidos. Así pues, el Imperio Asirio sentó las bases de las construcciones imperiales posteriores, multiétnicas, multiculturales, con relaciones centro-periferia no fueron ya de sentido único.

## La industria
Los pueblos de Oriente comenzaron a utilizar el bronce hacia el año 2000 a. C. Fabricaron sus armas con esta aleación, haciéndolas mucho más eficaces. Los hititas propagaron el hierro hacia el siglo X a. C., así es que los asirios en su época de apogeo del siglo VIII a. C. estaban ya bien abastecidos con las nuevas y destructoras armas hechas con este metal que eran más duraderas y proporcionaban mejores resultados.
El algodón o árbol de la lana, se conocía en la India desde tiempos remotos. Fue introducido en Asiria por el rey Senaquerib (hijo de Sargón II), que reinó desde el 705 al 681 a. C.

## Las ciudades asirias

### Evolución de la urbanización en la Alta Mesopotamia asiria

Ubicación de las principales ciudades asirias.

El reino asirio se desarrolló a partir del siglo XIV a. C. al hacerse cargo del marco urbano desarrollado en períodos anteriores en la Alta Mesopotamia. Varias ciudades existentes se convirtieron en centros administrativos, como Nínive, Shibaniba (Tell Billa), Qattara (Tell Rimah), Dur-Katlimmu (Tell del Jeque Hamad), Harbe (Tell Chuera) y otras. El muy antiguo sitio de Tell Brak, ocupado un tiempo al comienzo del período medioasirio, fue abandonado poco después. Esta primera fase puede haber modificado la red urbana, pero no su organización general, jerarquizada entre centros administrativos, pueblos y aldeas. La capital de Asiria fue la ciudad de Aššur durante la mayor parte de este período. La innovación más significativa fue la nueva ciudad que se creó en suelo virgen Tukulti-Ninurta I (1233-1197 a. C.) para que fuese su capital, y que llamó Kar-Tukulti-Ninurta («Fuerte Tukulti-Ninurta»). Esta tentativa no excedió la duración de su reinado, pero fue un precedente que quizá inspiró las creaciones urbanas del período neoasirio.
La crisis en la que se sumergió el reino asirio al final del milenio ii a. C. cambió las estructuras del hábitat de la Alta Mesopotamia y muchas ciudades antiguas experimentaron un fuerte declive o incluso el abandono. Los arameos fundaron principados a partir de algunos sitios de la Alta Mesopotamia como Guzana (Tell Halaf). La fase de reconquista asiria que comenzó en el año 911 a. C. llevó a la creación de nuevos centros administrativos, en muchos casos en sitios más antiguos, como Zamahe (el nuevo nombre de Tell Rimah) o Hard-Katlimmu. Los asirios erigieron ahí varios palacios y probablemente también contribuyeron al desarrollo de otros sitios, como se ve en Til Barsip (Tell Ahmar) o Hadatu (Arslan Tash), y como era de esperar, en el centro religioso y comercial de Harrán que tomó una importancia creciente durante la última fase del reino.
El fenómeno más sorprendente de la urbanización de la Alta Mesopotamia durante el período neoasirio fue la creación de nuevas capitales por varios gobernantes en el corazón del país asirio. Assurnasirpal II (883-859) trasladó la capital desde Aššur a Kalkhu (Nimrud), más al norte, una antigua ciudad secundaria que fue completamente rediseñada, con alrededor de 350 hectáreas y poblada con al menos 63 000 residentes. Alrededor de 713 a. C., Sargón II ordenó construir ex-nihilo, una ciudad amurallada que sería la nueva capital de Asiria, Dur Sharrukin (Jorsabad). El lugar, situado 15 km al noreste de Mosul y 20 km al norte de Nínive, tenía unas dimensiones aproximadas de 1760×1635 metros —la longitud de las murallas era de 16280 unidades asirias, cifra que correspondía con el valor numérico del nombre de Sargón— y fue la capital más pequeña de Asiria. Pasó a ser la capital del reino en 717 a. C. Las obras de construcción duraron diez años. La ciudad se rodeó con una muralla defendida por 150 torres y contaba con ocho puertas. En el sector norte se edificó una ciudadela sobre una plataforma de entre 14 y 18 metros, que contenía un ziggurat y un grandioso templo con seis santuarios, además del palacio real, un complejo conjunto de patios, salones y almacenes, con más de doscientas dependencias.
Dur Sharrukin no tuvo tiempo de establecerse ya que el siguiente gobernante, Senaquerib, trasladó la capital a la antigua ciudad de Nínive, que fue renovada por completo y cuyo tamaño pasó de 150 a 750 hectáreas. Por tanto, se está en presencia de un fenómeno sin precedentes en la historia de Mesopotamia, a saber, las creaciones sucesivas de varias capitales, entre ellas alguna de la nada, pero que implicaban cada vez la planificación de un importante espacio urbano, el traslado de una población muy grande (se estima que la población de Nínive era de al menos 75 000, en comparación con los 15 000 de antes de la construcción), a menudo desplazada allí por la fuerza. Estos programas de construcción y la aparición de ciudades de un tamaño sin precedentes en una región previamente no urbanizada, habrían alterado su equilibrio: era necesario alimentar a los residentes de estas ciudades que no producían sus propios alimentos, lo que creaba una demanda creciente de los campos vecinos cuya productividad se buscaba aumentar. Es posible que esas ciudades hayan estado hipertrofiadas en comparación con la región donde se encontraban, y hayan creado un desequilibrio que contribuyó a debilitar los campos vecinos debido al crecimiento de las extracciones necesarias para alimentar a su población creciente.
La caída del imperio asirio puso fin a esta red urbana, fin que pudo ser debido a las matanzas y deportaciones posteriores al período de las guerras que llevaron a dicho fin, o bien a las consecuencias de la propia caída del imperio que ya no permitía el mantenimiento de tales aglomeraciones. Los centros urbanos conocidos durante los siglos posteriores al final del imperio son muy pocos, incluso en la escala de toda la Alta Mesopotamia: en Asiria misma no se encuentran en los textos más que menciones ciertas (pero raras) de Aššur y especialmente de Arbèles que se convirtió en el principal centro administrativo, pero excéntrico en comparación con el antiguo corazón del reino asirio.
La urbanización no se reanudó con certeza hasta el siglo I a. C., bajo el dominio de los partos, antes del desarrollo de nuevos centros como Hatra. En Jazira, los principales centros conocidos para el período posasirio están en la región del valle del Jabur, Harrán y Nísibis, a las que se podría añadir Tapsaco en el Medio Éufrates sirio.

### El espacio urbano de las ciudades asirias
El urbanismo asirio es difícil de estudiar dada la larga historia de las ciudades de la región y la complejidad de las estratigrafías. Las excavaciones se han centrado principalmente en los barrios centrales de las principales capitales, y casi ninguna en los espacios residenciales. En los últimos años, sin embargo, las excavaciones de la Alta Mesopotamia siria han aportado nuevos elementos al conocimiento de las ciudades del reino asirio, aunque nuevamente la documentación se refiere principalmente a edificios administrativos.
Tradicionalmente, el hábitat urbano de la Alta Mesopotamia, incluida Asiria, se organizaba alrededor de una ciudad alta situada en un tell (montículo, colina) que dominaba una extensión más reciente, la ciudad baja. Cada una de estas dos partes generalmente estaba rodeada por una muralla. La ciudad de Aššur responde a este modelo: el centro político y religioso fue construido sobre un promontorio rocoso que domina el río Tigris, y que era llamado libbi āli, literalmente 'el corazón de la ciudad', mientras que el área predominantemente residencial se situaba debajo, al sur del viejo centro, aunque las dos no estaban separadas por una muralla, pero sí había una separación intraurbana que aislaba la «ciudad nueva» más reciente. Nínive y Kalkhu también siguieron esta organización. Probablemente a partir del ejemplo de Aššur, la nueva ciudad de Kar-Tukulti-Ninurta, seguía el patrón de una división entre un centro político-religioso, lejos del resto de la ciudad, pero esta vez el límite entre los dos se materializaba en una muralla. No hay una distinción topográfica entre los dos ya que la ciudad está construida sobre un terreno llano. Las nuevas capitales neoasirias Kalkhu, Dur Sharrukin y Nínive, confirman y amplían el triunfo de esta concepción del espacio urbano: el centro político y religioso se convierte en una verdadera ciudadela rodeada de murallas, que dominan al resto de la ciudad. Hay uno o más palacios reales, residencias de las élites del reino y templos a menudo asociados con un ziggurat. A diferencia de las ciudades tradicionales de Mesopotamia, el edificio principal es el palacio, el que recibe la mayor atención, y no los edificios religiosos. En estas ciudades incluso hay otra ciudadela bien distinta del centro, que constituye un arsenal (ekal mašarti), cuyo caso más conocido es el «fuerte Salmanazar» de Kalkhu. Con el desarrollo de esta última aparece otro elemento característico de las nuevas capitales asirias, precedido por experiencias en el período medioasirio: los jardines reales, a veces utilizados como verderos zoológicos reales, a los que el rey Senaquerib prestó gran atención en Nínive.

Plantas esquemáticas de capitales neoasirias
Aššur durante el período neoasirio: la Ciudad alta comprende el centro político-religioso en el norte, en la parte más alta del sitio.
Kalkhu (Nimrud) en el siglo VIII a. C.: centro político-religioso sobre el tell de Nimrud, y arsenal, el «fuerte Salmanazar» (tell ʿAzar),que domina la ciudad baja que se extiende hacia el norte.
Dur-Sharrukin (Jorsabad) a finales del siglo VI a. C.
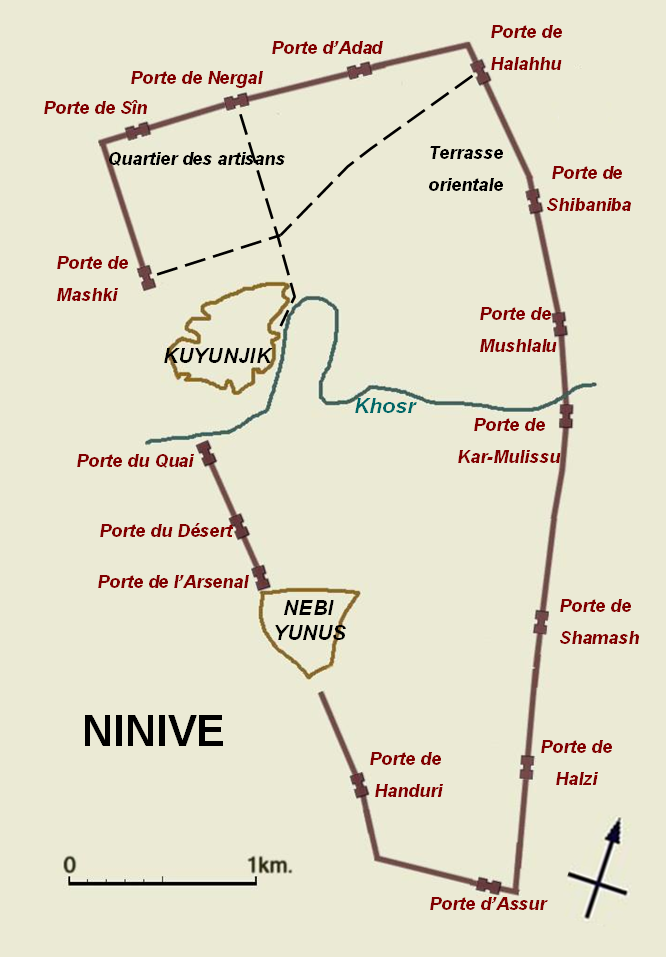
Nínive en el siglo VII a. C.: centro político-religioso en el tell de Quyunjik, arsenal en el tell Nebi Yunus.

Construcciones monumentales de las capitales neoasirias
Planta esquemática de la ciudadela del tell de Nimrud, con la ubicación de los principales edificios excavados.
La acrópolis de Dur-Sharrukin.
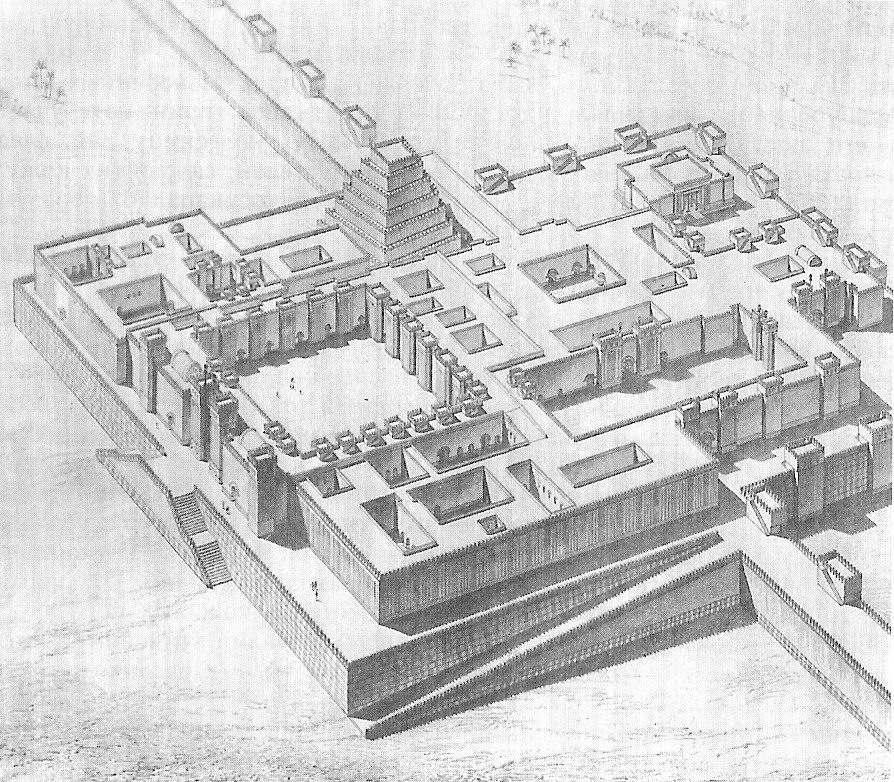
Tentativa de reconstitución de la ciudadela principal de Dur-Sharrukin con el palacio real de Sargón II y varios edificios religiosos.
Mapa de ubicación de las áreas excavadas de los edificios principales del tell de Quyunjik, el centro político-religioso de Nínive (una gran parte del palacio no fue desbrozada).
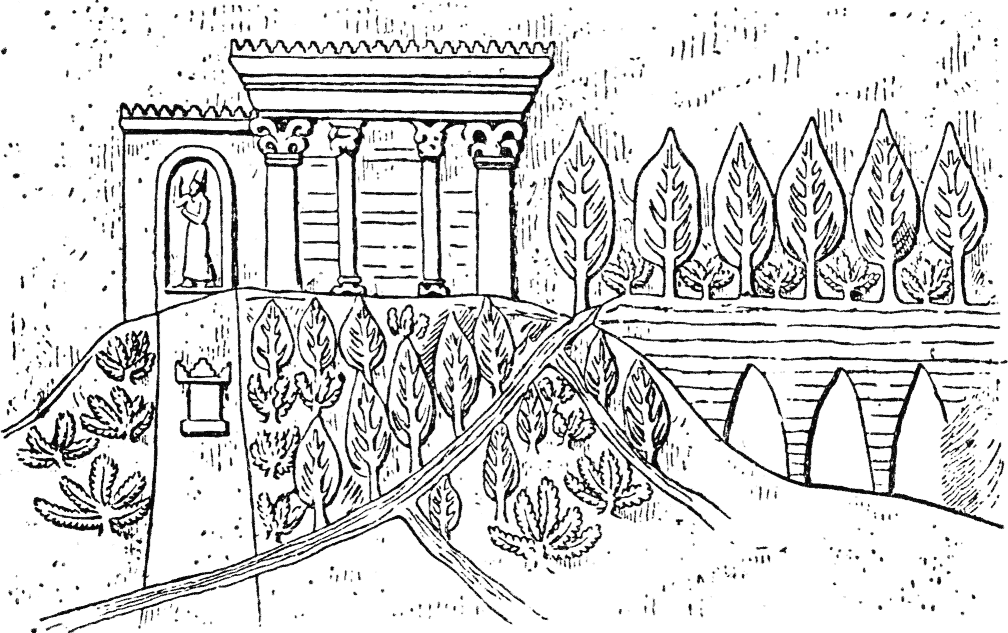
Representación de los jardines reales de Nínive, a partir de un bajorrelieve del palacio de Senaquerib.

Las excavaciones de Aššur descubrieron alrededor de ochenta casas del período neoasirio, mientras que solo alrededor de diez residencias han sido excavadas en el conjunto de los demás yacimientos asirios. Se distinguen dos tipos de casas dependiendo de la organización de las habitaciones. El primero consiste en residencias con organización lineal, más pequeñas (78 m2 de planta de media), constituidas por una sucesión de salas alineadas, en número de cuatro a seis en promedio. El segundo tipo lo forman las casas con patio, más grandes (192 m2 de planta en media), que generalmente comprenden al menos una decena de estancias, dispuestas alrededor de un patio central que organiza la circulación interna. Los contratos de venta dan el nombre y la función de algunos de los espacios o salas de ciertas residencias, que no siempre son obvios de comprender: hay tiendas, áreas de recepción, talleres, salas de agua y habitaciones donde se duerme que probablemente estuvieron en una planta superior. Las prospecciones en la ciudad baja de Nínive, al norte del tell de Kuyunjik, revelaron la presencia de un barrio residencial de las élites, con casas construidas en torno a patios centrales, así como amplias calles de las que se encuentra eco en los textos de Senaquerib que celebran la construcción de su capital, en los que se lo menciona recorriendo grandes avenidas, entre ellas una «vía real» de 31 m de anchura.

### Las actividades y la sociedad urbanas
Las grandes ciudades asirias fueron el escenario de actividades específicas. Mientras que la mayoría de la población rural parece haber vivido en un régimen semi-autárquico, la de las ciudades participaría en los circuitos de intercambios más vastos, animados principalmente por el palacio. Los campesinos tenían que entrar en contacto con las ciudades y los palacios provinciales principalmente para obtener artículos raros, incluido el metal, y para pagar sus impuestos. Estos gravámenes y tributos drenaron muchos productos, incluidos los más lujosos, hacia los principales centros administrativos, en primer lugar hacia la capital. Del mismo modo, el comercio de larga distancia se utilizaba principalmente para llevar productos de lujo a las ciudades (ver más abajo).
El desarrollo de las instituciones palaciegas en las ciudades condujo a la instalación en estas de una población conformada por administradores, sirvientes palaciegos, comerciantes y numerosos artesanos. Se estima que el personal de los palacios de Nínive en el reinado de Asurbanipal ascendía a 13 000 personas divididas entre sirvientes, cortesanos, escribas de la administración, sacerdotes o guardias.
Los artesanos generalmente estaban empleados por el palacio. En el periodo neoasirio, trabajaban de acuerdo con el sistema llamado iškâru: el palacio suministraba la materia prima al artesano, que luego le devolvía el producto terminado. Los palacios concentraban los principales talleres de las ciudades, que a menudo eran de un tamaño reducido. Se pudo identificar un barrio artesanal de ceramistas y herreros después de la prospección al noreste de Nínive, en particular gracias a los numerosos restos hallados de fragmentos de cerámica y hornos de cerámica, pero todavía no se ha excavado ningún taller en una ciudad asiria. Se sabe por los textos que los arsenales militares en las capitales incluían talleres donde se fabricaban y reparaban las armas y el equipamiento militar. Los templos también empleaban artesanos, como el de Assur, en la ciudad del mismo nombre, que tenía un taller especializado en el trabajo de objetos para el culto, llamado bīt mummê. Un estudio concerniente a un grupo de orfebres de este santuario sugirió la hipótesis de que podrían haber estado organizados en «gremios», un tipo de institución cuya existencia en la antigua Mesopotamia aún se debate.

### Los intercambios

#### Las modalidades de circulación de los productos
Los movimientos de los productos de los que se tiene información en el período medio, y especialmente neoesirio, son, por encima de todo, de los gravámenes forzosos, resultantes de un equilibrio de poder: se trataría, pues, de intercambios no libres. Tomaron la forma de un tributo recaudado por el poder real asirio en tiempos de paz, o después de una guerra, y que se redirigían hacia el centro de Asiria. El tributo era evaluado de acuerdo con las especialidades y las potencialidades de la región que debía pagarlo, lo que explica por qué cruza los circuitos comerciales. Concernía sobre todo a productos estratégicos como los árboles, y servía como una demostración de prestigio para el poder real.
Los intercambios libres, comerciales, están mal documentados en estos períodos, en comparación con los miles de tablillas paleoasirias de la correspondencia comercial de Kültepe. Los palacios y santuarios montaban expediciones comerciales. El poder real podía detentar monopolios en el comercio de bienes estratégicos, como el del hierro o de los caballos. Las instituciones usaban a los mercaderes (tamkāru) en las expediciones que organizaban. Estos comerciantes, cuyo estatuto exacto es debatido, también podían realizar actividades privadas, pero están poco documentadas, y no se puede saber cuál era la participación respectiva en el comercio de las grandes organizaciones y del comercio privado. Dependiendo del producto en cuestión, los actores y las modalidades de intercambio podían variar: para los cedros, solo el Estado parece haber estado capacitado para organizar la tala y el transporte del producto como parte del tributo; el palacio también parece ser el único en demandar el marfil; pero la mayoría de los productos podían transitar por los circuitos comerciales. Además, los movimientos de productos de larga distancia estaban reservados para una élite pequeña, independientemente de los medios por los que transitasen, y era a menudo el palacio o su entorno el que los captaba, con la posibilidad de redistribuirlos. Por lo tanto, la institución jugaba un papel importante en los intercambios locales, especialmente en la ciudad, porque el campo probablemente evolucionara hacia una situación de autarquía, salvo para obtener las herramientas necesarias que tenía que proporcionar el entorno del palacio.

#### Los circuitos de intercambios
Varios pueblos estaba muy activos en los intercambios de larga distancia en el milenio i a. C., en primer lugar los fenicios, y luego cada vez más los árabes, que establecieron rutas de caravanas a través de las áreas desérticas de Siria y de Arabia gracias a los dromedarios que lograban domesticar. Pero poco a poco casi todas las regiones se involucraron en el comercio de larga distancia, aunque los intercambios locales y regionales serían mayores en volumen pero están menos documentados. Muchos productos transitaron por las carreteras del Medio Oriente asirio, y solo se pueden saber algunos de los más importantes. Entre las maderas, el cedro de las montañas del Líbano o de Siria era muy apreciado por el poder real y se importaban también  la madera del ciprés o del boj. Se intercambiaron varios metales: cobre, estaño, oro, plata, hierro. Se debate su procedencia original: el estaño llegaría de Uzbekistán o de Irán; el oro, de Egipto o quizás de la India. Pero, de hecho, las regiones donde esos metales se intercambiaban mucho no eran aquellas de las que se extraían: el aprovisionamiento de estaño se hacía mucho en el Levante o en la Alta Mesopotamia. La cornalina, el lapislázuli y el alumbre eran apreciados por las instituciones y las élites. El marfil llegaría de los elefantes africanos, pero cada vez más de la India, y cada vez menos del elefante sirio que estaba desapareciendo ya en el milenio i a. C. Las áreas donde Asiria se abastecía de caballos estaban en el Irán actual, entre los medos, los persas, en Elam, o en Urartu, en Anatolia y el norte de Siria. Diferentes textiles, teñidos o no, también circularon. Entre los productos alimenticios, el vino se comercializaba a larga distancia, pero la mayoría de los productos perecederos transitaron más bien a nivel local o incluso regional.

## La cultura asiria
Asiria es parte de la antigua civilización mesopotámica, de la que ocupa la parte norte, y que domina en su totalidad durante los últimos días del período neoasirio. Se encuentran así en ella dos las características de esa civilización: la escritura cuneiforme, escrita en un dialecto del acadio, y una religión politeísta, pero dominada por la deidad tutelar del reino, el dios Assur: la práctica religiosa tenía lugar sobre todo en los lugares de culto urbanos bajo el patrocinio de los soberanos, y en la que los sacerdotes eran los principales eruditos, que disponían de bibliotecas que catalogaban gran parte del conocimiento de la antigua Mesopotamia. La cultura asiria presenta sin embargo algunas especificidades, en particular debidas a la herencia de las tradiciones de la Alta Mesopotamia —que eran distintas de las de la Baja Mesopotamia a pesar de la abrumadora influencia de esta última en todos los períodos—, y también a los préstamos crecientes de los pueblos sometidos por el reino asirio. Nada refleja mejor esta particularidad que el arte neoasirio, ilustración del poderío del reino, de las influencias exteriores que asimila, pero también de su capacidad de innovación.

### Lenguas y escrituras

#### La escritura cuneiforme en Asiria

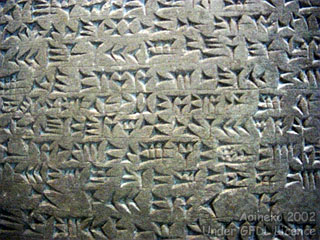
Inscripción real en cuneiforme sobre piedra, del período neoasirio con una grafía muy regularizada.

La escritura practicada en Asiria desde el comienzo del milenio ii a. C. es la escritura cuneiforme, como en el resto de Mesopotamia y en el norte de Siria en ese momento. Su nombre deriva del hecho de que generalmente está inscrita con la ayuda de un cálamo de caña, cuyo extremo estaba biselado, sobre una tablilla de arcilla, lo que dejaba caracteres compuestos de incisiones en forma de «cuñas» (en latín, cuneus, de ahí su nombre). Esta escritura se transponía en otros soportes, en especial en piedra, que se utilizó para muchas inscripciones reales, o incluso en tablillas de cera cuyo contenido se ha perdido, ya que este material no sobrevive al paso del tiempo, pero del que hay constancia de su existencia por los restos de marcos hechos de materiales no perecederos. Aunque estaba reservada para un pequeño segmento de la población, la práctica de la escritura y su comprensión no se limitaba a una sola élite, y más personas de lo que comúnmente se cree podían usarla.
La escritura cuneiforme es un sistema que combina fonogramas —signos que representan sonidos, generalmente una sílaba: [i], [tu], [šar], etc.— y logogramas —signos que significan algo—, que generalmente se califican de ideogramas —signos que significan una idea, incluso si son más que eso porque también se encuentran pictogramas que representan cosas concretas—. Los logogramas son un legado de la era remota (en el milenio iii a. C.) donde el sistema cuneiforme se usaba para señalar sobre todo el sumerio, un idioma que nunca se habló en Asiria, pero cuyos fundamentos debían ser dominados por la mayoría de los escribas que querían usar la escritura cuneiforme. Cada región que practicaba este sistema de escritura desarrolló sus propios hábitos en el valor otorgado a los signos, habiendo definido un corpus de signos comunes más o menos extendido, y una forma especial de representarlos, incluso si eso modificaba el sistema. También hay cambios en función del tiempo: el corpus del período paleoasirio es limitado en número (150 a 200), sobre todo porque tiene muy pocos ideogramas, favoreciendo la escritura fonética, y con signos sobrecargado de cuñas, mientras que el período neoasirio muestra un número de signos creciente (unos 300) con una grafía ya regularizada considerablemente.

#### La lengua asiria
La gran mayoría de los textos cuneiformes exhumados en Asiria transcriben la lengua «asiria», que es un dialecto del acadio, término con el que se designa la lengua del grupo occidental de las lenguas semíticas habladas en Mesopotamia en la Antigüedad. La lengua asiria en general se opone al dialecto que se encuentra en las tablillas de la mitad meridional de Mesopotamia en la misma época, llamado «babilonio», siendo ambos conocidos por los textos de los milenios ii y i a. C. Se distinguen tres fases de la lengua asiria, que corresponden a las tres principales fases de su historia: la paleoasiria o antiguo asirio (siglos XX-XVIII a. C.), la medioasiria (siglos XIV-XII a. C.) y la neoasiria (siglos X-VII a. C.). Si retoma las estructuras generales del acadio, la lengua asiria se diferencia de la babilonia en varios puntos: el subjuntivo está marcado por el sufijo -ni en lugar de -u, el wa- inicial se vuelve más y más como en u-, como en wardu/urdu ('sirviente'), algunos aspectos gramaticales no se conjugan de la misma manera, etc. El dialecto neoasirio estuvo cada vez más marcado por la influencia del arameo, lo que anticipa el hecho de que los asirios se estaban convirtiendo gradualmente en hablantes del arameo. En la mayoría de los textos literarios, los asirios utilizan sin embargo el «babilonio estándar», forma literaria del acadio desarrollado en Babilonia.

#### Laarameizaciónde los asirios en el milenioia.C.

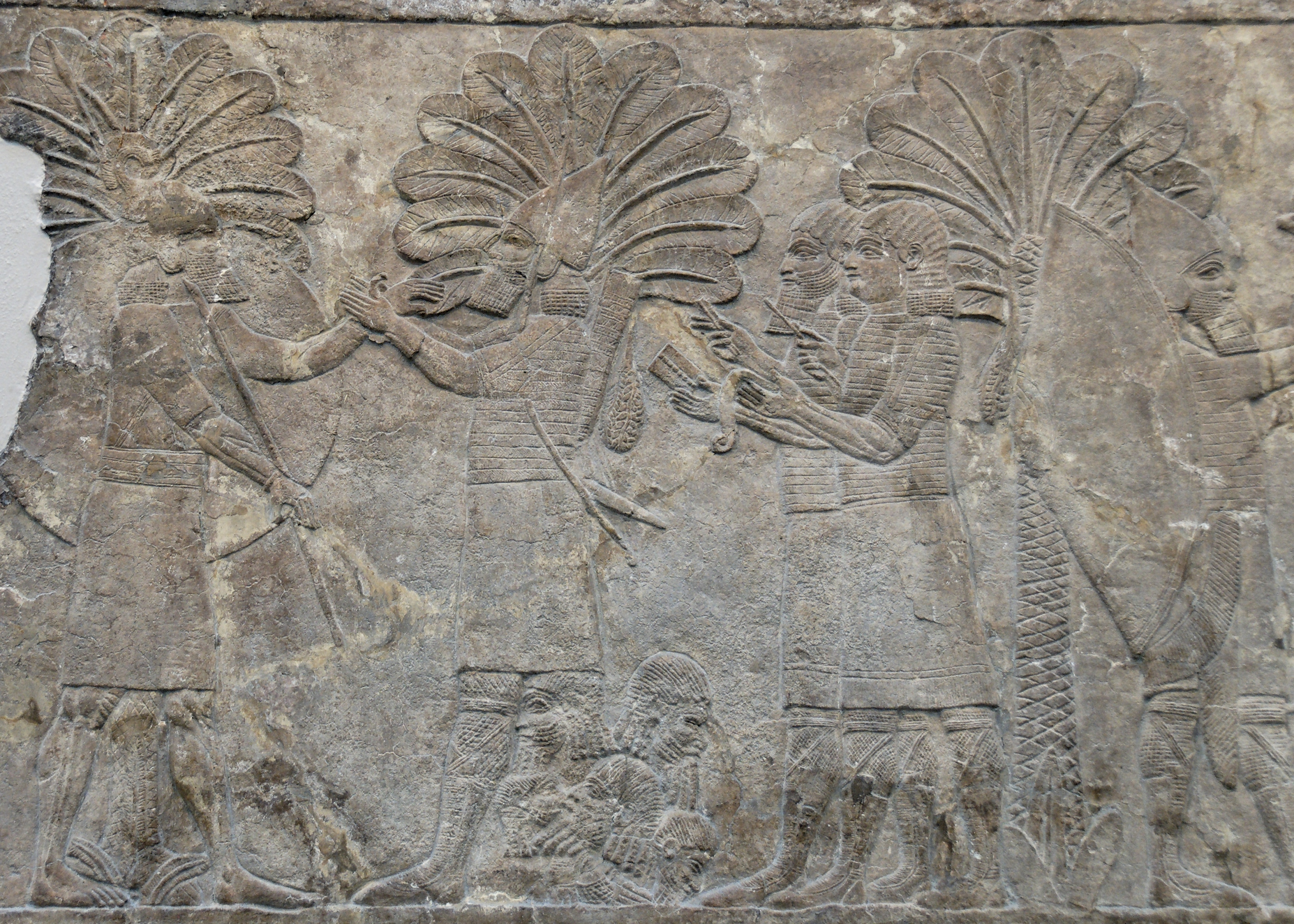
Bajorrelieve neoasirio representando un escriba escribiendo en asirio cuneiforme sobre una tablilla de arcilla y otro escribiendo en arameo alfabético sobre un papiro o pergamino.

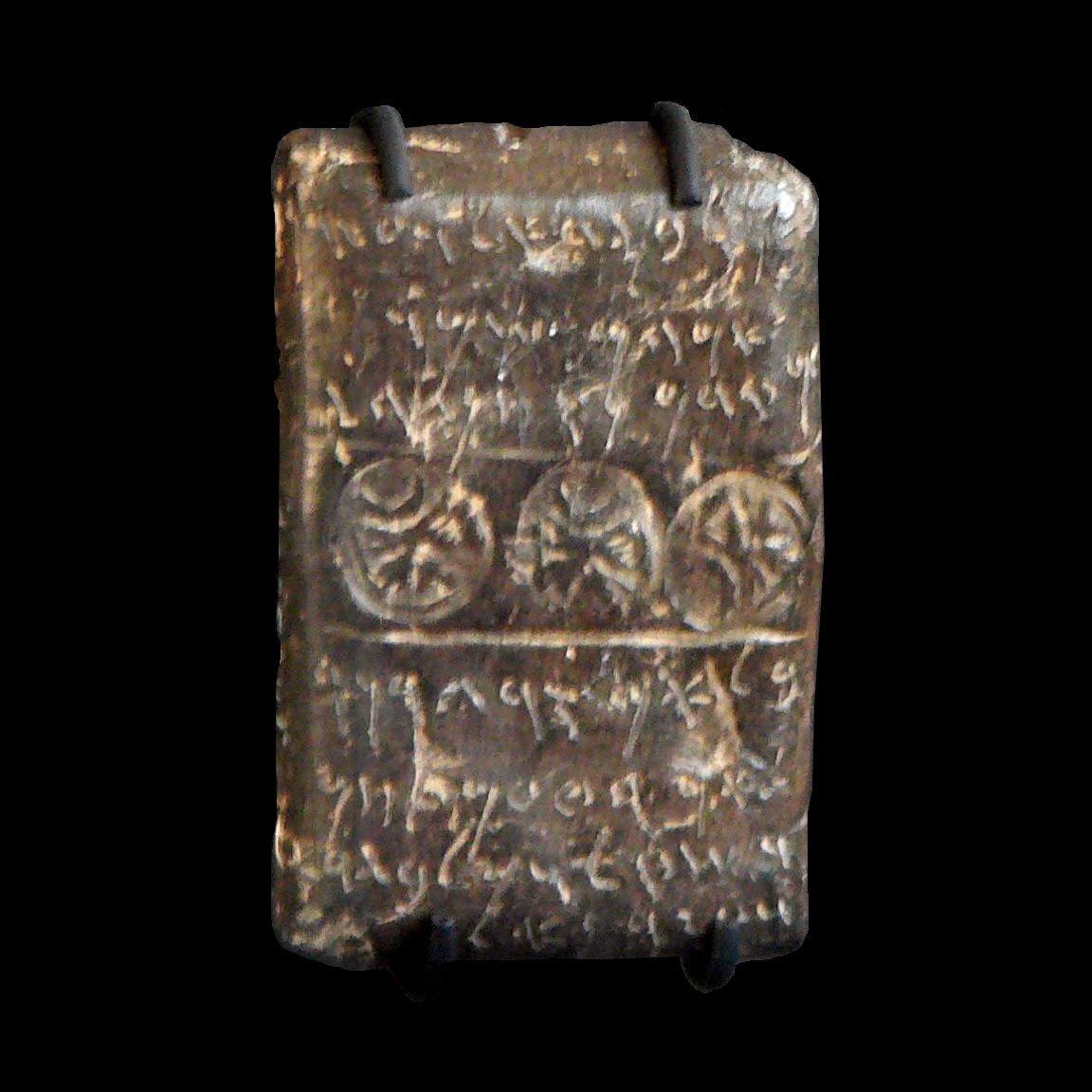
Tableta jurídica en alfabeto arameo procedente del Djézireh de Siria, período neoasirio (635 a. C.). Museo del Louvre.

Los primeros arameos aparecen en Jazira y en Asiria hacia el final del milenio ii a. C., y constituyen una parte notable de la población de esas regiones al comienzo del milenio i a. C. Una vez que los reinos arameos fueron definitivamente eliminados después del reinado de Sargón II a fines del siglo VIII a. C., esa población se integró gradualmente: la administración real incluyó a más y más arameos, y hasta tenían miembros en la familia real con la reina Naqi'a (‘Zakutu’ en acadio); mientras, las deportaciones llevaban un mayor número de arameos a la Alta Mesopotamia y a la misma Asiria. Es de este fenómeno del que da testimonio El relato de Ahikar, un relato arameo escrito en el siglo VI a. C. y que narra los problemas de un arameo en la corte de Asarhaddón. Los resultados de esta evolución fueron la adopción gradual del arameo como la lingua franca del imperio, y el uso creciente de su escritura alfabética en la administración junto con la escritua cuneiforme tradicional asiria, como ilustran varias representaciones de dos escribas escribiendo uno en escritura cuneiforme en una tablilla y el otro en arameo en un pergamino. Puesto que el arameo era escrito en un material perecedero, esos registros han desaparecido, aunque se conocen algunas inscripciones en arameo en tabletas de arcilla. En el siglo VII a. C. se puede considerar que la lengua aramea ya estaba en una posición dominante: se llama a esta evolución «arameización» del Imperio. Todo esto contribuyó a una homogeneización cultural del imperio asirio, dado que el arameo era el único idioma que tenía hablantes en cada parte del territorio dominado por los asirios. Esto explica por qué el arameo es subsecuentemente el lenguaje administrativo del Imperio persa aqueménida. Después de la caída del imperio asirio, Asiria se convirtió en un país donde la población hablaba en su mayoría o totalmente en arameo, lo que es el origen del hecho de que los aramófonos de la Alta Mesopotamia fuesen nombrados desde la Antigüedad «asirios» o «sirios» (hoy siríacos), derivando estos dos términos claramente de la palabra acadia aššurāiu utilizada para designar a los habitantes de Asiria.

### Religión

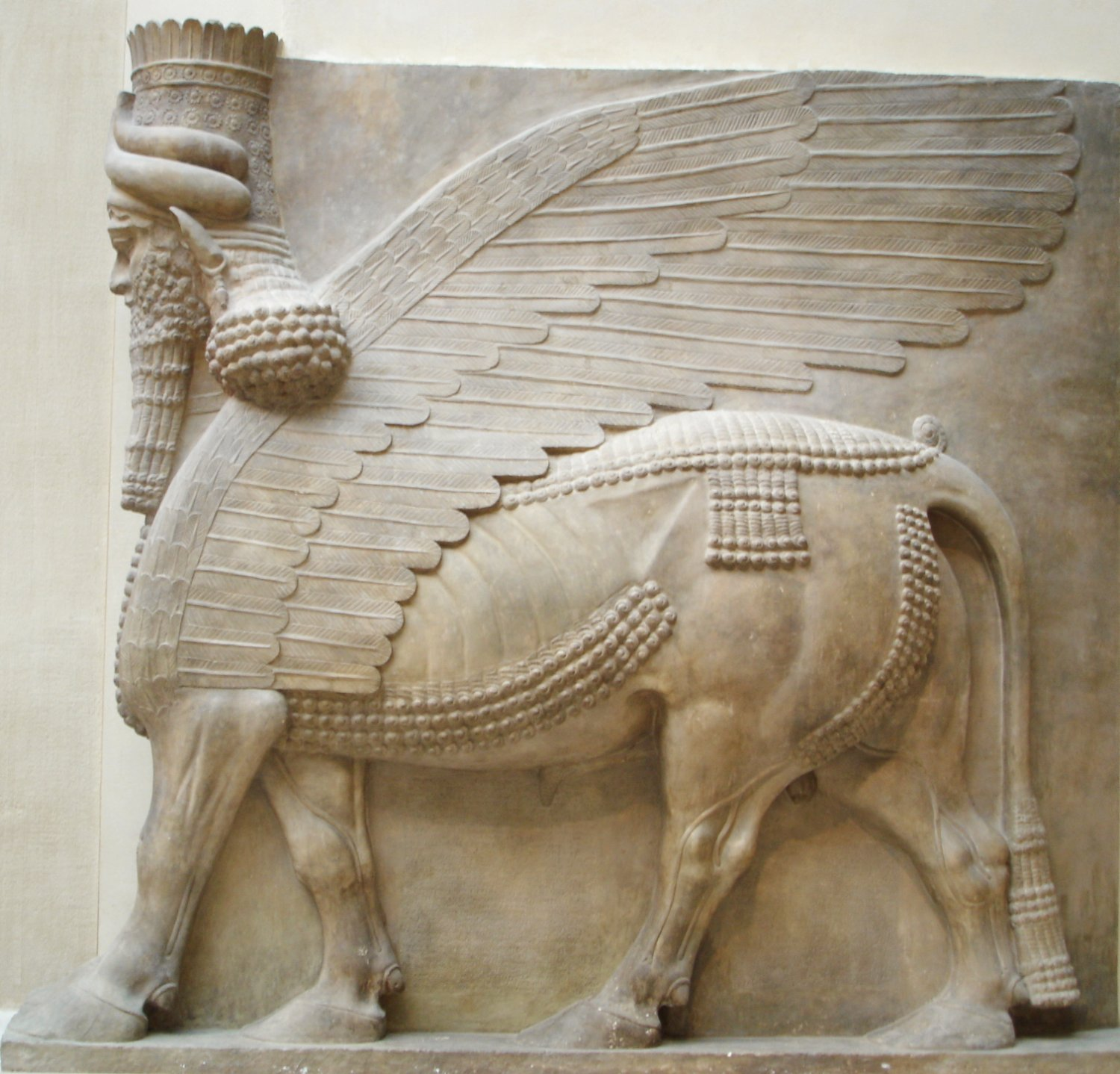
Toro alado androcéfalo del palacio de Dur Sharrukin en Asiria.

Los dioses eran muy numerosos en todo el territorio de Asiria. Eran muy parecidos a los hombres en muchos aspectos, pero tenían una autoridad ilimitada. Era común a todos los pueblos de esta región el temor a los dioses. Asiria estaba llena de grandes templos donde los sacerdotes ofrecían sacrificios. Había siempre una construcción mayor, un templo que sobrepasaba en altura a los demás, con forma de torre escalonada; es lo que se conoce como zigurat. La religión en general en toda Asiria no era como la de Egipto, optimista y con esperanza en el más allá; por el contrario se vivía con un temor permanente y miedo a los espíritus malignos, y la muerte era muy temida pues el espíritu del hombre se marchaba a una penumbra eterna donde de ningún modo era feliz.
En Asiria el dios principal era Assur, que dio nombre a la región, a la tribu y a una ciudad. El símbolo de Assur era el árbol de la vida, pues él era el dios de la vida vegetal. Más tarde cuando Asiria fue ya un imperio militar, Assur se convirtió en un dios guerrero y se le identificó con el Sol. Su símbolo fue entonces un disco con alas, el mismo que tenían los hititas y que a su vez habían recibido de Egipto. La diosa principal era Ishtar, diosa del amor, de la guerra y la fecundidad. Se le daban las advocaciones de «Primera entre los dioses», «Señora de los pueblos», y «Reina del cielo y la tierra» entre otras.
En la ciudad asiria de Nínive se encontraron unas listas pertenecientes a la biblioteca de Asurbanipal en que se podían contar hasta 2500 nombres de divinidades, entre las que había pequeñas deidades locales. Los dioses mayores que se adoraban en las ciudades eran: Anu dios del cielo, Enlil señor de los vientos y tempestades, Ea señor de las aguas. El dios-sol Shamash era señor de la luz que asegura la vida y permite juzgar las acciones humanas con claridad. Era por tanto el dios de la justicia. Marduk era un dios de Babilonia, pero fue adoptado y adorado en toda Mesopotamia. Llegó a ser un dios universal, dueño del mundo y primero entre los dioses.
Existían además unas criaturas al servicio de los dioses: los genios y los demonios que podían ser tanto benefactores como maléficos. Su misión era proteger o castigar a los hombres. Estos demonios cuando castigaban lo hacían de manera cruel y atormentadora. Podían golpear a los hombres convirtiéndose en fantasmas, hombres de la noche, devoradores de niños, etc.
Las principales deidades adoradas en Asiria fueron:
- Adad (Hadad) – tormenta y dios de la lluvia.
- Anu o An – dios de los cielos y del cielo, señor de las constelaciones y padre de los dioses. El nombre deriva de sumerio-acadio ‘ano’, que significa cielo. Es considerado el padre de los grandes dioses. En las historias es mencionado como un padre, creador y dios, y se cree que era el ser supremo.[231]
- Dagan o Dagón – dios de la fertilidad.
- Enki o Ea – dios del Abzu, artesanías, agua, inteligencia, travesura y creación y gobernante divino de la Tierra y sus humanos.
- Ereshkigal – diosa de Irkalla, el Inframundo.
- Ishtar o Inanna/Astarte – diosa de la fertilidad, el amor y la guerra.
- Marduk – deidad patrona de Babilonia que finalmente llegó a ser considerada como la cabeza del panteón babilónico.
- Nabu – dios de la sabiduría y la escritura.
- Nanshe – diosa de la profecía, la fertilidad y la pesca.
- Nergal – dios de la plaga, la guerra y el sol en su capacidad destructiva; más tarde marido de Ereshkigal.
- Ninhursag o Mami, Belet-Ili, Ki, Ninmah, Nintu, o Aruru – diosa de la tierra y diosa madre.
- Ninlil – diosa del aire; consorte de Enlil.
- Ninurta – campeón de los dioses, el epítome del vigor juvenil y dios de la agricultura.
- Nisroch - dios de la agricultura; algunas otras religiones también lo consideran el ángel o demonio caído.[231]
- Nusku - el mensajero de los dioses. «La descendencia del abismo, la creación de Êa» y «la semejanza de su padre, el primogénito de Bel». Nusku también fue considerado un gran comandante, consejero de los dioses y protector de los dioses en el cielo. Los reyes asirios mencionan a Nusku muchas veces, especialmente antes de las guerras; Nusku no tenía miedo en la batalla.[231]
- Shamash o Utu – dios del sol, árbitro de la justicia y mecenas de los viajeros.
- Sin o Nanna – dios de la luna. Considerado como el príncipe de los dioses. Descrito como dueño de un cuerpo perfecto: todo, desde la barba hasta los cuernos, era perfecto. Se cree que el nombre proviene de "Zu-ena" pero fue cambiado en algún momento. Zu-ena significa "señor del conocimiento". El pecado también se menciona en otras religiones en Babilonia.[231]
- Tammuz o Dumuzi – dios de la comida y la vegetación.
- Tiamat – el principio femenino, el mar, representación de las potencialidades del caos prístino.

### El medio alfabetizado
Entre las decenas de miles de tablillas descubiertas a mediados del siglo XIX en los sitios de las capitales asirias, los textos literarios y científicos rápidamente atrajeron mucho atención, y es a través de ellos que un segmento importante de la cultura de la élite de la antigua Mesopotamia ha llegado a nuestros días. Estos documentos concentraban en verdad los conocimientos adquiridos durante los milenios anteriores a lo largo del «país de los dos ríos», especialmente en su parte sur cuyos grandes centros intelectuales tuvieron que ser excavados más tarde (Nippur, Ur, Babilonia, Sippar, etc.). La definición de obras llamadas «literarias» plantea un problema porque tal noción realmente no existía en la antigua Mesopotamia. Debido al predominio numérico de textos técnicos y científicos, serán estudiados junto con los himnos, la mitología y las epopeyas.

#### Especialistas y bibliotecas

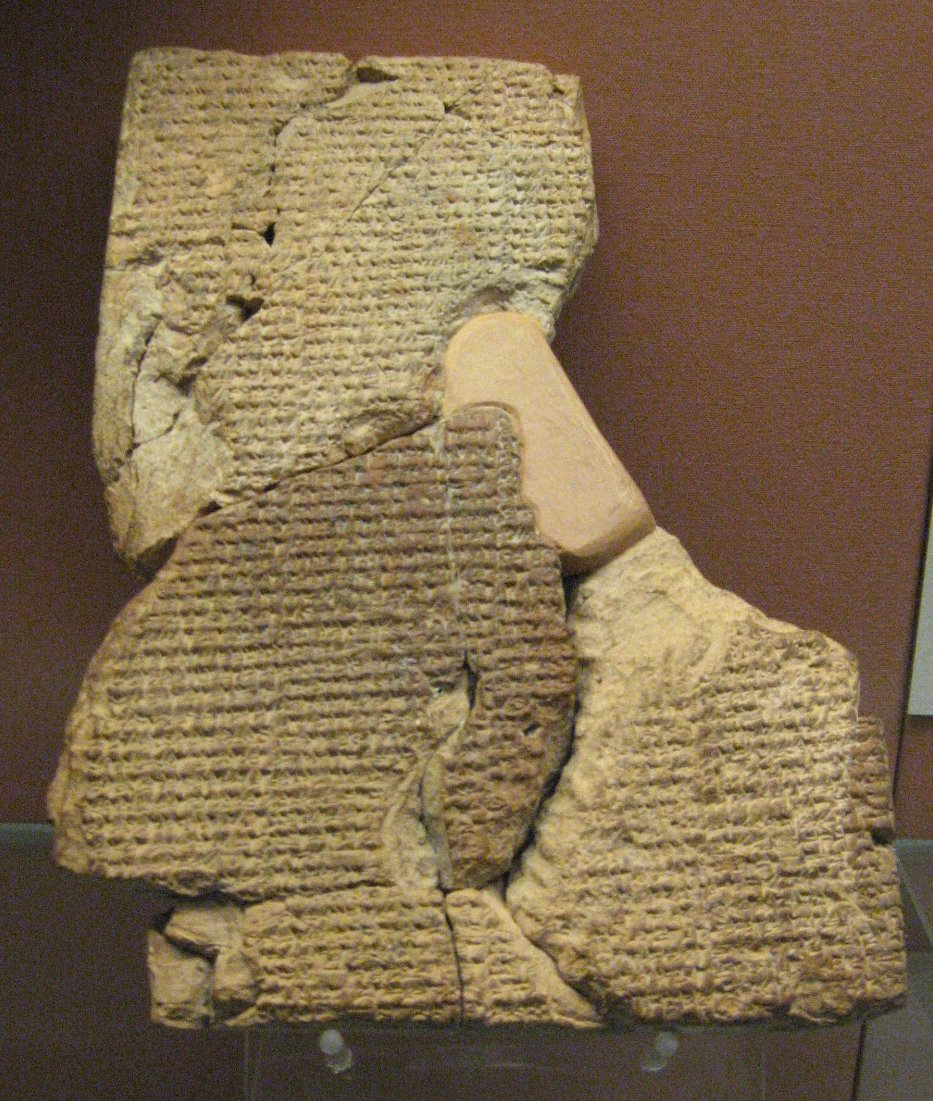
Primera tablilla del Poema del diluvio universal (Epopeya de Atrahasis) (British Museum).

Las obras exhumadas en los sitios asirios fueron producidas principalmente por un grupo de personas que se puede llamar «letrados» (o alfabetizados, eruditos o sabios). Se trata de personas que habrían recibido una formación básica de escriba (ṭupšarru) para dominar el cuneiforme y sus diferentes lenguas, completada a continuación con la realización de estudios adicionales que podrían incluir una especialización particular. En concreto, esos especialistas llegaban todos del mundo de los sacerdotes de los templos, donde probablemente recibieron una buena parte de su educación superior, que también podría ser proporcionada en las dependencias del palacio. Los «letrados» asirios se convirtieron así en especialistas en hepatoscopia (barû), en astrólogos (ṭupšar enūma anu enlil), en lamentantes (kalû), en exorcistas (āšipu) o incluso en especialistas en medicina (asû).
Los que se conocen mejor se desempeñaron en el entorno real, en el que se encargaban de la interpretación para los soberanos de las fuerzas sobrenaturales y de las voluntades divinas que presidían el destino del reino, y a los que protegían por procesos mágicos. Los letrados disponían de fondos de textos que se podrían considerar como «bibliotecas». Se pueden distinguir varios tipos de estos corpus de textos:
- las bibliotecas de palacio representadas en Asiria por la «Biblioteca de Asurbanipal» de Nínive,[234] en realidad compuesta de tres fondos distintos, de los cuales dos estaban realmente situados en un palacio, y que había empezado a ser constituida antes del reinado al que se atribuye normalmente, aunque Asurbanipal jugó un papel decisivo en engrandecerla organizando la confiscación o la copia de numerosas tablillas contenidas en otras bibliotecas de Mesopotamia;

- las bibliotecas de los templos, constituidas en los templos del dios de la sabiduría, Nabu, donde se encontraron numerosas tablillas que formarían un depósito votivo al dios mismo, incluso si no tenían un papel real de biblioteca, y de las cuales se conoce un caso en Kalkhu[235]  y otro en Nínive (incluida en la Biblioteca de Asurbanipal);[236]

- las bibliotecas «privadas» encontradas en las residencias de los sacerdotes, que tal vez se puedan considerar más como colecciones de manuscritos,[237] y de las que se sabe de algunos ejemplos en Aššur con las tablillas del exorcista Kisir-Assur, y en Sultantepe (en la región del Khabur cerca de Harran) en la residencia del sacerdote Qurdi-Nergal.[238]

#### El contenido de las obrasliterarias
Los textos de las bibliotecas constituyen una fuente esencial del actual conocimiento sobre las prácticas científicas y religiosas de la antigua Mesopotamia. Los textos técnicos para el uso de especialistas estaban divididos en dos grandes categorías: las listas lexicales —obras lexicográficas que podían tomar el aspecto de los diccionarios bilingües o trilingües— y las colecciones constituidas por párrafos que servían tanto para la medicina y el exorcismo, como para la adivinación o el derecho. En la segunda categoría, destacan las compilaciones de presagios adivinatorios (alrededor de una cuarta parte de los textos de la biblioteca de Asurbanipal), que servían tanto para la práctica de la hepatoscopia (tablillas de la serie llamada Bārûtu) como de la astrología (serie Enūma anu enlil), o incluso de la  oniromancia, los «manuales» de exorcismo, los textos que describían rituales, oraciones y cantos para entonar en las ceremonias por los sacerdotes-lamentadores, las colecciones medicinales, las observaciones astronómicas, los problemas matemáticos, etc. Por último, los textos literarios más famosos, como la Epopeya de Gilgamesh —descifrada por primera vez gracias a su versión de Nínive—, son solo una pequeña minoría del contenido de las bibliotecas de palacio o de los templos. Esto confirma el hecho de que esos fondos de textos se constituyeron con un propósito esencialmente religioso, especialmente para poder asegurar las relaciones entre el rey y el mundo divino gracias a un grupo de sacerdotes suficientemente bien formado para poder cumplir con esa tarea juzgada crucial para la supervivencia del reino.

Tablillas de la «Biblioteca de Asurbanipal» de Nínive, Museo Británico
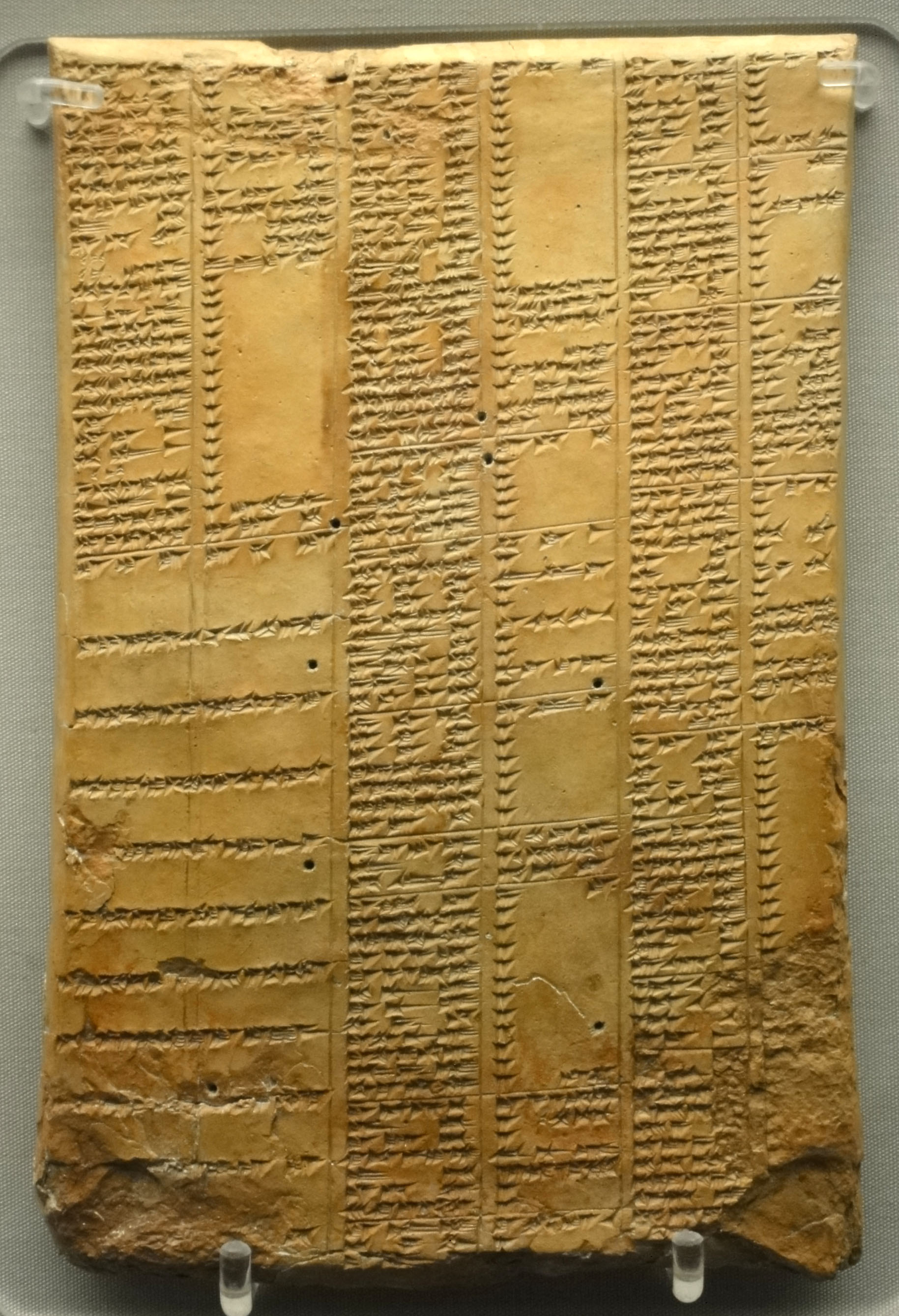
Lista lexical de sinónimos sumerio/acadio.
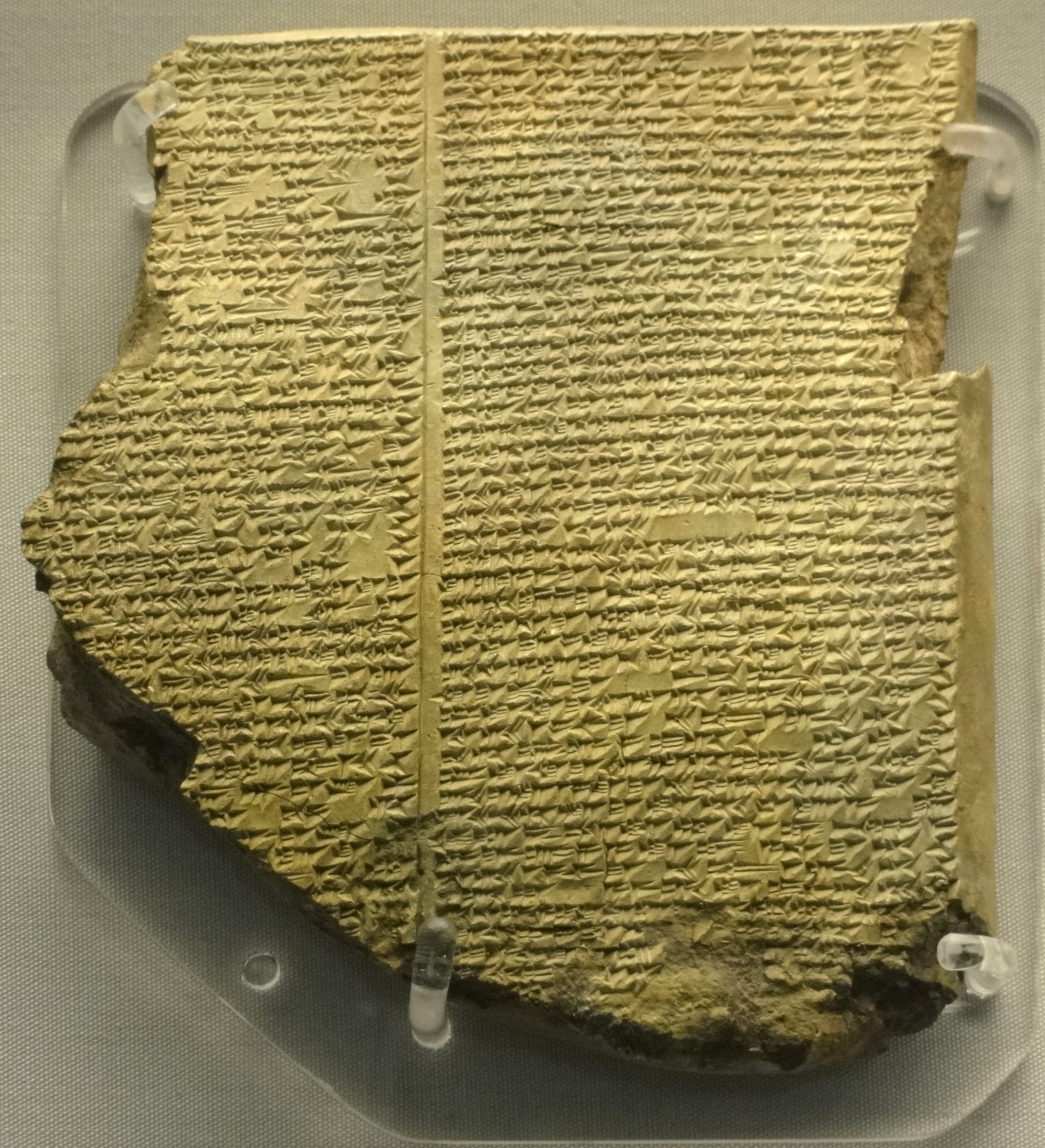
Tablilla que cuenta el mito del Diluvio universal  de la Epopeya de Gilgamesh (undécima tablilla de la versión de Nínive).
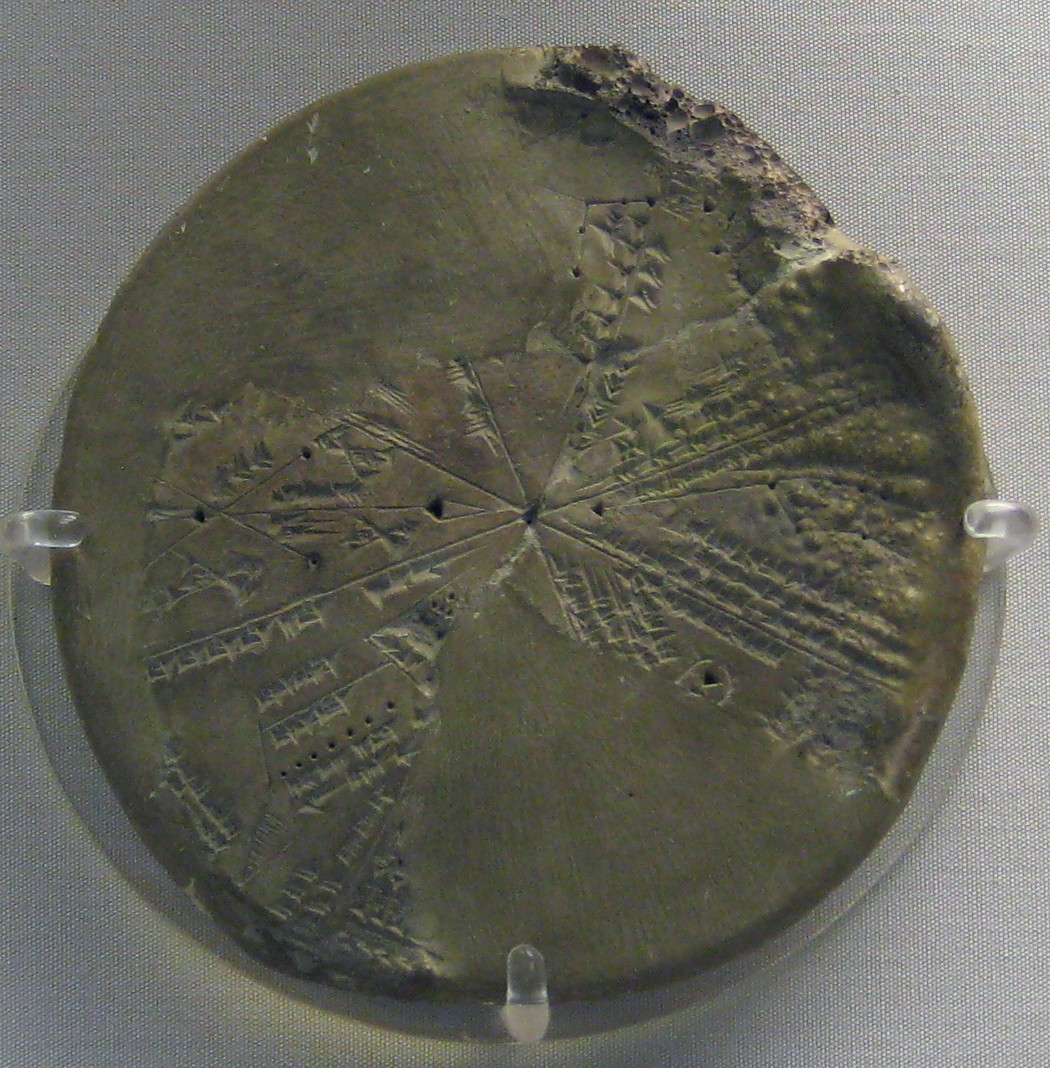
Tablilla circular que representa un planisferio celeste que indica la posición de las constelaciones observadas en la noche del 3 al 4 de enero de 650 alrededor de Nínive.

## Arte y urbanismo
Los asirios cultivaron la belleza de sus ciudades y dentro de ellas consiguieron que sus palacios estuvieran decorados y labrados con delicados y elegantes relieves. La azulejería de vidrio policromado tuvo una primordial calidad, así como las grandes esculturas. Pusieron así mismo mucho cuidado en la construcción de muebles que a menudo decoraban con marfiles.
El arte asirio (escultura, arquitectura, pintura y cerámica) se conoce a través de las excavaciones y posteriores estudios hechos en Nínive (Mossul) y otras ciudades del norte de Mesopotamia, que formaron parte de la civilización del pueblo asirio. Los arqueólogos que trabajaron en Mesopotamia estudiaron antes las antigüedades asirias que las babilónicas por razones de simple facilidad. Les era más sencillo acceder y seguir el rastro de las excavaciones de la ciudad de Nínive, donde se conservaban los cimientos en piedra casi intactos que en Babilonia, donde abundaba el adobe muy destruido por el paso de los siglos. Después de los estudios exhaustivos de los palacios, templos y trazados de las ciudades asirias fue más fácil para ellos seguir un plan practicado de antemano en ciudades mesopotámicas demolidas y casi totalmente destruidas.
Sargón II construyó al nordeste de Nínive su residencia llamada Dur-Sarrukín donde vivían 80 000 personas. La ciudad estuvo protegida por una muralla de cinco km de extensión a lo largo del río Tigris. Los palacios eran grandes edificios con triple entrada guardada por toros con cabeza humana, de alabastro. El frente estaba decorado con azulejos esmaltados en colores y los zócalos mostraban las hazañas guerreras o de caza. En cuanto a la representación de figuras de animales salvajes, los asirios demostraron ser unos verdaderos artistas.
Los verdaderos creadores del arte mesopotámico fueron los antiguos sumerios (pueblo del que tan solo se sabe que su origen no es ni semita (ni siquiera pertenecen a la macrofamilia afroasiática) ni tampoco indoeuropeo ni elamo-drávida (grupo, este último, al que pertenecían los elamitas, por ejemplo)), quienes poblaron estas tierras hacia el año 4000 a. C. El estilo de estas gentes fue asimilado después (desde el año 3000 al 1500 a. C.) por el pueblo semita de los acadios que también llegó a habitar esta región y se fundió con los habitantes anteriores y fue asimilado igualmente por los babilonios. Entre los siglos XI y VII a. C. el estilo sumerio adquiere pleno desarrollo con la civilización asiria y la neobabilónica.

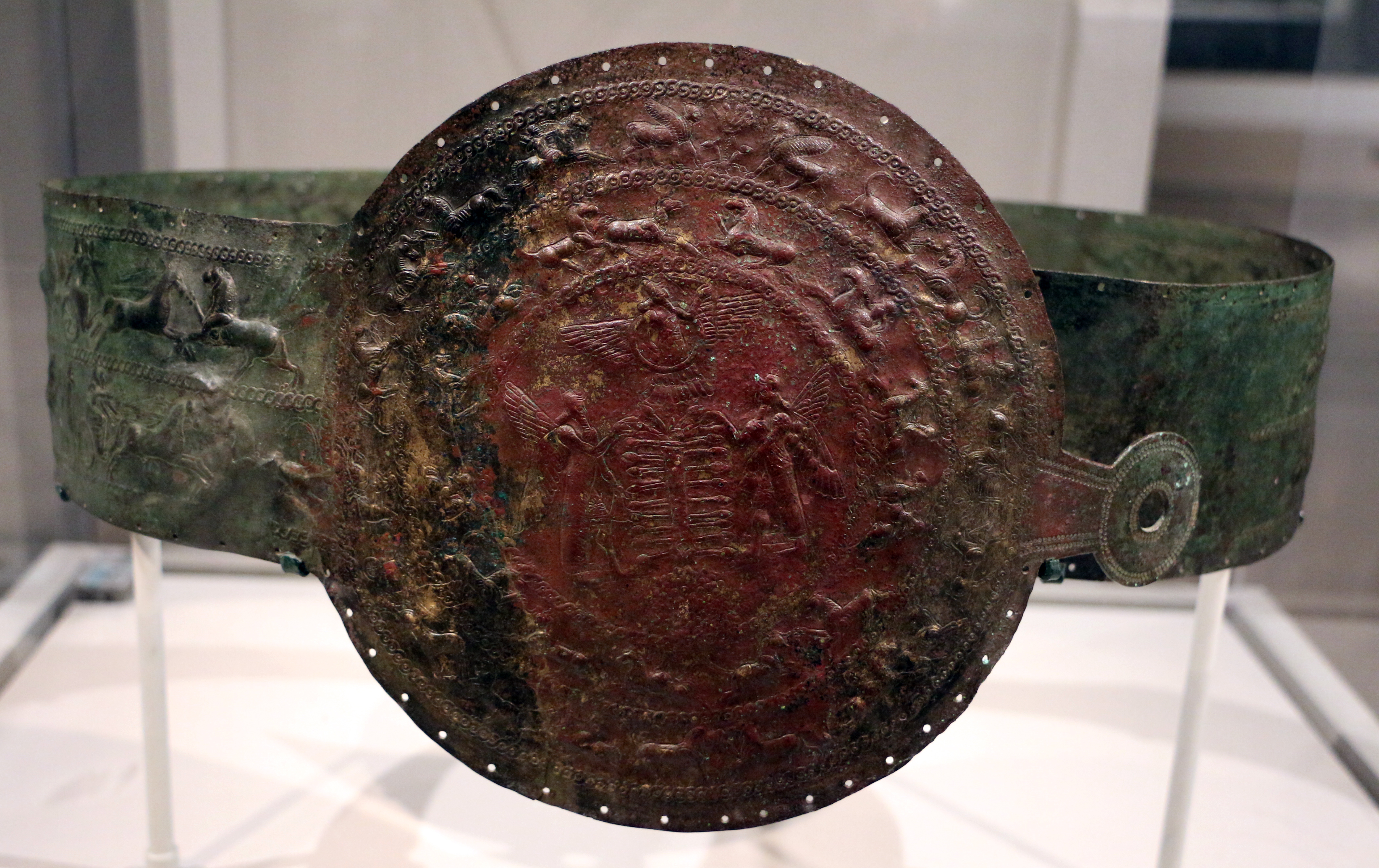
Cinturón ceremonial en bronce, decorado con grabado y repujado, periodo neoasirio. Detroit Institute of Arts.

En la encrucijada de influencias del sur y del norte de Mesopotamia, pero también de las procedentes de Siria o de Anatolia, el arte asirio ha conocido un periodo muy floreciente bajo el efecto del crecimiento del poder real durante el período neoasirio, que comenzó a patrocinar realizaciones cada vez más grandiosas en sus capitales, sobre todo para el palacio real y para los cortesanos que vivían allí. Debido a que estos fueron los lugares de poder que más se han excavado, nuestra visión del arte asirio es parcial e ignora el arte profano. Además, se conocen muy pocos logros artísticos de los períodos paleo y medioasirios porque solo el sitio de Aššur presenta una importante documentación arqueológica para este período, mientras que en Kültepe la cultura material de las residencias de los mercaderes asirios es del tipo anatolio, y solo sus sellos cilíndricos pueden caracterizarse como asirios. El arte asirio del que se puede hablar es, por lo tanto, el de un arte imperial, esencialmente al servicio del poder, marcado por las influencias cosmopolitas que se nutrieron de las tradiciones de las diferentes regiones del imperio de donde provendrían probablemente algunos de los artesanos con obras conocidas, cuando no serían sino simples importaciones de las elites asirias que desarrollaron el gusto por algunos productos exóticos como los marfiles sirio-fenicios.

#### Los relieves de los palacios asirios

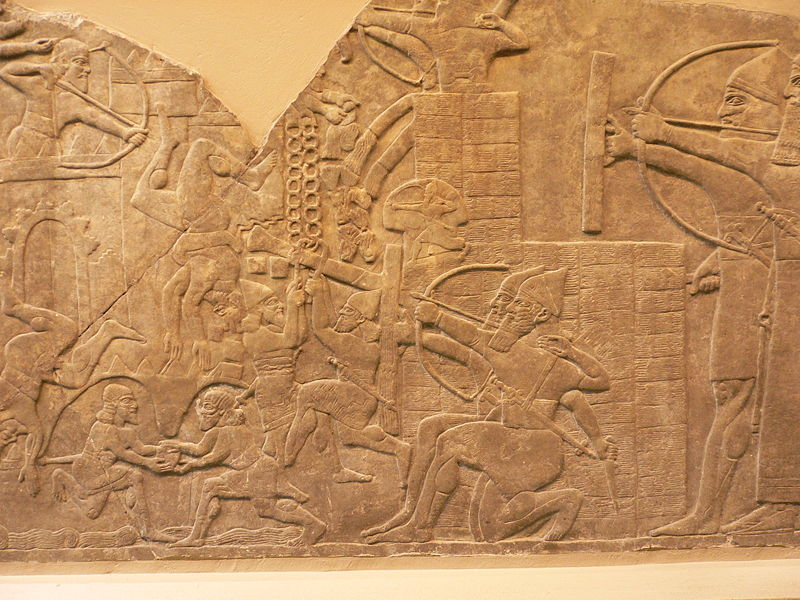
Escena de la toma de una ciudad fortificada por el ejército asirio, bajorrelieve de Nínive, Museo Británico.

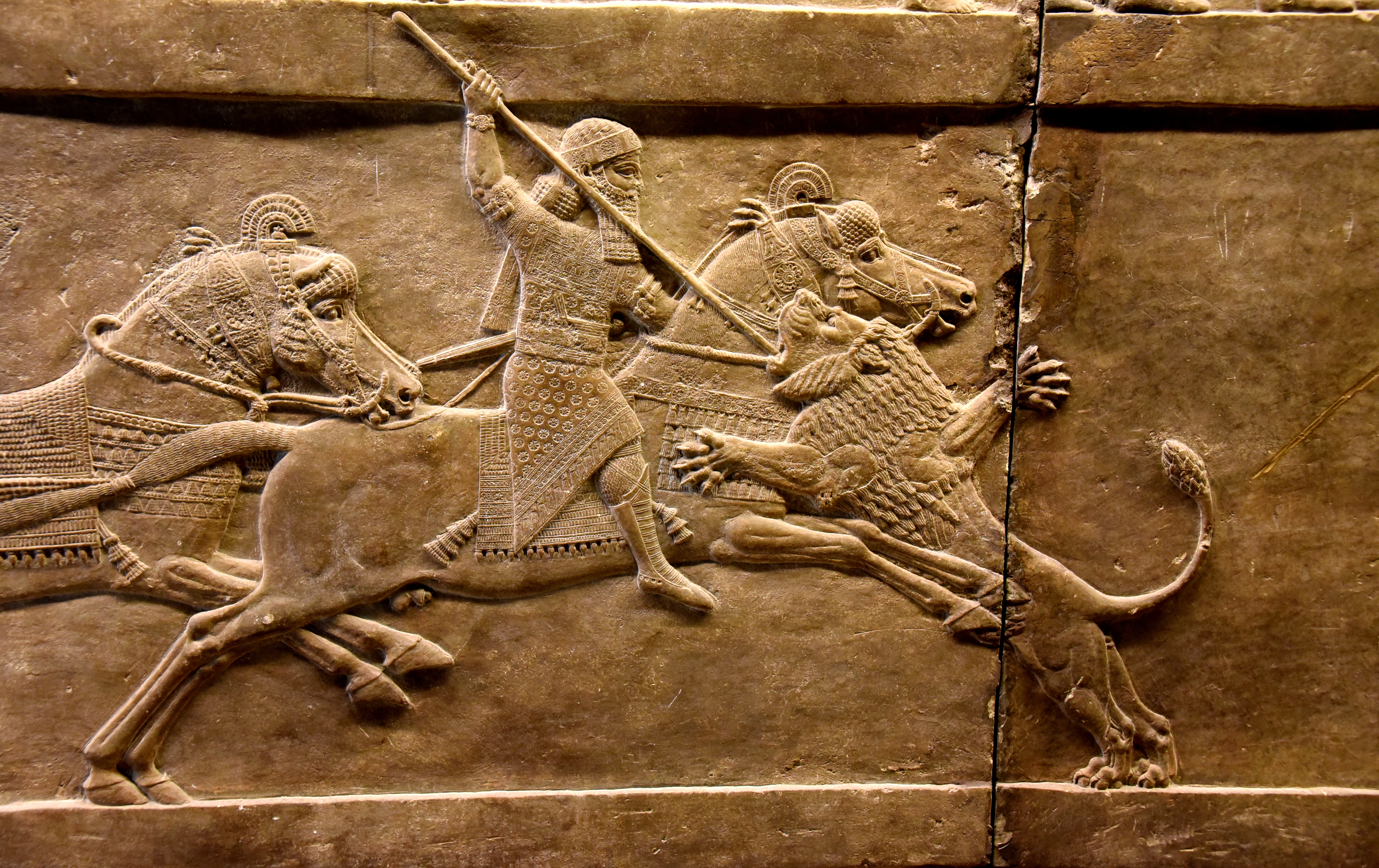
Asurbanipal a caballo clavando una lanza en la cabeza de un león. Bajorrelieve de alabastro del Palacio del Norte en Nínive, Museo Británico.

Los mayores logros arquitectónicos de los monarcas asirios fueron, con mucho, sus palacios reales, que servían como símbolo de su dominación, de pretensión universal. Los bajorrelieves que decoraban muchas salas, pasillos y patios de estos edificios derivan de la misma lógica. Se trata de decoraciones realizadas sobre placas calcáreas yesíferas o de mármol local (conocido como «de Mosul»), llamados «ortostatos» y fijados a la base de los muros construidos con ladrillos de arcilla. Probablemente tuvieron su origen en los bajorrelieves de los palacios sirios del milenio ii a. C. o incluso en los realizadas en los reinos del sureste de Anatolia en el comienzo del milenio ii a. C., ejemplo de la capacidad de Asiria de captar las tradiciones de los países a los que sometía, sin dejar por ello de tener motivos iconográficos de origen mesopotámico. Los bajorrelieves asirios más antiguos conocidos son los del palacio noroccidental de Assurnasirpal II en Kalkhu (Nimrud), de mediados del siglo IX a. C. Su apogeo se encuentra entre el final de los siglos VIII y VII a. C. en el palacio de Sargón II en Dur-Sharrukin (Jorsabad) y los de Senaquerib y de Asurbanipal en Nínive.
Los temas de estos bajorrelieves son ante todo los destacados logros militares del rey que los encargó, al igual que hacen por escrito los Anales reales, un género literario que se desarrolla en paralelo. Esto servía tanto para conmemorar la gloria del rey y para preservar su memoria, como también para despertar el temor de los embajadores extranjeros que llegaban a visitar el palacio.
Assurnasirpal II hizo así realizar bajorrelieves conmemorativos de sus victorias en Siria en su sala del trono, mientras que desde Sargón II cada sala del palacio conmemoraba una campaña completa, una práctica que se refleja en el palacio de Nínive, con ejemplos espectaculares del asedio de Laquis por Senaquerib (sala n.º xxxvi del «palacio suroeste») y de la campaña de Elam de Asurbanipal (sala n.º xxxiii del mismo edificio). Las leyendas escritas completan estas representaciones. Los temas evolucionaron también, lo que refleja una cierta inventiva por parte de los artistas, ya que retomaban los temas de textos e imágenes de glorificación real existentes desde hacía milenios en Mesopotamia. Así, en los palacios de Nínive, Senaquerib hizo representar la escultura y el encaminamiento de los toros androcéfalos alados desde su palacio, en conmemoración de su trabajo como constructor. Los bajorrelieves de su reinado prestan especial atención a los paisajes. Por su parte, Asurbanipal hizo representar un ciclo de esculturas sobre las cacerías durante las cuales él vencía en especial a leones, simbolizando su papel como rey que dominaba las fuerzas de la naturaleza salvaje portadoras del caos. Aunque los bajorrelieves aún representan siempre a los personajes de perfil, los artistas podían usar recursos como las líneas oblicuas que dinamizaban el ataque contra Lakish o los muchos vacíos que muestran la libertad espacial de los animales durante las cacerías de Asurbanipal.

Bajorrelieves de los palacios reales neoasirios
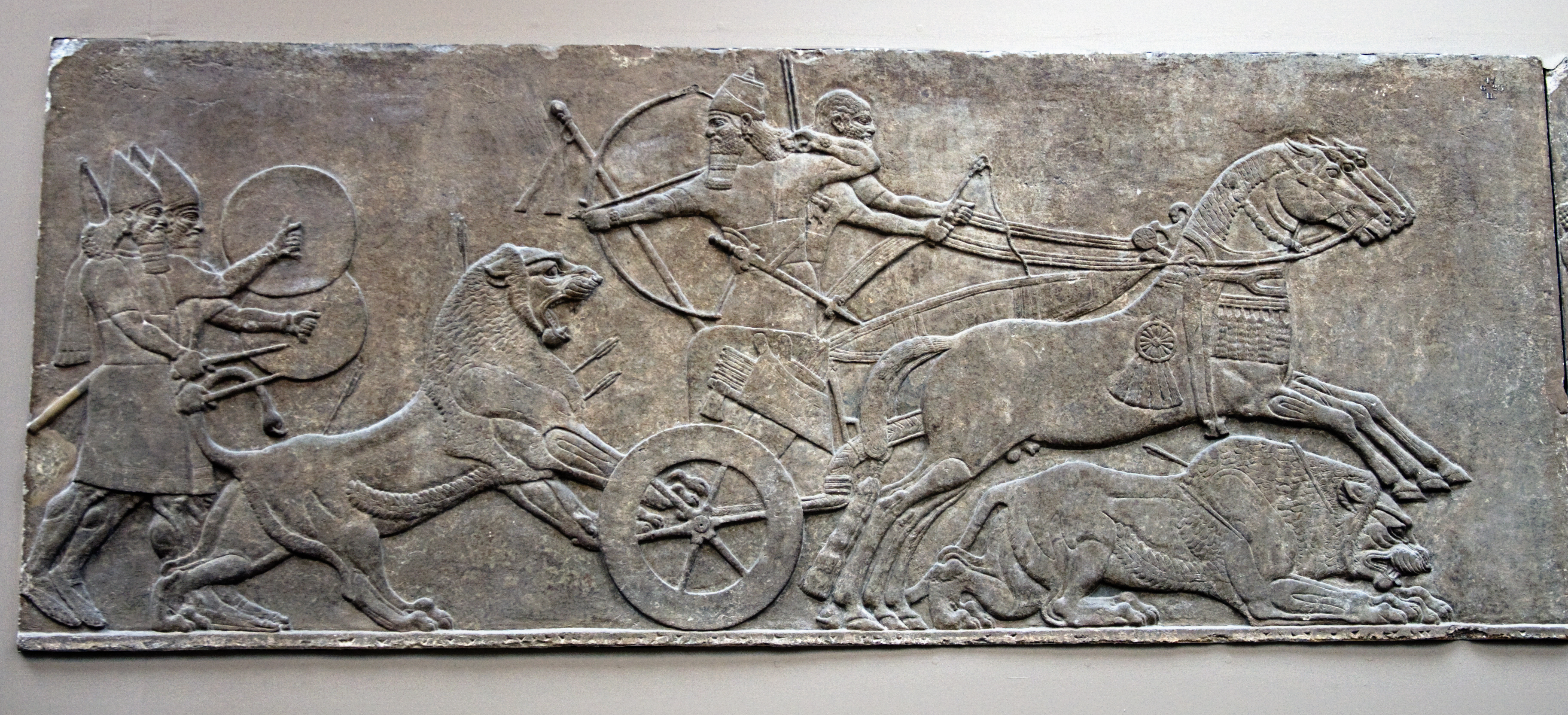
Escena de caza de leones del rey Assurnasirpal II, palacio noroeste de Kalkhu, Museo Británico.
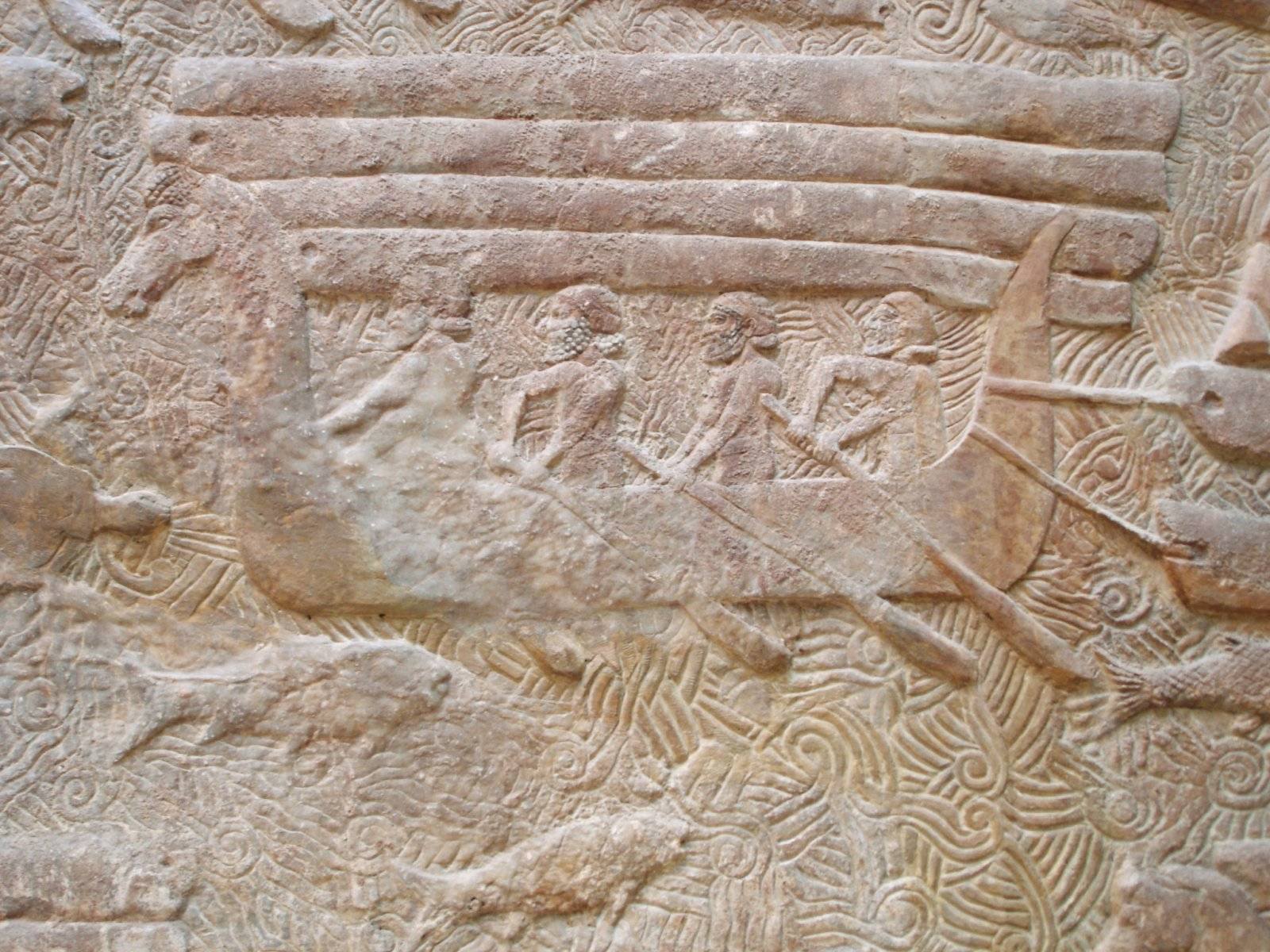
Barco que transporta cedros del Líbano, detalle de un bajorrelieve del palacio de Sargón II en Dur-Sharrukin, Museo del Louvre.
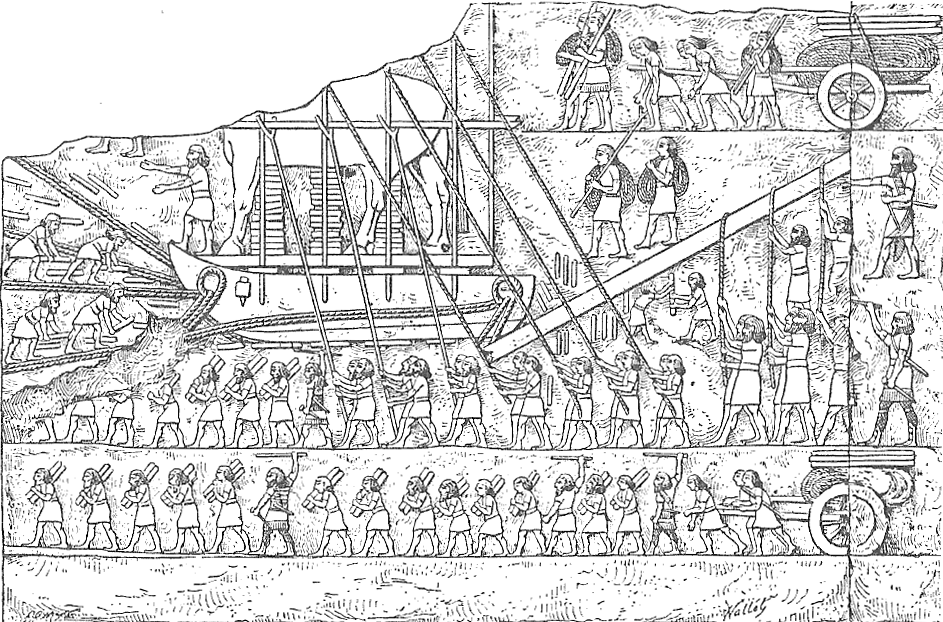
Transporte de toros androcefalos alados hacia el palacio de Nínive, copia de un bajorrelieve del palacio suroccidental de la misma ciudad, reinado de Senaquerib.

Otra parte de los bajorrelieves de los palacios asirios tenía una función sagrada y religiosa además de la arquitectónica; así, las representaciones de los genios protectores, en primer lugar los toros y los leones androcéfalos alados colocados en las puertas de varias salas de los palacios, y que también tenían la función arquitectónica de sostener la bóveda que sobresalía por encima de la puerta. Llamados lamassu o šêdu, son las esculturas colosales más impresionantes de los palacios asirios. Su cabeza está hecha en bulto redondo, mientras que el resto de su cuerpo estaba en alto relieve. Los otros personajes protectores esculpidos de los palacios asirios eran los genios alados en bajorrelieves, los apkallu, generalmente con cabeza humana pero a veces con cabeza de ave y portando objetos sagrados.

Genios protectores de los palacios neoasirios
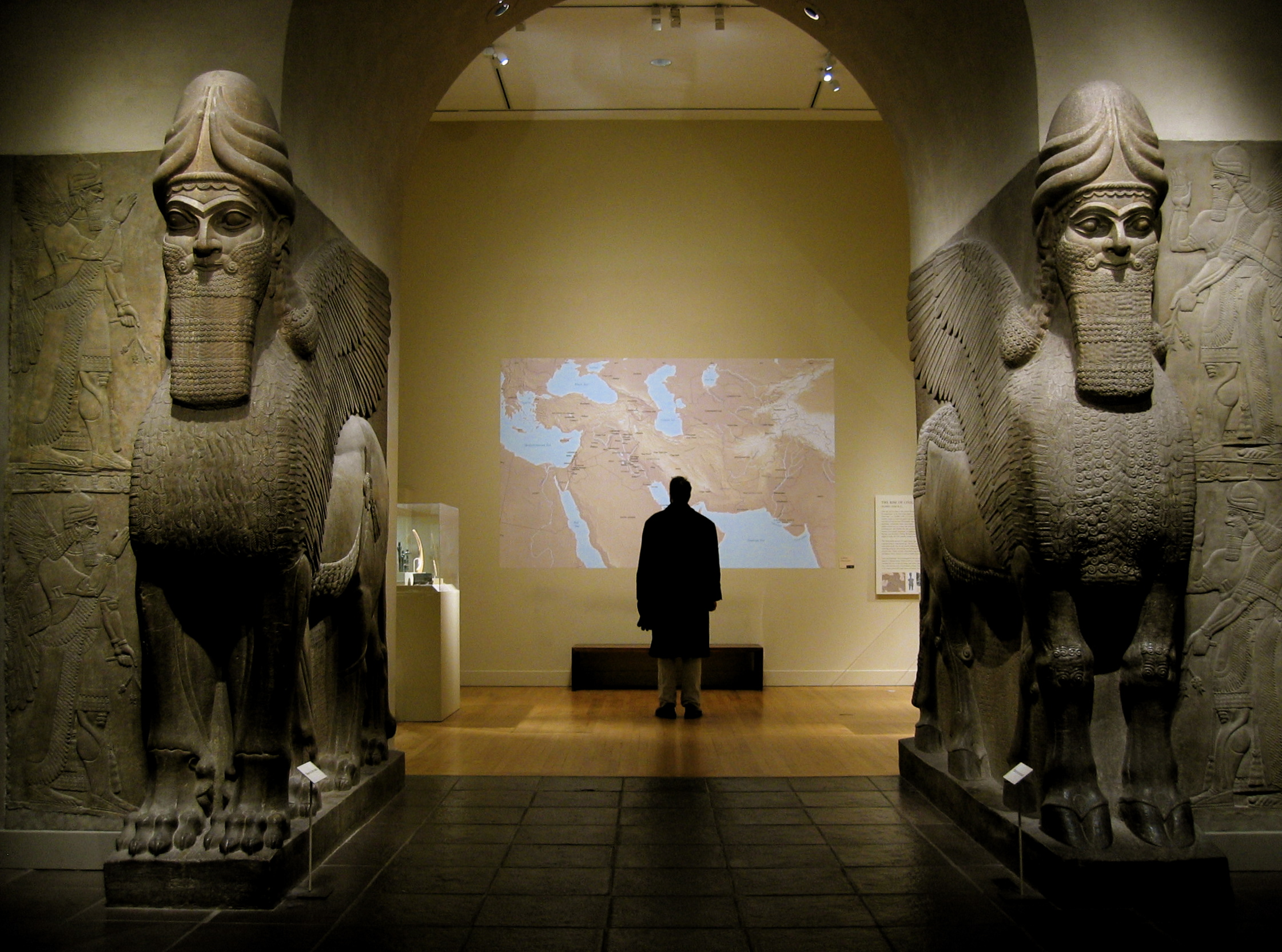
Toros androcéfalos alados procedentes de una puerta del palacio de Kalkhu, Museo Metropolitano de Arte.
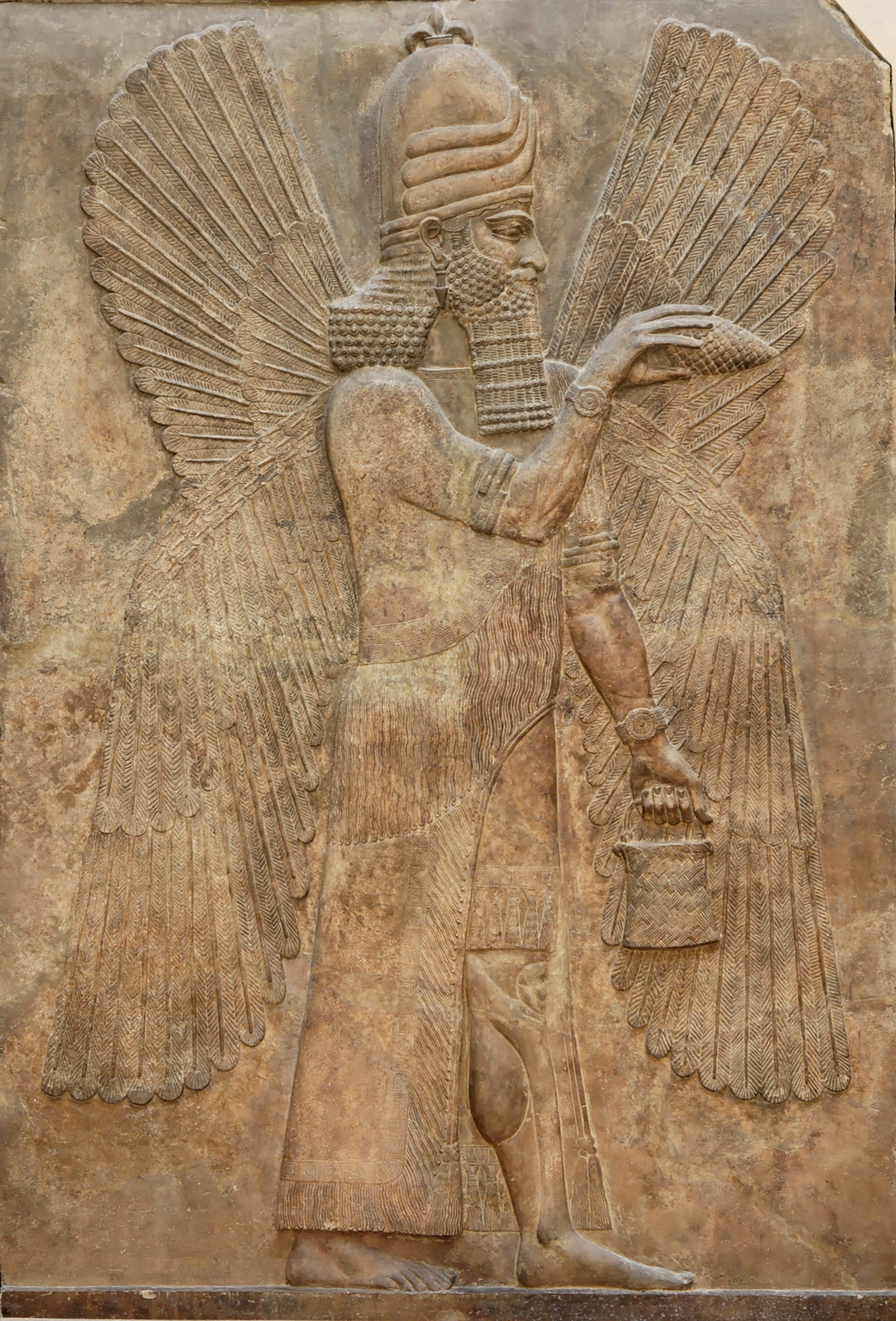
Genio protector alado, palacio de Dur-Sharrukin, Museo del Louvre.
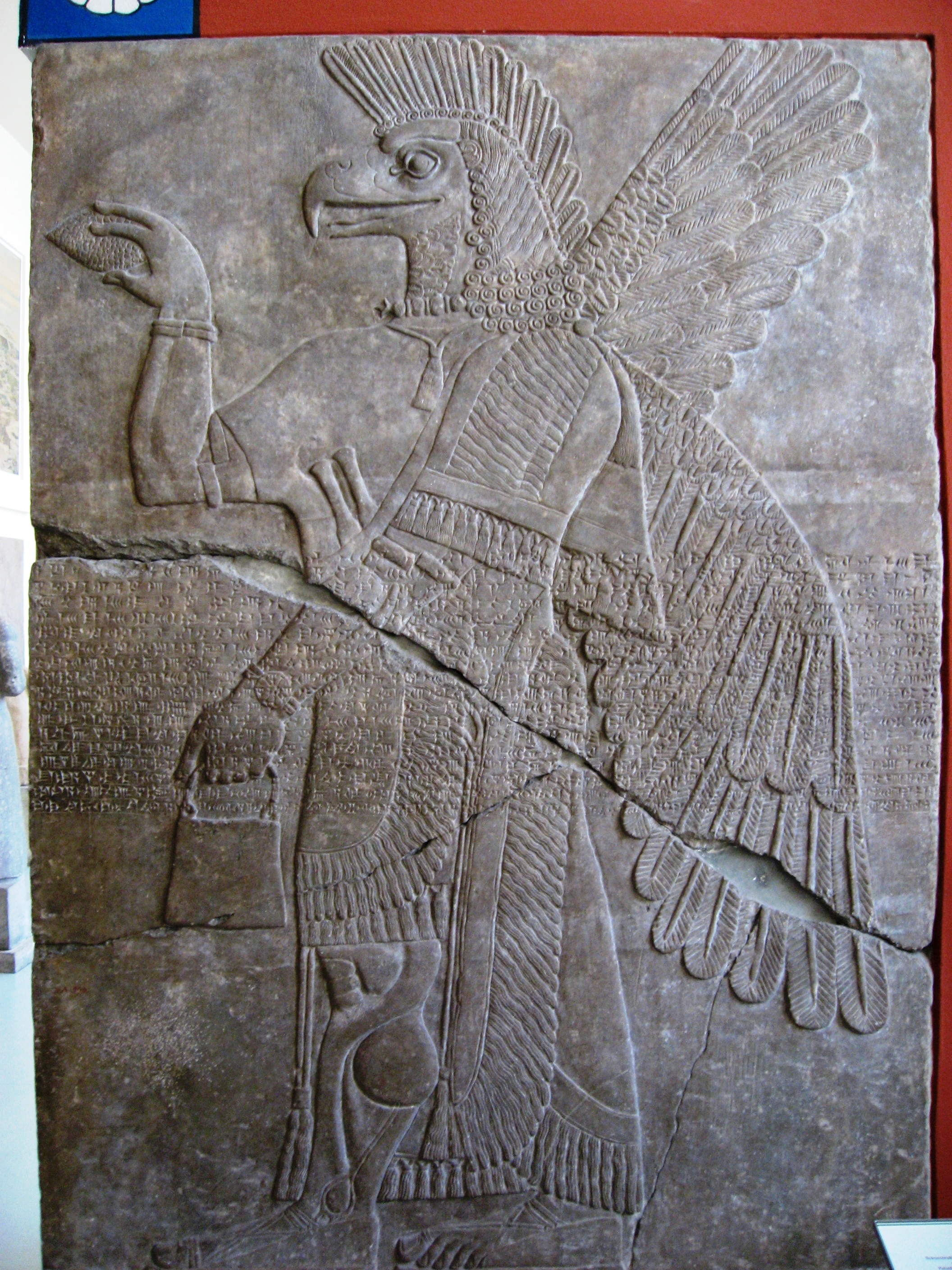
Genio protector alado con cabeza de pájaro, Museo de Pérgamo.
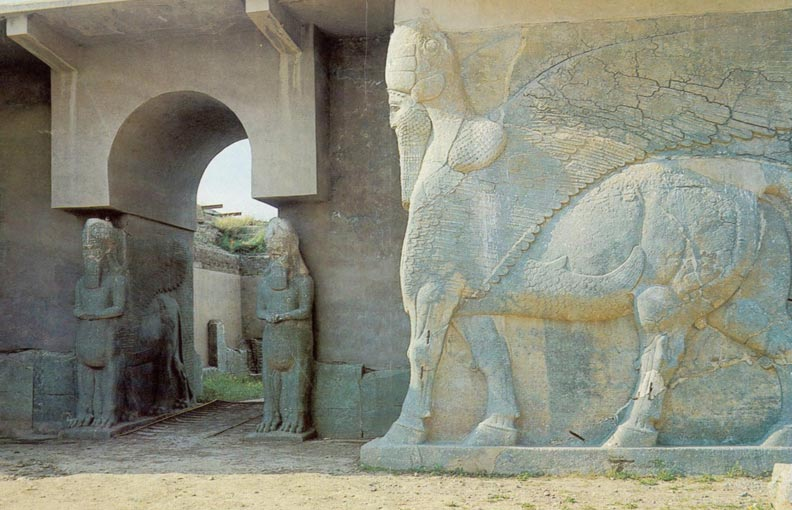
Toros androcéfalos en el Palacio del Noroeste de Ashurnasirpal

#### Otras formas de escultura
Otras esculturas de piedra habían sido encargadas por los gobernantes asirios. Los inicios del arte del bajorrelieve asirio son perceptibles en algunas obras medioasirias, entre ellas un altar de alabastro en el que está esculpido el rey Tukulti-Ninurta I frente a un altar similar al que se usa en la misma escena. El rey está representado en dos posiciones sucesivas, de pie y después de rodillas, sosteniendo un cetro y vestido con la túnica de flecos que todavía llevaban sus sucesores neoasirios. En el mismo periodo, un bajorrelieve descubierto en un pozo de Assur representa al dios Assur sosteniendo dos ramas de las que pastan cabras, entre dos divinidades que surgen de los floreros.
Muchas estelas representan a los reyes asirios y a menudo conmemoran sus victorias. También son conocidos algunos bajorrelieves rupestres, como los de Bavian en el Kurdistán que conmemoraban las obras hidráulicas realizadas por Senaquerib para la construcción de Nínive, los de Máltai que representan una procesión divina o incluso los de Nahr el-Kelb, en el Líbano, que se remontan al reinado de Asarhaddón. Estelas esculpidas también se llevaron a Asiria como el «obelisco negro» de Salmanasar III, de cuatro caras, en el que hay bajorrelieves conmemorativos de victorias militares, con temas idénticos a los bajorrelieves palaciegos.
Hay casos de esculturas asirias en bulto redondo, como las estatuas de Assurnasirpal II y Salmanasar III, que son casi de tamaño real. Los reyes están representados de una manera fija, inexpresiva, que simboliza más el cargo que el ser humano. Están vestidos con un atuendo de mangas cortas alrededor del cual está envuelto un chal con flecos, característico de los reyes asirios. El primero está en una posición de oración, el segundo tiene una apariencia más marcial, incluso aunque los atributos que lleva, incluidas las armas, se refieran a su papel como sumo sacerdote, como la masa de armas que simbolizan su función como vicario del dios Assur.

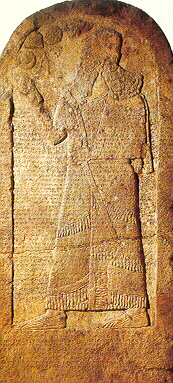
Estela proclamando la victoria del rey en la batalla de Qarqar (853), encontrada en Kurkh, Museo Británico.
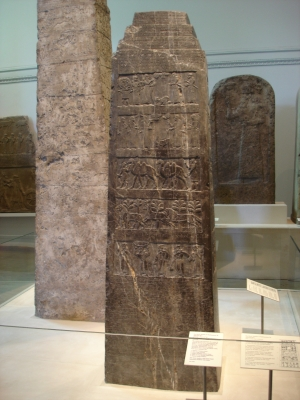
«Obelisco negro», monolito de piedra caliza negra esculpida encontrado en Kalkhu (Nimrud), Museo Británico.
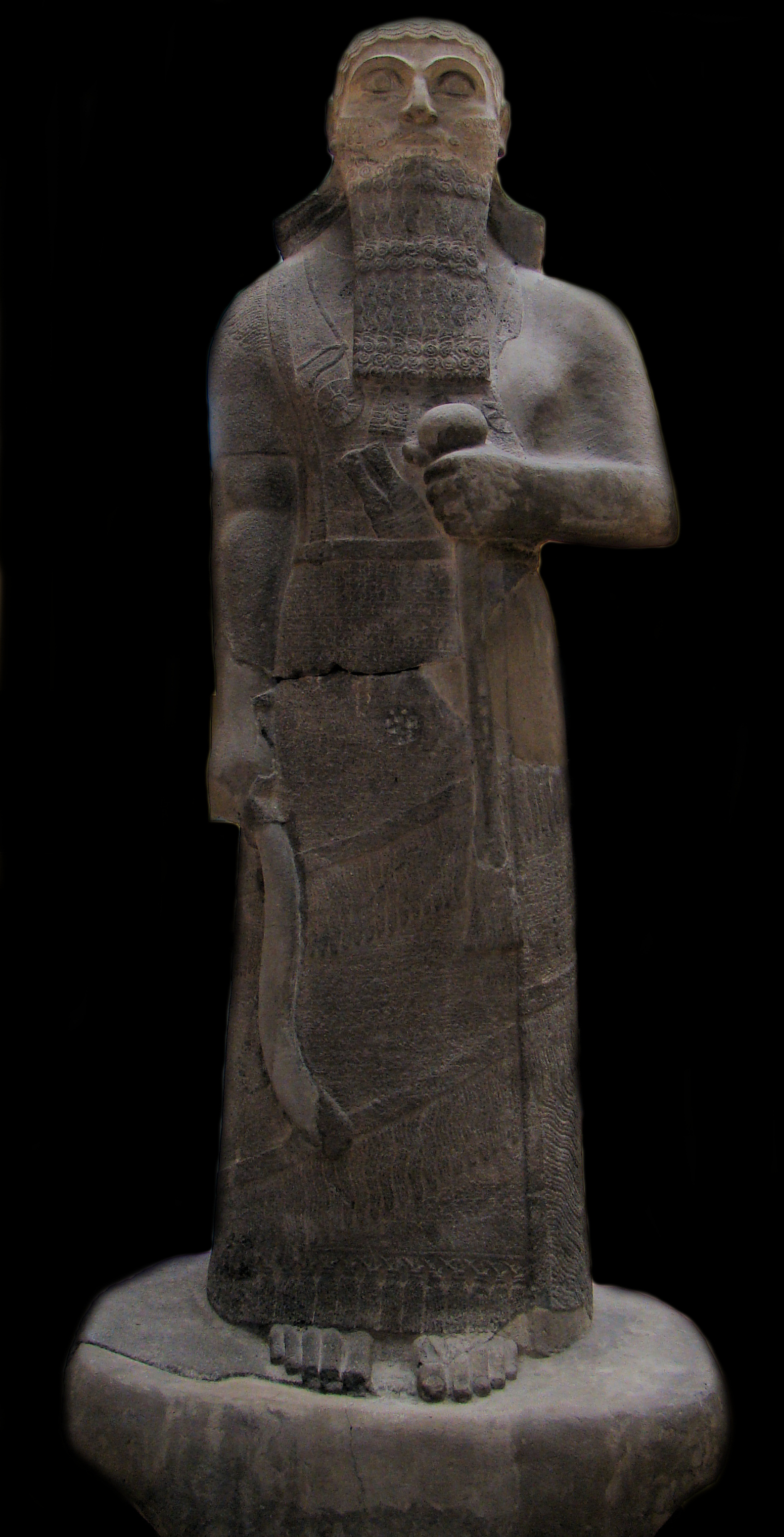
Estatua del rey proveniente de la ciudad de Aššur, Museo Arqueológico de Estambul.
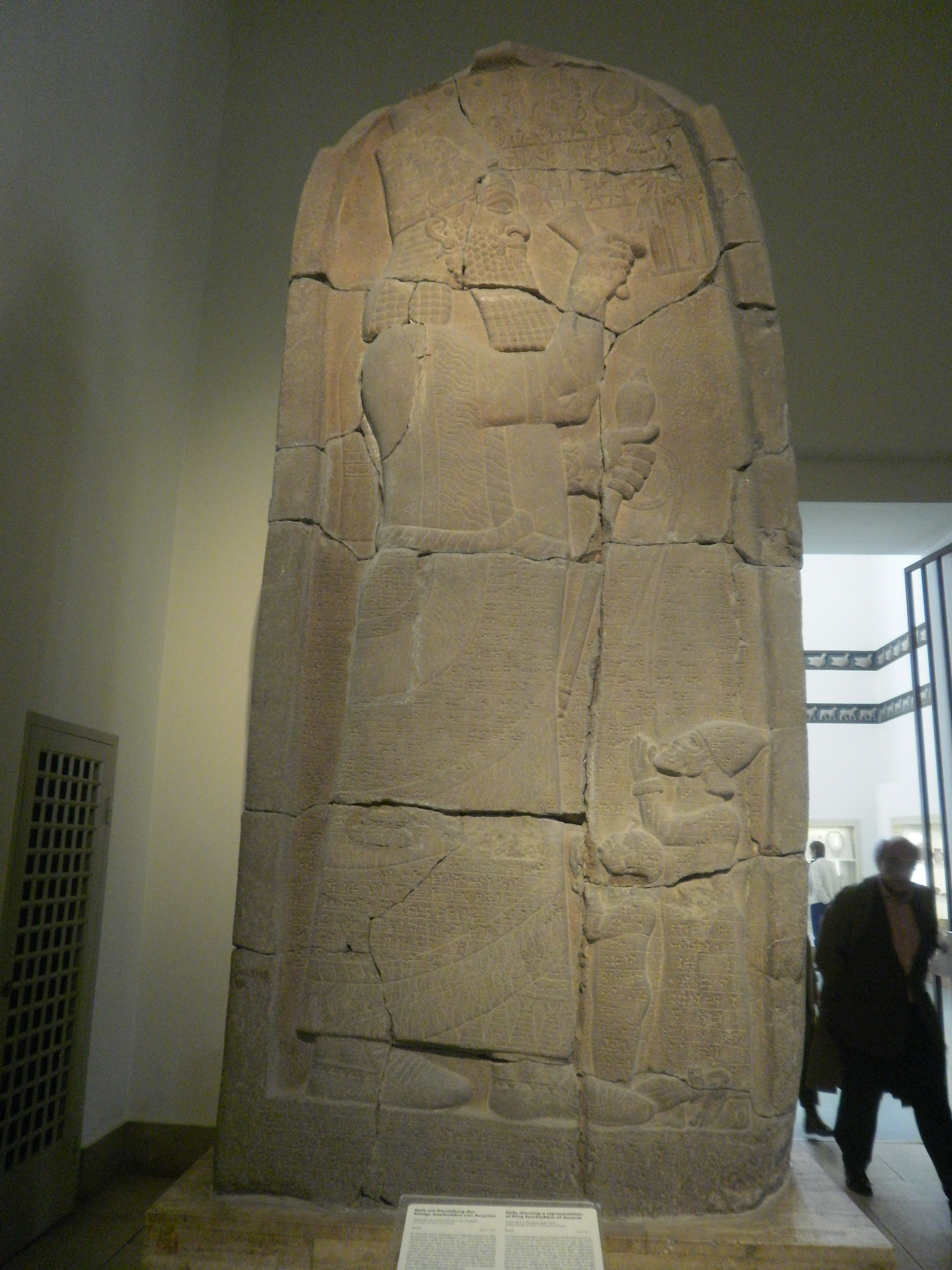
Estela que representa a Asarhaddón después de su victoria en Memphis, Museo de Pérgamo.

Al lado de la escultura en piedra, se sabe de un notable ejemplo de escultura de metal repujado con placas de bronce que fueron clavadas sobre una puerta del templo de Balawat (la antigua Imgur-Enlil) y que están datadas de los reinados de Assurnasirpal II y de Salmanasar III. Se trata de varias placas horizontales que representan cada una campaña militar diferente, acompañadas de una leyenda, siguiendo una disposición similar que comienza con la salida de las tropas del campamento, seguida de la batalla, la captura de la ciudad enemiga, la deportación de los vencidos y finalmente la celebración de la victoria con las ofrendas a los dioses y la erección de las estelas de victoria. Por lo tanto, nuevamente son temas similares a los que se encuentran en las paredes de los palacios reales.
Se conoce a través de varios relatos de construcción neoasirios que los palacios reales y templos estaban decorados con estatuas monumentales en metal (cobre, bronce especialmente) como grandes columnas o incluso de toros y leones que pesaban cientos de toneladas. Pero ninguno se ha conservado. Por contra, son conocidas algunas esculturas de metal de pequeña talla destinadas a un contexto más personal, objetos de uso como protección, como la estatuilla del demonio protector Pazuzu, o la placa de conjuro contra los males del demonio Lamashtu, que datan del periodo neoasirio, o diversos amuletos con una función similar.

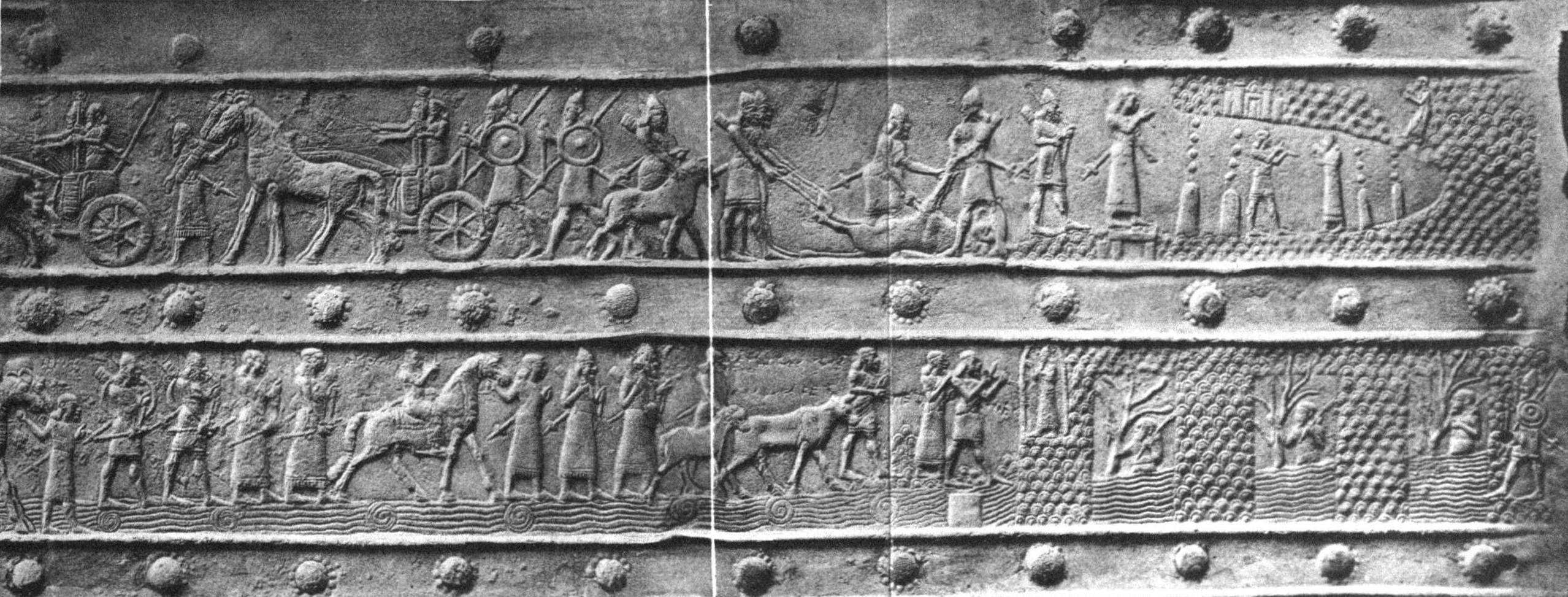
Placa de bronce esculpida de las puertas de Balawat, reinado de Salmanasar III.
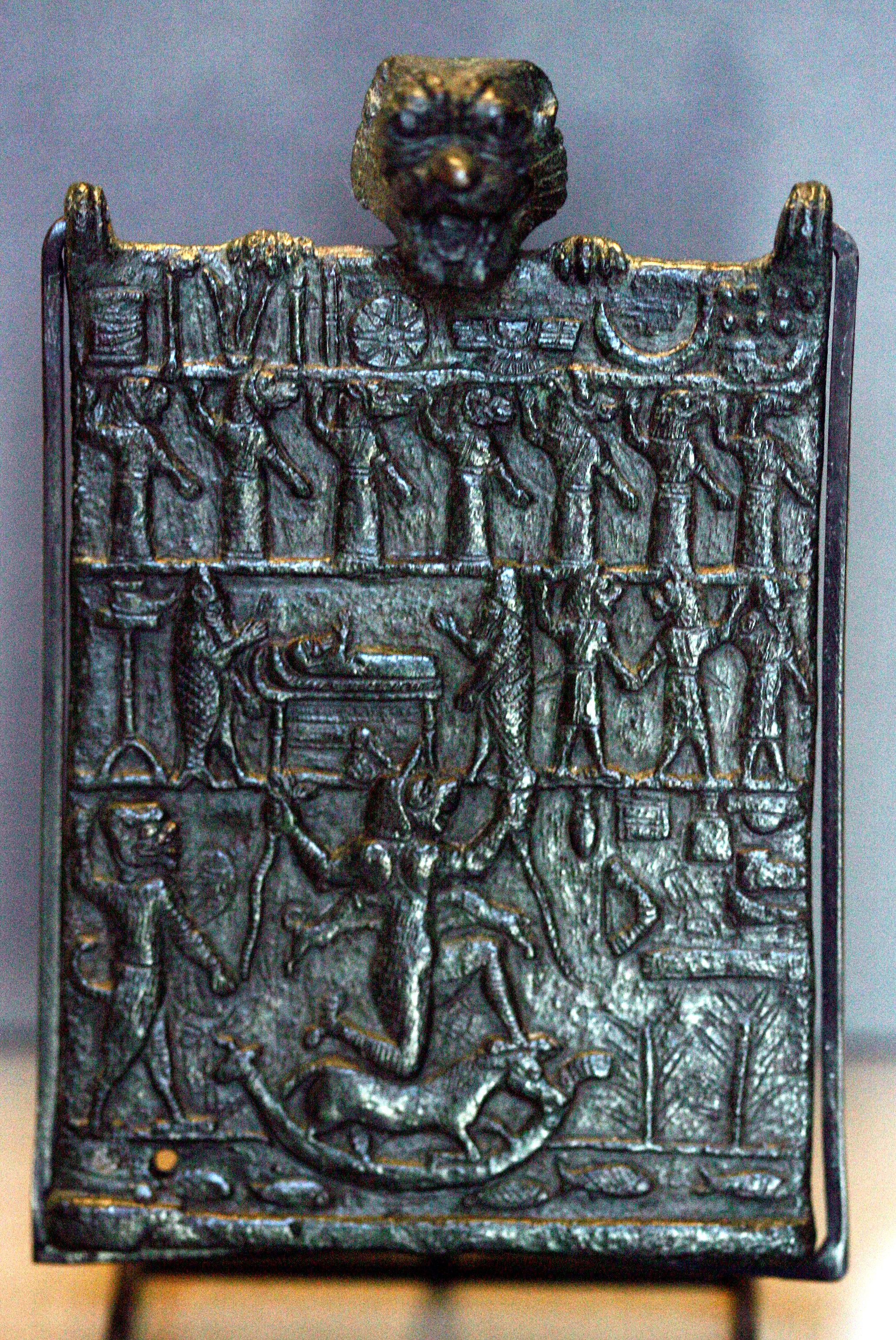
Placa de bronce de protección contra el demonio Lamashtu, Museo del Louvre.
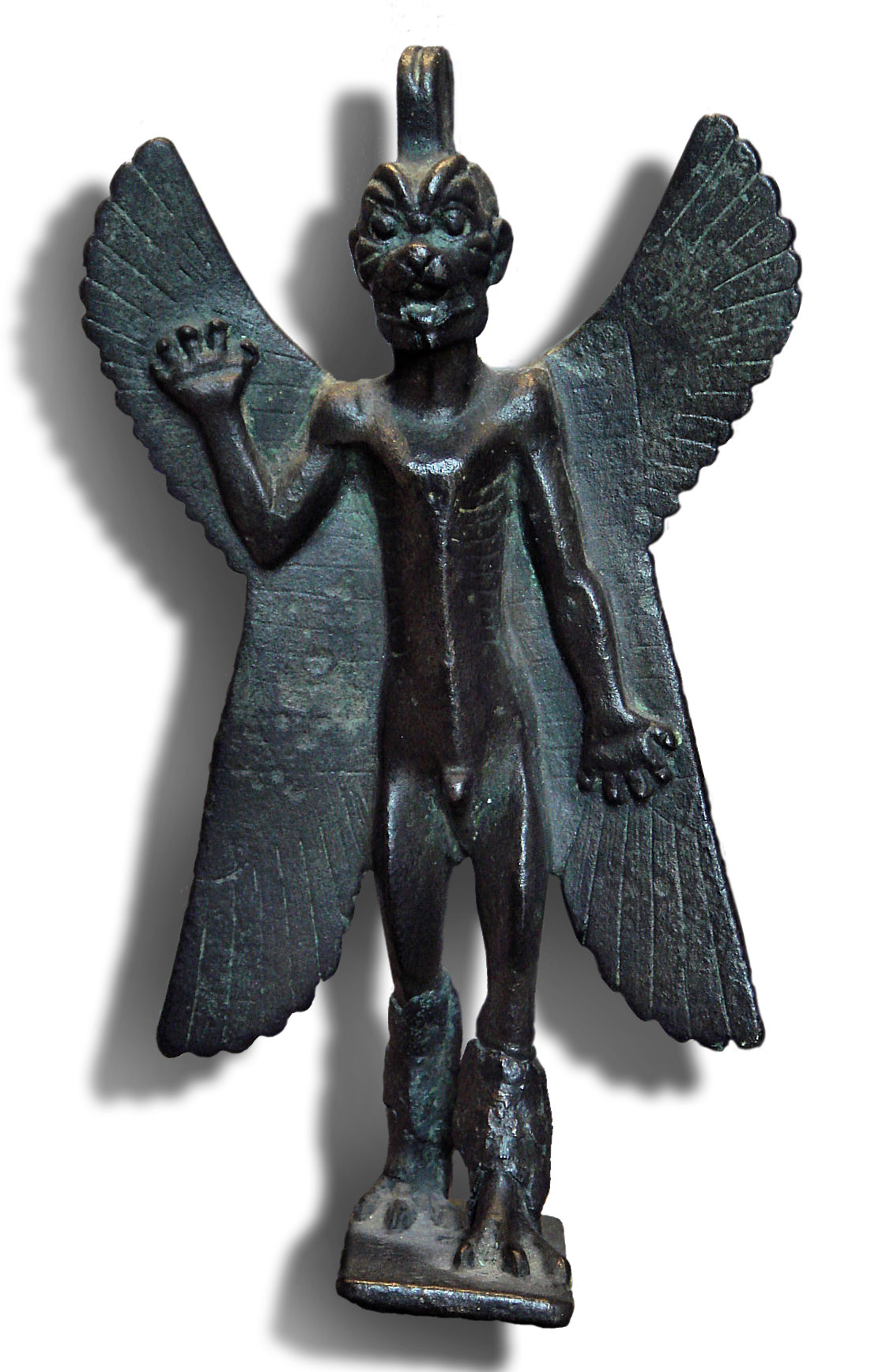
Estatuilla protectora en bronce del demonio Pazuzu, Museo del Louvre.

#### Pintura

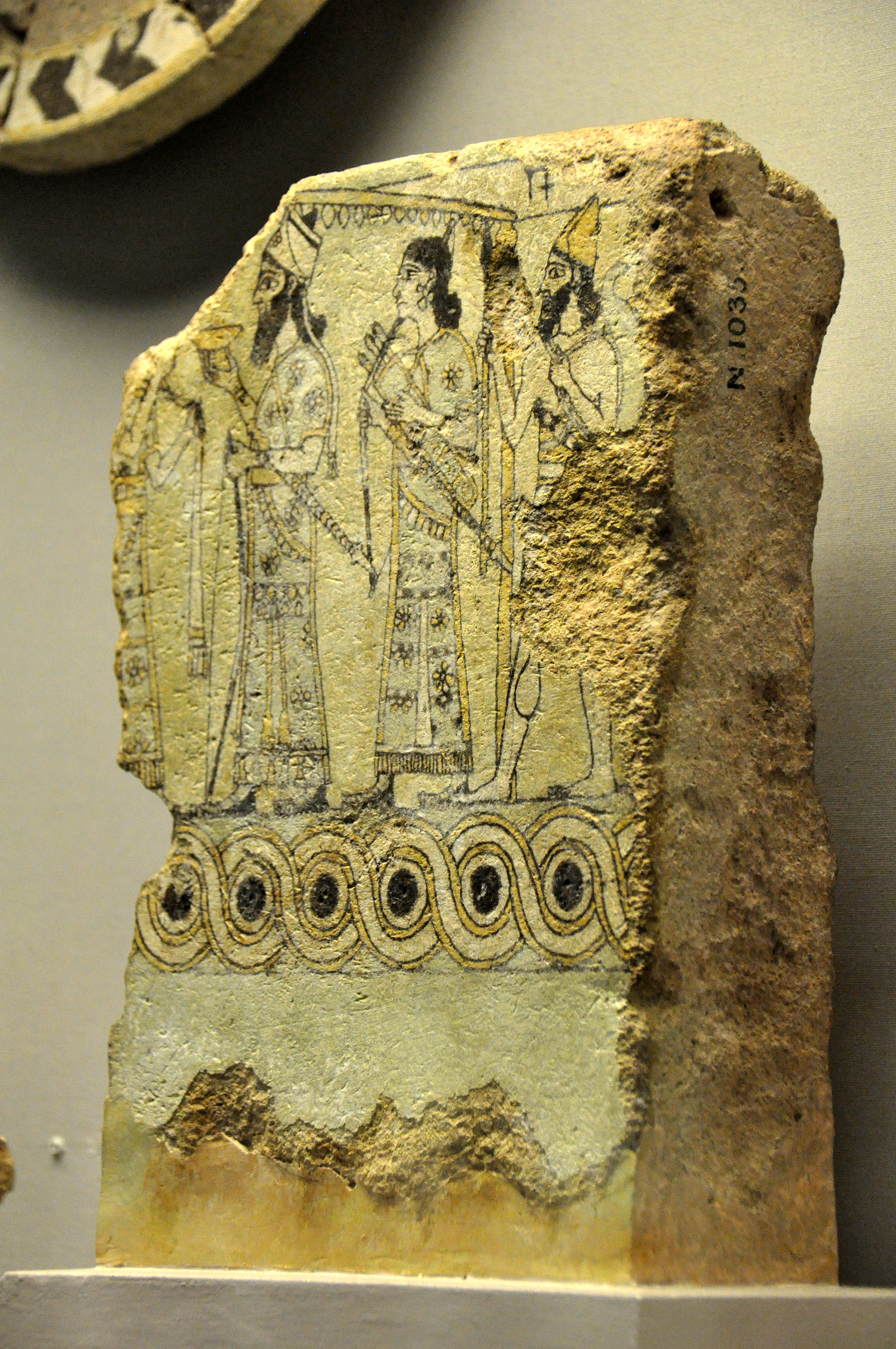
Fragmento de ladrillo vidriado en el que aparecen representados rey Assurnasirpal II y sus guerreros. Kalkhu, Museo Británico.

Los bajorrelieves de los palacios asirios estuvieron pintados, pero han perdido todos sus colores a lo largo de los siglos. Sin embargo, se han encontrado algunos ejemplos de muros pintados en yacimientos medioasirios (Kar-Tukulti-Ninurta) y especialmente neoasirios, como Aššur o Kalkhu. Pero la serie más impresionante de pinturas asirias se encontró en el palacio provincial de Til Barsip en la década de 1930. Fechadas en los siglos VIII-VII a. C., una gran parte se ha degradado y ha desaparecido, y solo se conocen a partir de las copias realizadas en el momento de su excavación. El estilo y el tema eran los mismos que los de los bajorrelieves de los grandes palacios reales: el friso más largo (de veintidós metros de largo), en los aposentos reales, representa una escena de audiencia presidida por el rey Tiglatpileser III frente al cual aparecen guerreros y dignatarios. También había frisos más pequeños con motivos geométricos o rosetas, palmetas, flores, a veces decoradas con animales o genios. Posiblemente se utilizó pintura para la decoración en vez de escultura sobre ortostatos por ser un sistema más barato de ornamentación.

#### Glíptica
Al igual que en otros períodos de la historia de la antigua Mesopotamia, los asirios usaron mayoritariamente el sello cilíndrico para sellar y autenticar las tablillas y otras piezas de arcilla colocadas en objetos o puertas. Muchos particulares lo tenían, incluso para el dios Assur mismo, cuyo sello estaba adherido a las tablillas del tratado de paz, recordando así su condición de verdadero rey de Asiria. Estos cilindros estaban tallados en diferentes tipos de piedra, y la decoración y las inscripciones grabadas en ellos podían transferirse una y otra vez a la arcilla. El repertorio iconográfico de estos sellos es variado. El surgimiento de un arte de la glíptica propiamente asirio se hizo en el periodo medioasirio bajo influencias llegadas de varios lugares. El estilo neoasirio es muy similar al de Babilonia del mismo período hasta el punto de ser difíciles de discernir. Pero los temas no necesariamente recuerdan los grabados en bajorrelieves de los palacios o de los objetos de marfil. Muchos sellos cilíndricos representan escenas de caza, dirigidas por un arquero triunfante sobre presas salvajes. Desde el período medioasirio, la glíptica de este país gustaba de representar animales salvajes o imaginarios luchando o en círculo, en un estilo muy animado, y, a veces con muchos detalles. Otros temas habituales eran de inspiración religiosa: hay escenas de culto rendido a una deidad, a veces sentada en un trono en la más pura tradición de Mesopotamia, pero también se encuentran escenas mitológicas que representan una lucha de la deidad, o incluso escenas de veneración de un árbol sagrado por genios similares a los de los bajorrelieves palaciegos.

Sellos cilíndricos de temas religiosos del periodo neoasirio con sus impresiones
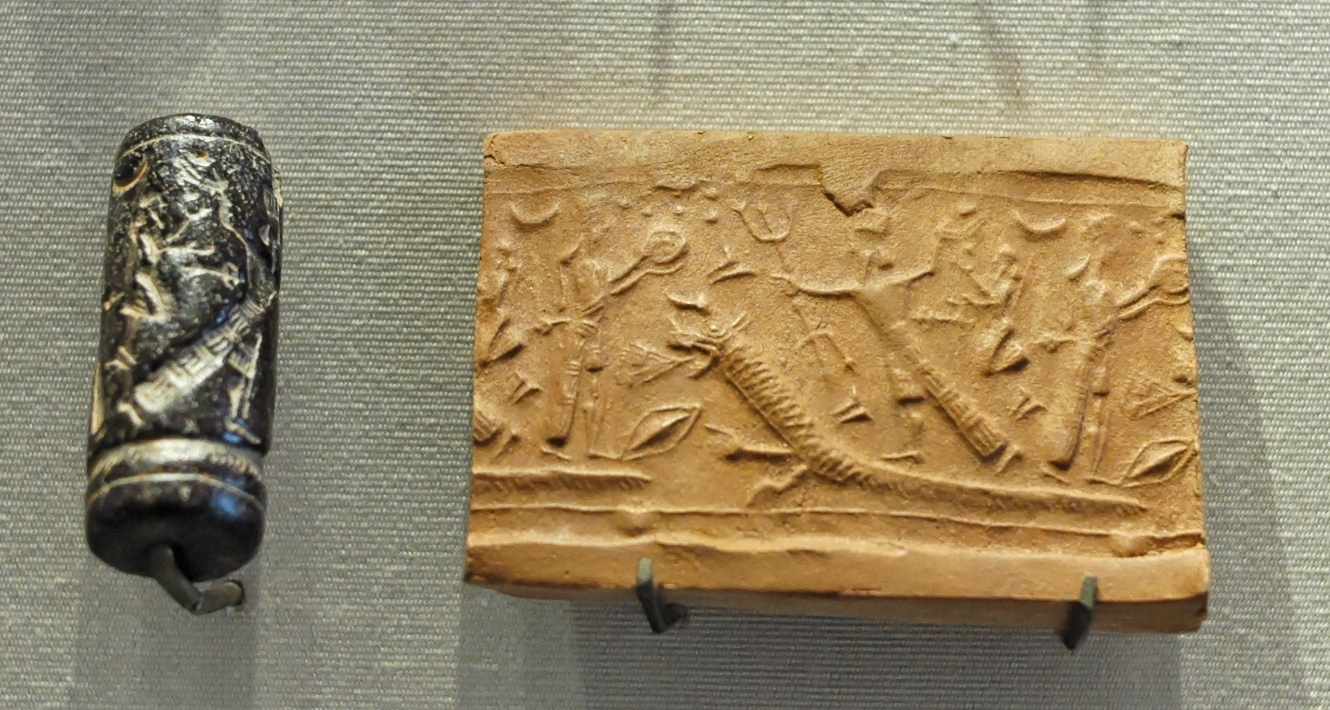
Combate mitológico: el dios Assur, atacando a un monstruo.
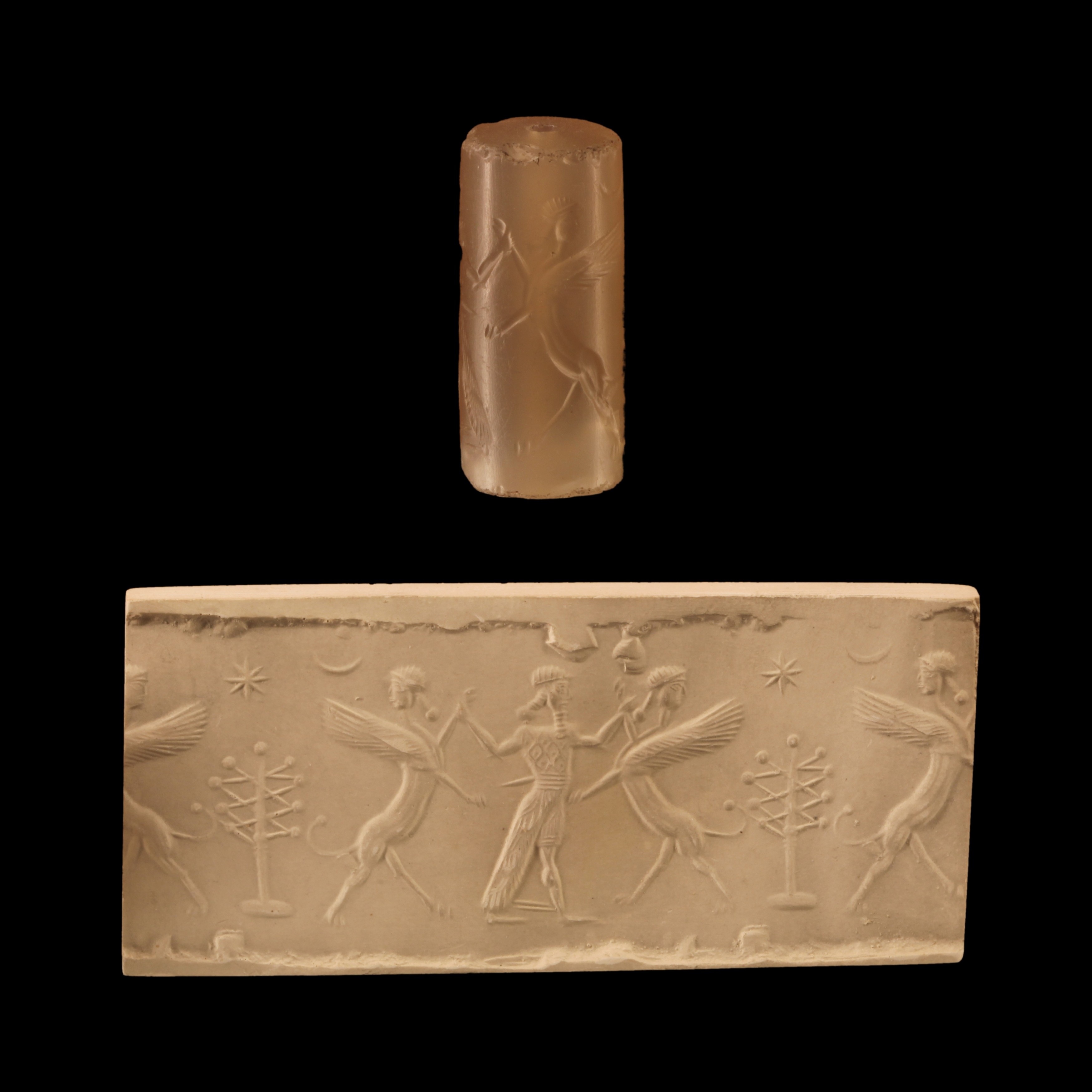
Combate mitológico: héroe amaestrando a dos demonios alados.
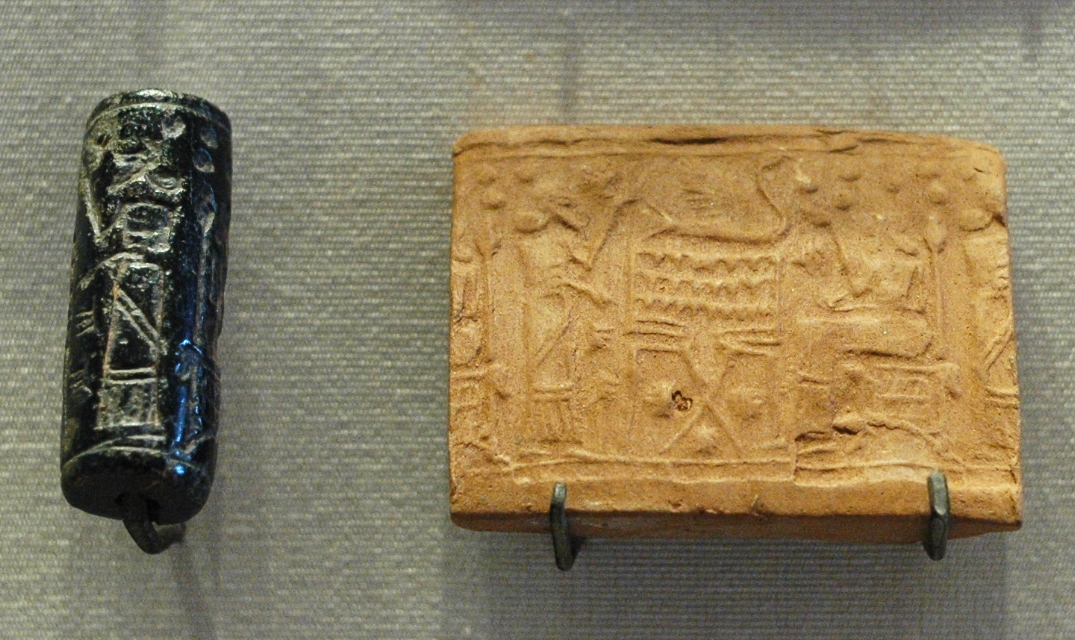
Banquete religioso.
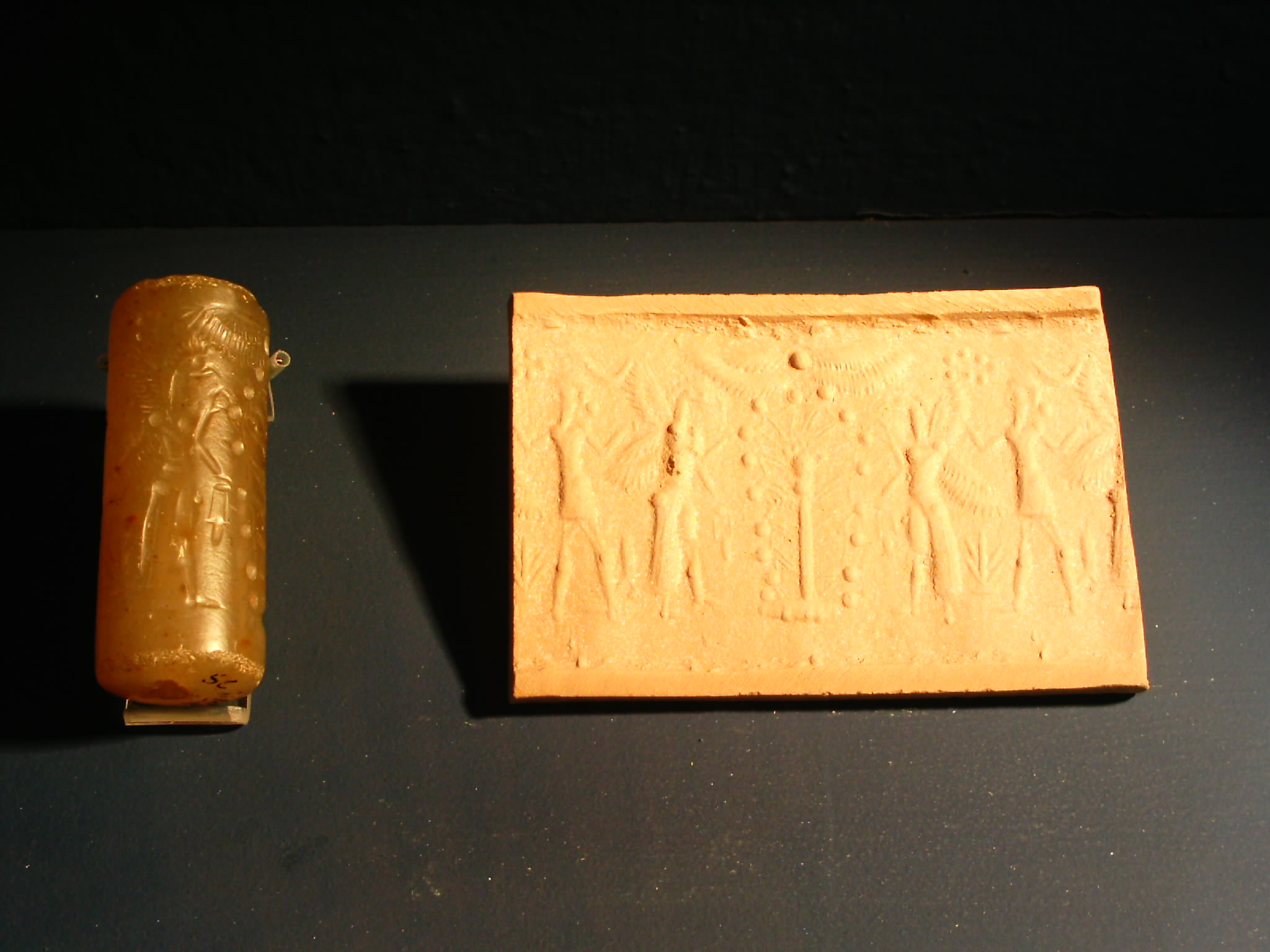
Veneración de un árbol sagrado por genios.

#### Marfiles

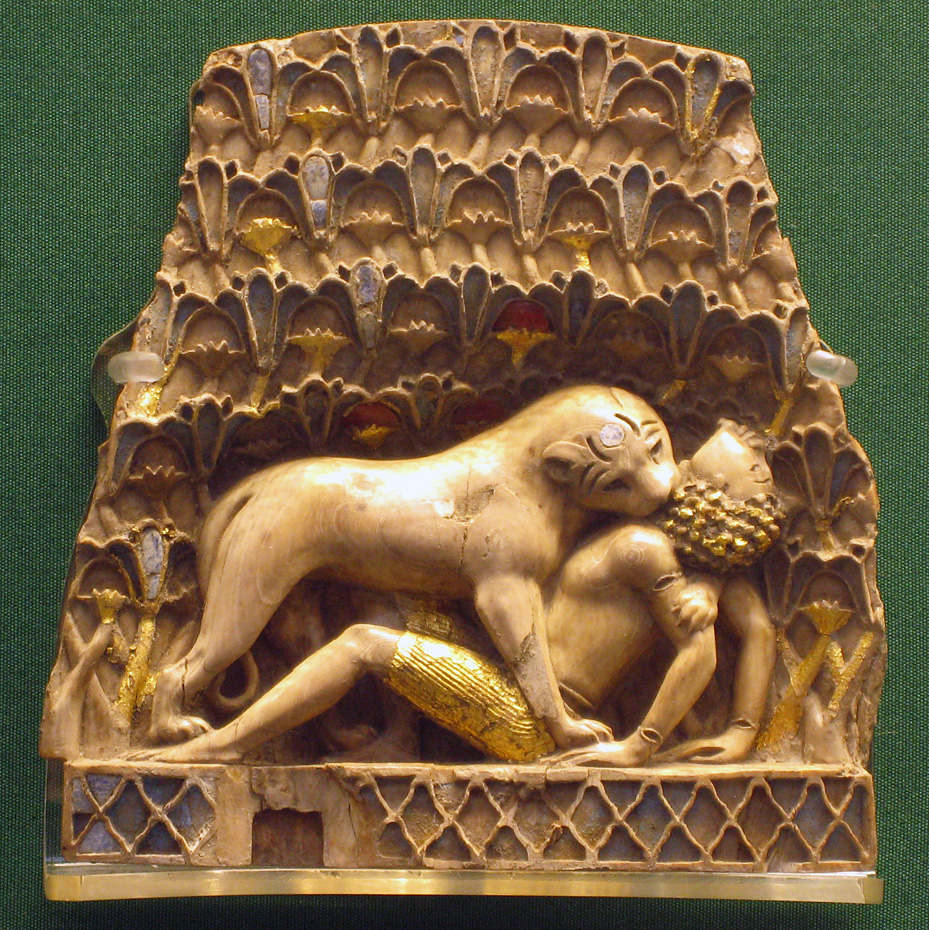
Elemento de mobiliario en marfil de estilo fenicio que representa a un hombre asido por la garganta por una leona, Nimrud, Museo Británico.

Muchos objetos de marfil tallado se han encontrado en las grandes capitales asirias del período medioasirio en las tumbas de Aššur, y especialmente en Nimrud del siglo VII a. C., así como en la «construcción de los marfiles» del palacio provincial de Arslan Tash, la antigua Hadatu. El marfil procedía de dientes de hipopótamo o de colmillos de elefante. Los objetos presentan en su mayoría características artísticas propias de Siria y de Fenicia, ya sea por su estilo o por los temas representados. Así que se trataría de realizaciones de artistas de esos países, que pueden haber trabajado en los talleres reales de Asiria, o haber sido importados o saqueados, lo que parece probable por los objetos de Nimrud encontrados especialmente en las salas de almacén del arsenal. Los objetos de marfil son de varios tipos: elementos de mobiliario sobre todo, pero también cajas de maquillaje y placas decorativas. Se atestigua un arte de marfil de estilo estrictamente asirio, cuyo repertorio iconográfico es similar al de los bajorrelieves palaciegos o glípticos, pero en menor cantidad en el corpus de Nimrud.

#### Vestimentas y adornos
La mayor parte de nuestro conocimiento sobre las joyas y las vestimentas usadas por los antiguos asirios proviene de las representaciones de estos en los bajorrelieves de palacios o en estelas y estatuas, ya que los objetos de metales preciosos en general han sido reciclados desde la Antigüedad, mientras que aquellos de materias perecederas, especialmente los tejidos, han desaparecido; se pueden completar mediante las fuentes textuales, sabiendo que los términos que hacen referencia a las diferentes tipos de prendas de vestir son difíciles de relacionar con los de las representaciones figurativas. Las vestimentas y adornos más preciosos estaban destinados al rey, a su familia, y a los cortesanos, así como a las estatuas de los dioses entronizados en los templos. Las grandes ceremonias y festivales religiosos fueron una oportunidad para vestirse de la manera más lujosa posible.
El tipo de material textil más utilizado por los antiguos asirios fue, con mucho, la lana de oveja, el más fácilmente accesible, luego vino el pelo de cabra, el lino, el algodón que se introdujo bajo los sargónidas y también el biso hecho a partir de las fibras secretadas por moluscos. De acuerdo con el método de tejido, se obtenía un material de calidad variable, que luego podía ser blanqueado o teñido con diferentes productos, incluyendo el alumbre  y la púrpura extraída del murex pescado en Fenicia, que tuvo un gran éxito en la Corte asiria. El atuendo (generalmente masculino) que se muestra en los bajorrelieves de los palacios neoasirios consta típicamente de una prenda interior que es una especie de túnica de manga corta, cubierta por una especie de abrigo o chal con bandas designado por el término genérico de kusîtu. Los bajorrelieves muestran que las franjas de la ropa fueron objeto de gran atención: están decoradas con bandas, rosetas que son quizás símbolos de la diosa Ishtar, así como escenas con figuras.

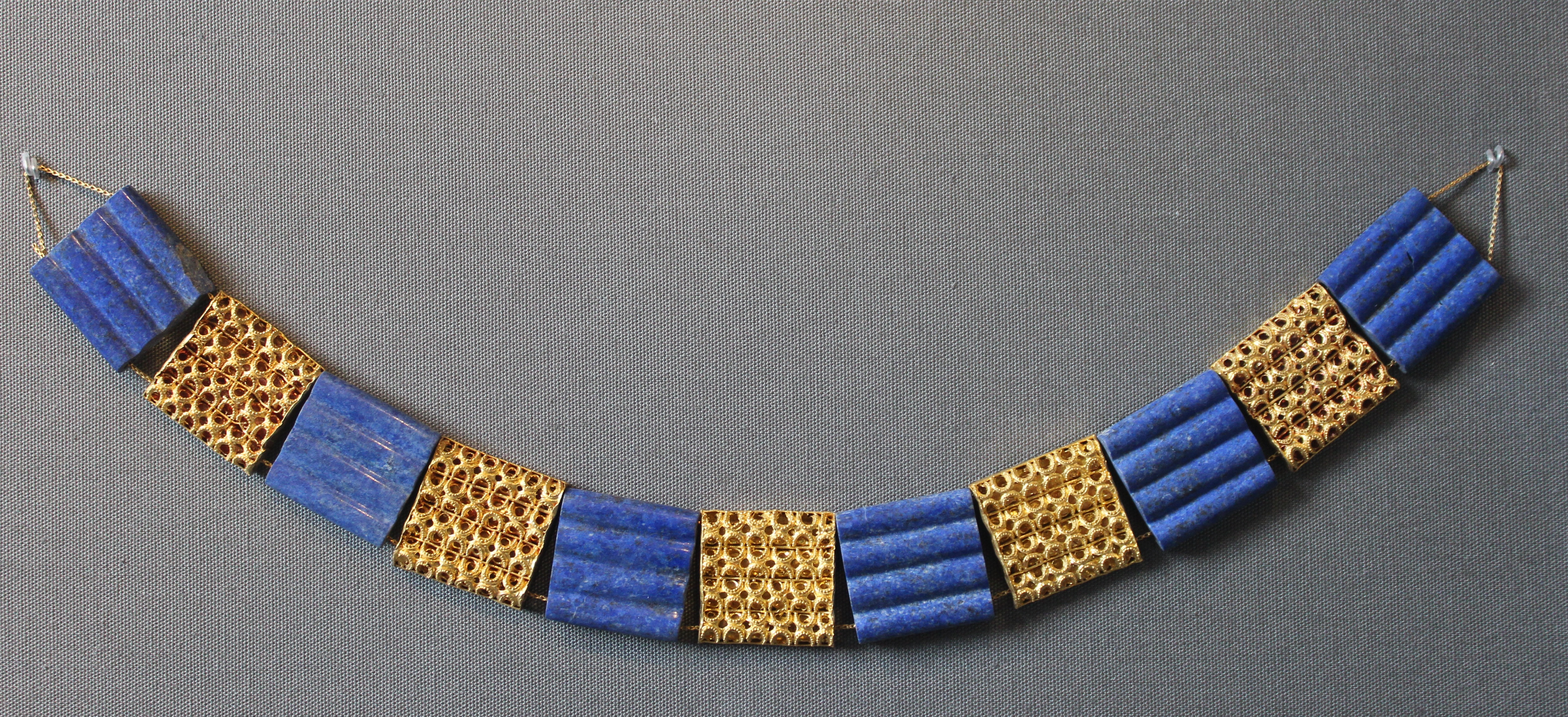
Collar en oro y lapislázuli encontrado en una tumba de Assur, siglos -, Vorderasiatisches Museum de Berlín.

El lujo de la ropa se realzaba con joyas y otros adornos igualmente suntuosos, en oro, plata, piedras y tejidos preciosos coloreados o incluso en vidrio. Los personajes representados en los bajorrelieves a menudo usan brazaletes, que pueden adornarse con una roseta, pendientes o collares que a veces llevan símbolos divinos, así como tiaras, coronas y turbantes decorados. Algunas armas y otros objetos ceremoniales podrían unirse a estos adornos. Esta documentación ha sido felizmente completada por varios descubrimientos en las tumbas. Primero, algunas tumbas paleo y medioasirias de Aššur con ricas joyas de oro y piedras preciosas o peinetas incisas y alfileres decorados. Pero el hallazgo más notable fue realizado por arqueólogos iraquíes en el sitio de Kalkhu (Nimrud) en 1988-1989: se trata del descubrimiento de un grupo de sepulturas de varias reinas secundarias de la segunda mitad del siglo VIII a. C. que habrían escapado al pillaje. Se han encontrado una notable cantidad de objetos de oro (más de 50 kg en total) y en piedras preciosas (lapislázuli, cornalina, ágata, amatista), incluidos collares, pendientes y una corona de oro. Se pueden agregar jarrones en piedra y en bronce. Lo que es más notable, más allá de esta opulencia, tanto más sorprendente ya que se trataría de reinas de segunda rango, es la calidad de la ejecución y la belleza de los objetos que combinan materiales de diferentes colores para obtener una apariencia visual armoniosa.
Finalmente, una descripción de la apariencia de los cortesanos asirios sería incompleta si no se mencionara el uso que hacían de diferentes perfumes de esencias de varias plantas (cedro, ciprés, mirra) y de productos cosméticos, siendo el más a menudo citado en los textos el gulhu, el khôl, que servía para perfilar y destacar el contorno de los ojos.

## Narrativa bíblica
La palabra "Asiria" (heb.  Ashshûr, se cree que significa Asur,  hijo de Sem o Asiria y su pueblo dependiendo del contexto y ciertas traducciones vierten la palabra "Ashur" o "Asirios") aparece por primera vez en la Biblia en el libro de Génesis con referencia al Tigris que salía del río de Edén entre otros. Después del diluvio del tiempo de Noe, Nimrod llegó a ser poderoso y salió de Sinar hacia Asiria y "Construyó las ciudades de Nínive, Rejobot Ir, Cala y Resén, la gran ciudad que está entre Nínive y Cala." En años posteriores, los hijos de Ismael se establecieron en dirección a "Asiria".
Se cree que alrededor del año 738 a. C., Pul, rey de Asiria vino contra la tierra de Israel por lo cual Menajem pagó un tributo de mil talentos de plata. En años posteriores, el rey Acaz de Judá pagó a Tiglat-Pileser plata, oro y regalos a cambio de protección contra los ejércitos invasores de Rezín, rey de Aram, y Peka, rey del norte de Israel. Tiglat-Pileser estuvo de acuerdo y capturó a Damasco, tomando varios territorios de Israel y llevando a cada una de sus poblaciones al exilio. El rey Oseas inicialmente acordó pagar tributo a Asiria. Sin embargo, más tarde cambió de parecer y conspiró con Egipto. Con el tiempo fue arrestado y confinado por Salmanasar, rey de Asiria. Salmanasar luego invadió toda la tierra de Samaria y exilió al pueblo de Israel a Asiria.
Los asirios invadieron el territorio de Judá por primera vez bajo el rey Senaquerib. y el rey Ezequías de Jerusalén oró a Dios por ayuda.  Por lo tanto Isaías profetizó que el rey de Asiria no entraría en Jerusalén y posteriormente el ángel de Dios hirió a 185.000 en el campamento asirio.
Varios libros proféticos de la biblia hacen referencia a Asiria.

#### Generalidades sobre la civilización mesopotámica
- Paul Garelli; Jean-Marie  Durand; Hatice Gonnet; Catherine  Breniquet (1997). Le Proche-Orient asiatique, tome 1 : Des origines aux invasions des peuples de la mer. La Nouvelle Clio (en francés). París: Presses Universitaires de France. POA1.
- Paul Garelli; André Lemaire (2001). Le Proche-Orient Asiatique, tome 2 : Les empires mésopotamiens, Israël. La Nouvelle Clio (en francés). París: Presses Universitaires de France. POA2.
- Glassner, Jean-Jacques (2002). La Mésopotamie. Guide Belles Lettres des civilisations (en francés). París: Les Belles Lettres. Glassner2002.
- Francis  Joannès (dir.) (2001). Dictionnaire de la civilisation mésopotamienne. Bouquins (en francés). París: Robert Laffont. DIC.
- Bertrand  Lafont; Aline Tenu; Philippe  Clancier; Francis  Joannès (2017). Mésopotamie - De Gilgamesh à Artaban (3300-120 av. J.-C.). Mondes anciens (en francés). París: Belin. BEL.

#### Estudios sobre Asiria
- Eva Cancik-Kirschbaum (2003). Die Assyrer -  Geschichte, Gesellschaft, Kultur (en alemán). Munich: C. H. Beck. CAN.
- John Nicholas Postgate (2007). The Land of Assur & The Yoke of Assur, Studies on Assyria 1971-2005 (en inglés). Oxford: Oxbow. POS.
- Johannes Renger (dir.) (2011). Assur - Gott, Stadt und Land (en alemán). Wiesbaden: Harrassowitz Verlag. REN.
- Eckart Frahm (dir.) (2017). A Companion to Assyria (en inglés). Malden: Wiley-Blackwell. COM.

#### Periodo neoasirio
- Frederick Mario  Fales (2001). L'impero assiro, storia e amministrazione (IX-VII secolo A.C.) (en italiano). Rome: Laterza. FAL.
- Francis Joannès (2000). La Mésopotamie au Ier millénaire avant J.-C. U (en francés). París: Armand Colin. JOA.

#### Sociedad y economía
- Dominique  Charpin (2008). Lire et écrire à Babylone (en francés). París: Presses Universitaires de France. CHA.
- Cécile Michel (2001). Correspondance des marchands de Kaniš au début du IIe millénaire avant J.-C. Littératures anciennes du Proche-Orient (en francés). París: Le Cerf. MIC.
- Raymond  Westbrook (dir.) (2003). A History of Ancient Near Eastern Law. Handbuch der Orientalistik (en inglés). Leyde: Brill. WES.

#### Arte y arqueología
- Fastes des palais assyriens -  Au nouvel empire. Les dossiers d'archéologie n° 171 (en francés). Dijon. 5 de 1992. PAL.
- Prudence O. Harper; Evelyn  Klengel-Brandt; Joan Aruz; Kim Benzel (1995). Assyrian Origins - Discoveries at Ashur on the Tigris (en inglés). New York: The Metropolitan Museum of Art. ORI.
- John E. Curtis; Julian Reade (1995). Art and Empire - Treasures from Assyria in the British Museum (en inglés). New York: Metropolitan Museum. EMP.
- Agnès Benoit (2003). Art et archéologie : les civilisations du Proche-Orient ancien. Manuels de l'école du Louvre (en francés). París: RMN. BEN.
- Jean-Louis  Huot (2004). Une archéologie des peuples du Proche-Orient, tome II, Des hommes des Palais aux sujets des premiers empires (IIe-Ier millénaire av. J-C)) (en francés). París: Errances. HUOT.
- Joan  Aruz; Yelena  Rakic; Sarah Graff (dir.) (2014). Assyria to Iberia -  at the Dawn of the Classical Age (en inglés). New York: The Metropolitan Museum of New York. MET.